# 福井市
福井市（ふくいし）は、福井県北部（嶺北）に位置する市。福井県の県庁所在地である。福井県では最も人口が多く、中核市に指定されている。旧足羽郡。1889年（明治22年）市制施行。

## 概要

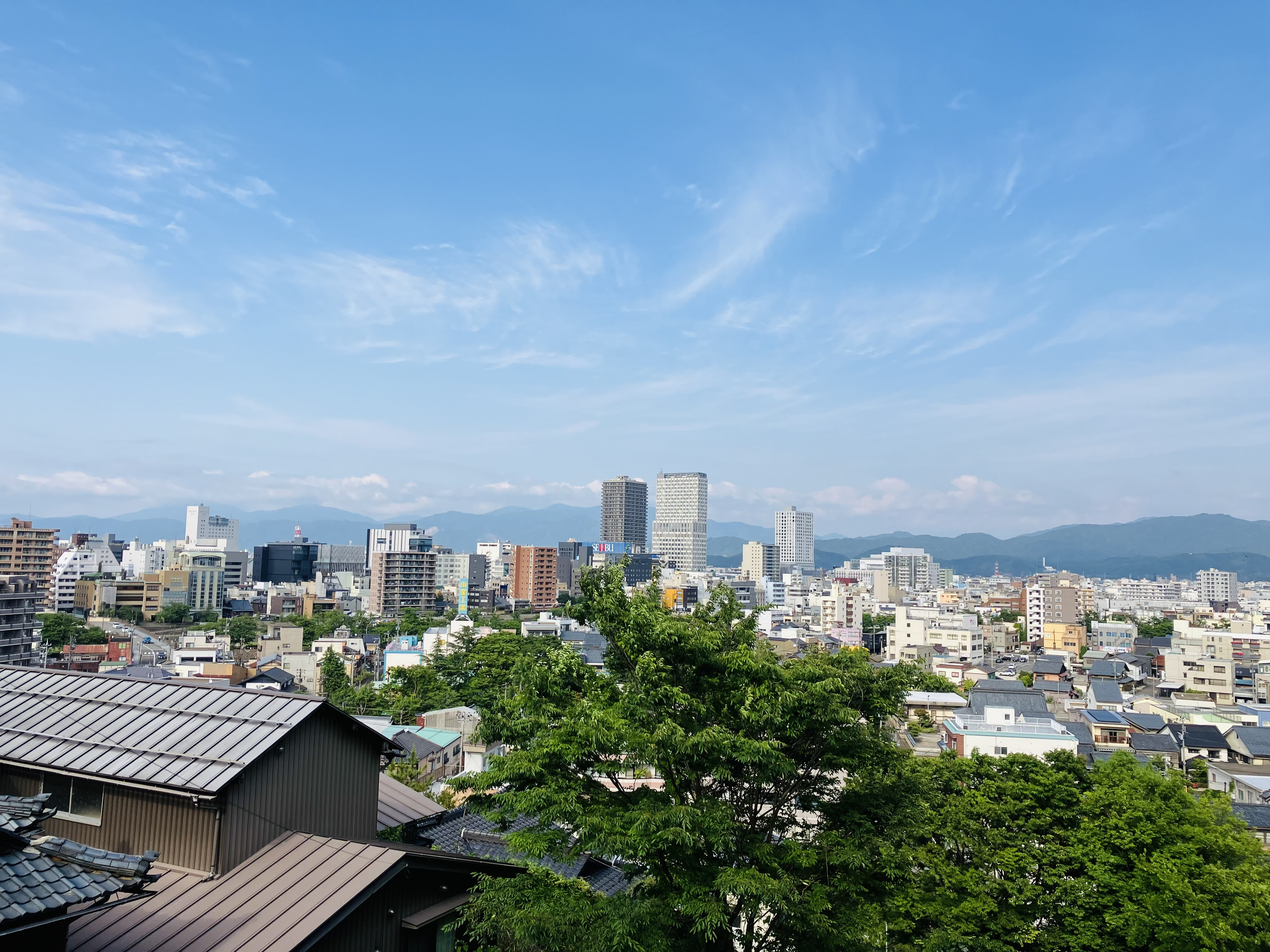
足羽山横坂から見た
福井市中心市街地

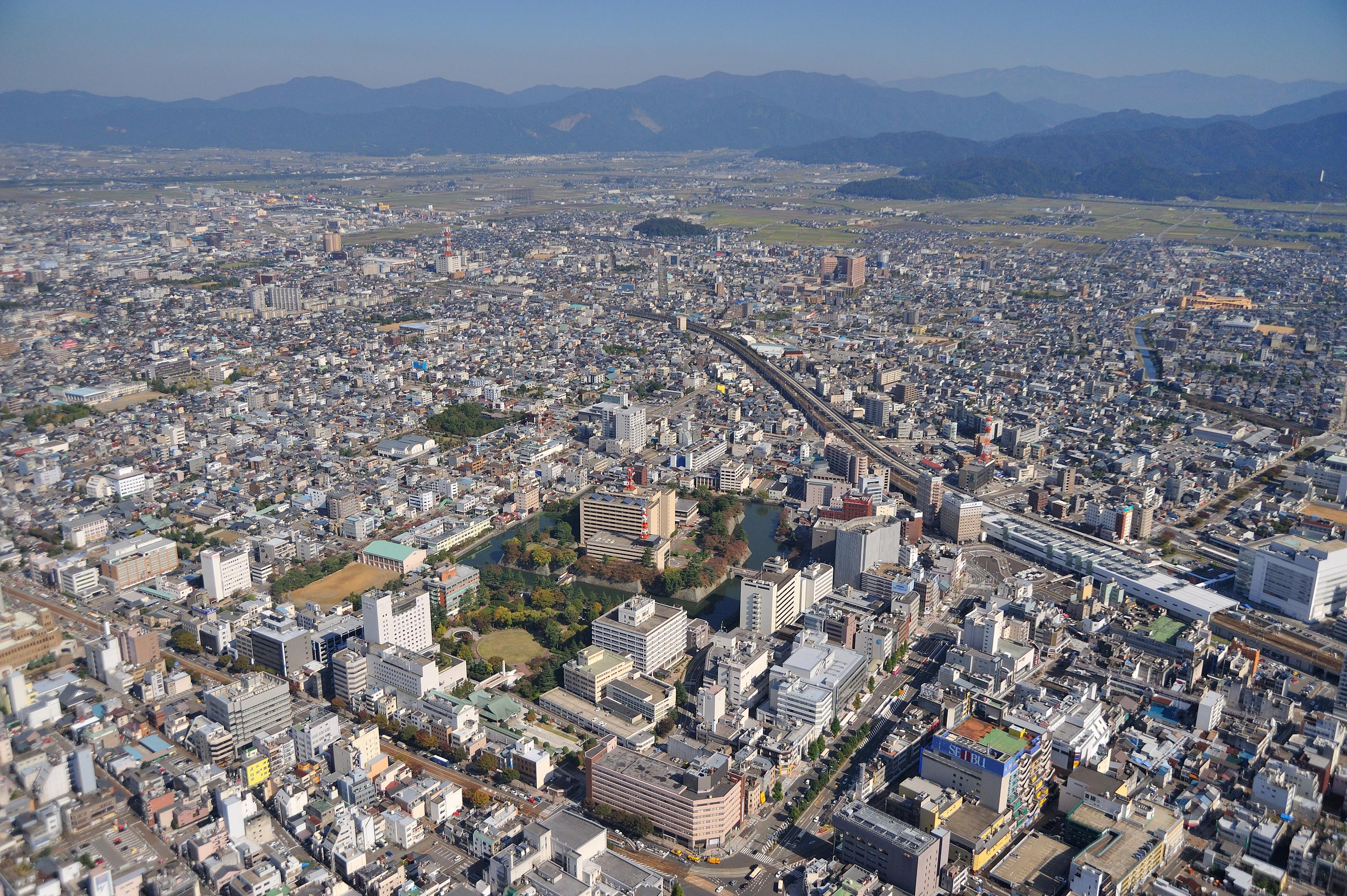
空から見た福井駅周辺

県人口の約34%が暮らしている。戦国時代の武将柴田勝家の北ノ庄城時代から城下町として都市形成しはじめ、江戸時代には石高68万石を数える大城下町となった。福居、福井と地名を変えた親藩統治を経て、現在もなお県政の中心として福井城本丸跡に福井県庁がある。江戸時代の福井は北陸で加賀藩の城下町金沢に次ぐ大城下町であり、朝倉氏滅亡後一乗谷から移転した文化人の影響もあり華やかな文化や行事が行われていた。代表的なものが、福井城下で行われていた「馬威」という行事であったが、明治18年（1885年）を最後に行われなくなったと言われている。
戦前の福井市は繊維王国として知られ、軽工業が発展していた。
1940年代に福井大空襲、福井地震とわずか3年の間にそれぞれ人口の1〜2%を失う大災厄に2度も見舞われるという、近現代日本の都市としては唯一ともいえる経験を経ながら、当時の倍以上の人口にまで復興したことから不死鳥を街のシンボルとしている。
2002]（平成14年）の「21世紀を拓く創造プラン」（第5次福井市総合計画）策定より、「人、街、自然、文化の『交・響・楽・彩 ふくい』（まじわり・ひびきあい・たのしみ・いろどるまち）」をスローガンに街づくりを進めている。

## 地理

福井市中心部の空中写真。2021年6月10日撮影の40枚を合成作成。。

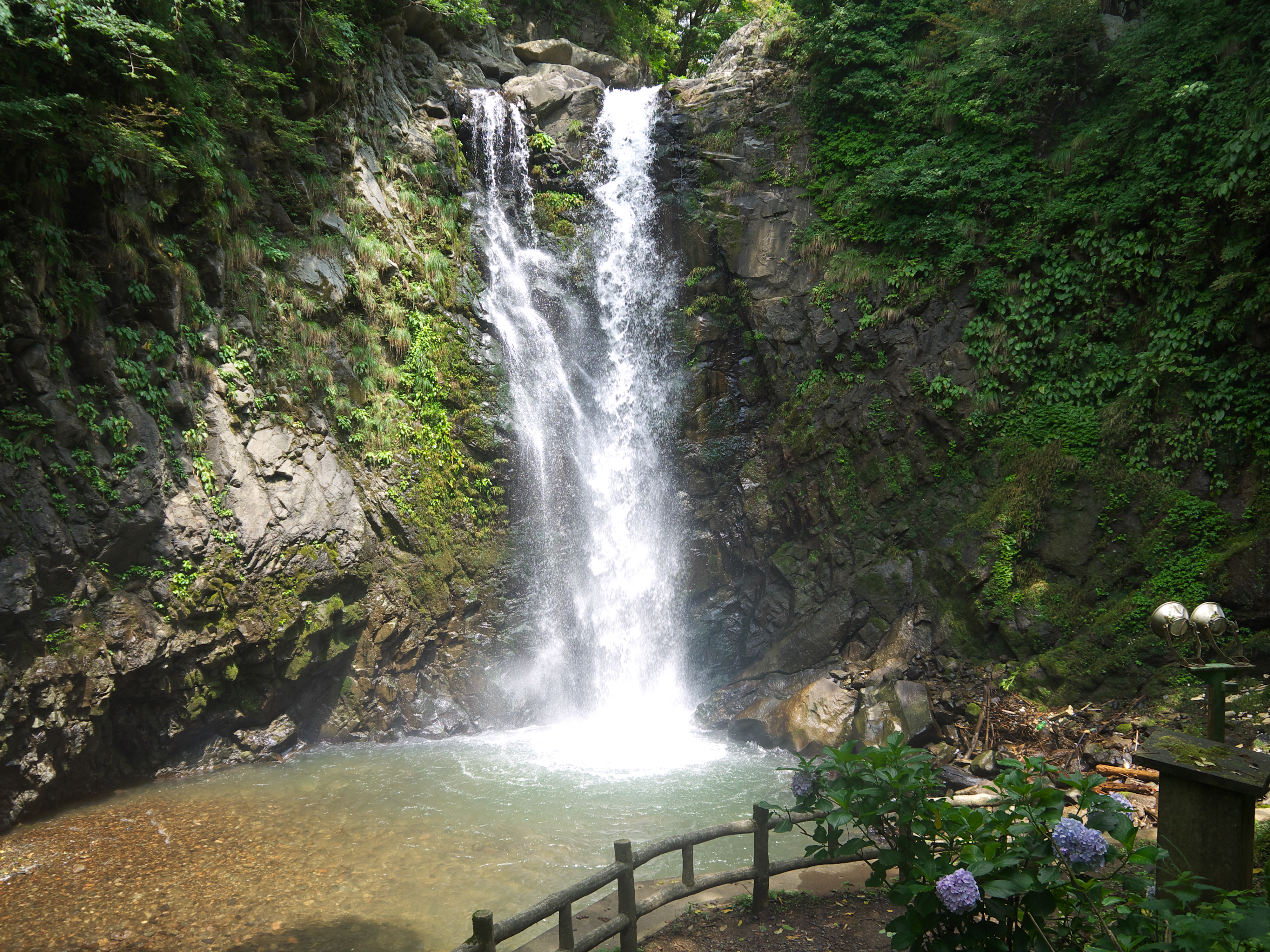
五太子の滝

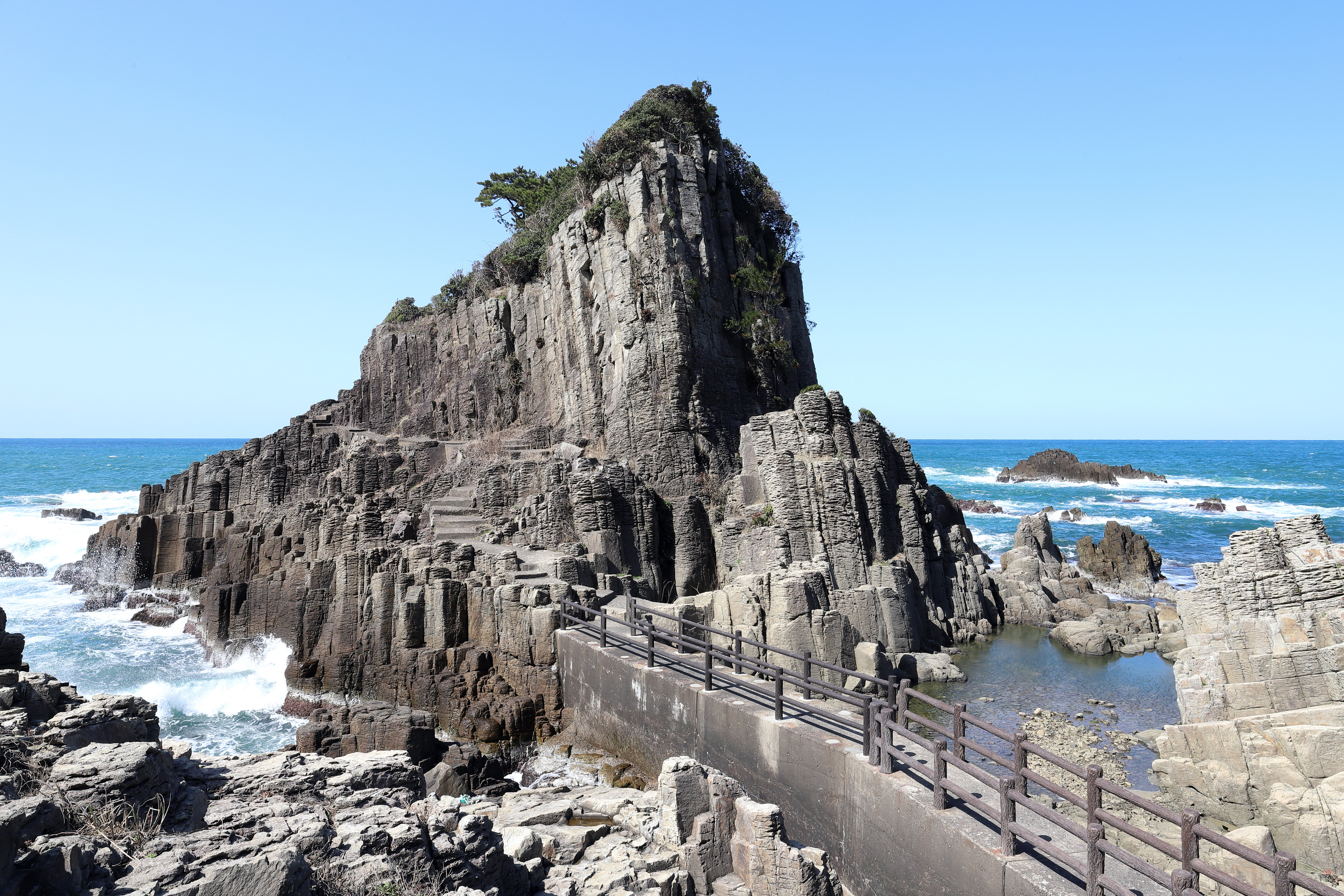
鉾島

### 地形
西から日本海、丹生山地、福井平野、両白山地（越美山地）と並ぶ。海岸部は鷹巣港付近を境に北側が三里浜の名を持つ砂浜、南側は岩場が続き、その海岸から約100 m先にその形から名前が付いた亀島が浮かぶ。総面積の約半分を山林が占め、市西側の丹生山地には国見岳（656 m）、その中腹に五太子の滝がある。海岸部を除く全域が九頭竜川水系流域にあり、本流を含む三大河川が合流する地点から東側の南北に平野が広がるが、その中例外として市中心部のすぐ南側に足羽山（117 m）、兎越山（89 m）、八幡山（139 m）の足羽三山が連なる。南東部には一乗谷など、足羽川及びその支流に沿った谷間の小盆地が点在し、東端付近には市最高地点の飯降山（884 m）がそびえる。

#### 山岳
主な山
- 両白山地（越美山地） - 飯降山、一乗城山、文殊山、東山
- 丹生山地 - 国見岳、大芝山、六所山、越知山、高須山、下市山、乙坂山
- 足羽三山 - 足羽山、兎越山、八幡山
- 城山

#### 河川
主な川
- 九頭竜川水系：
  - 九頭竜川 - 片川、七瀬川、日野川
  - （日野川） - 底喰川、足羽川、狐川、志津川、江端川、浅水川、天王川、未更毛川
  - （足羽川） - 荒川、一乗谷川、芦見川、羽生川

- その他水系：高須川、三本木川、一光川、大味川

#### 湖沼
主な池
- 武周ヶ池

#### 海岸
海洋
- 日本海

海岸
- 越前海岸
  - 三里浜

島嶼
- 鉾島
- 亀島

### 気候
日本海側気候であり、年間を通して降水量が多い。比較的低緯度のため気温は雪国としては高く、年平均気温14.8℃は南関東郊外都市部と同程度。やや内陸に位置し、冬は沿岸部の新潟市や金沢市などと比較して積雪しやすい。降雪量や最深積雪の平年値は富山市より少ないものの、日本海寒帯気団収束帯の影響を受けると北陸3都で一番のドカ雪に見舞われることもある。暖冬年と寒冬年の降積雪量の差が大きいのが特徴である。38豪雪となった1963年1月31日には過去最深積雪213cmを記録。これは豪雪都市として知られている青森市の209cm（1945年2月21日）をも上回る記録であり、全国の県庁所在地では最も多い。近年は暖冬続きのため積雪量は減っていたが、2011年1月31日には119cmを記録し、1986年1月の127cm以来25年ぶりに積雪が1mを超えた。2018年2月6日には147cmを記録し、1981年1月以来37年ぶりの130cm超となった。真冬日はほとんどなく、東北以北のように降雪後の凍結状態が続く事は少ない。
梅雨後半には島根県などと同様に日本海側としては暖湿流の影響を受けやすく、過去には平成16年7月福井豪雨など幾度の豪雨に見舞われている。
過去最高気温は1922年8月20日の38.5℃と高く、夏は蒸し暑くなる。過去最低気温は1904年1月27日の-15.1度と新潟、富山、金沢よりも低く内陸性気候の特色が出ている。（ただし冬の平均最低気温は富山のほうが低い。）
一方、旧越廼村地区などの日本海に面する地域は北西季節風と対馬暖流の影響で冬でも温暖なため雪より雨のことも多く、積雪も少ないなど同じ市内でも中心部とは大きな差がある。
| 福井地方気象台（福井市豊島、標高9m）の気候              | 福井地方気象台（福井市豊島、標高9m）の気候 | 福井地方気象台（福井市豊島、標高9m）の気候 | 福井地方気象台（福井市豊島、標高9m）の気候 | 福井地方気象台（福井市豊島、標高9m）の気候 | 福井地方気象台（福井市豊島、標高9m）の気候 | 福井地方気象台（福井市豊島、標高9m）の気候 | 福井地方気象台（福井市豊島、標高9m）の気候 | 福井地方気象台（福井市豊島、標高9m）の気候 | 福井地方気象台（福井市豊島、標高9m）の気候 | 福井地方気象台（福井市豊島、標高9m）の気候 | 福井地方気象台（福井市豊島、標高9m）の気候 | 福井地方気象台（福井市豊島、標高9m）の気候 | 福井地方気象台（福井市豊島、標高9m）の気候 |
| 月                                                      | 1月                                        | 2月                                        | 3月                                        | 4月                                        | 5月                                        | 6月                                        | 7月                                        | 8月                                        | 9月                                        | 10月                                       | 11月                                       | 12月                                       | 年                                         |
| ------------------------------------------------------- | ------------------------------------------ | ------------------------------------------ | ------------------------------------------ | ------------------------------------------ | ------------------------------------------ | ------------------------------------------ | ------------------------------------------ | ------------------------------------------ | ------------------------------------------ | ------------------------------------------ | ------------------------------------------ | ------------------------------------------ | ------------------------------------------ |
| 最高気温記録 °C （°F）                                  | 19.9 (67.8)                                | 21.8 (71.2)                                | 26.2 (79.2)                                | 32.0 (89.6)                                | 34.9 (94.8)                                | 36.6 (97.9)                                | 38.6 (101.5)                               | 38.5 (101.3)                               | 37.7 (99.9)                                | 32.3 (90.1)                                | 28.0 (82.4)                                | 24.6 (76.3)                                | 38.6 (101.5)                               |
| 平均最高気温 °C （°F）                                  | 6.7 (44.1)                                 | 7.8 (46)                                   | 12.2 (54)                                  | 18.3 (64.9)                                | 23.3 (73.9)                                | 26.5 (79.7)                                | 30.4 (86.7)                                | 32.2 (90)                                  | 27.7 (81.9)                                | 22.1 (71.8)                                | 16.0 (60.8)                                | 9.8 (49.6)                                 | 19.4 (66.9)                                |
| 日平均気温 °C （°F）                                    | 3.2 (37.8)                                 | 3.7 (38.7)                                 | 7.2 (45)                                   | 12.8 (55)                                  | 18.1 (64.6)                                | 22.0 (71.6)                                | 26.1 (79)                                  | 27.4 (81.3)                                | 23.1 (73.6)                                | 17.1 (62.8)                                | 11.3 (52.3)                                | 5.9 (42.6)                                 | 14.8 (58.6)                                |
| 平均最低気温 °C （°F）                                  | 0.5 (32.9)                                 | 0.3 (32.5)                                 | 2.8 (37)                                   | 7.8 (46)                                   | 13.4 (56.1)                                | 18.2 (64.8)                                | 22.7 (72.9)                                | 23.7 (74.7)                                | 19.4 (66.9)                                | 13.1 (55.6)                                | 7.3 (45.1)                                 | 2.7 (36.9)                                 | 11.0 (51.8)                                |
| 最低気温記録 °C （°F）                                  | −15.1 (4.8)                                | −14.3 (6.3)                                | −9.9 (14.2)                                | −2.6 (27.3)                                | 1.3 (34.3)                                 | 7.3 (45.1)                                 | 12.8 (55)                                  | 13.4 (56.1)                                | 7.7 (45.9)                                 | 0.5 (32.9)                                 | −1.5 (29.3)                                | −11.2 (11.8)                               | −15.1 (4.8)                                |
| 降水量 mm （inch）                                      | 284.9 (11.217)                             | 167.7 (6.602)                              | 160.7 (6.327)                              | 137.2 (5.402)                              | 139.1 (5.476)                              | 152.8 (6.016)                              | 239.8 (9.441)                              | 150.7 (5.933)                              | 212.9 (8.382)                              | 153.8 (6.055)                              | 196.1 (7.72)                               | 304.0 (11.969)                             | 2,299.6 (90.535)                           |
| 降雪量 cm （inch）                                      | 85 (33.5)                                  | 58 (22.8)                                  | 14 (5.5)                                   | 0 (0)                                      | 0 (0)                                      | 0 (0)                                      | 0 (0)                                      | 0 (0)                                      | 0 (0)                                      | 0 (0)                                      | 0 (0)                                      | 31 (12.2)                                  | 186 (73.2)                                 |
| 平均降水日数 （≥0.5 mm）                                | 24.3                                       | 20.0                                       | 17.4                                       | 13.3                                       | 12.0                                       | 11.9                                       | 13.5                                       | 9.9                                        | 12.4                                       | 13.4                                       | 17.5                                       | 23.5                                       | 189.2                                      |
| 平均降雪日数                                            | 23.2                                       | 19.5                                       | 11.3                                       | 1.5                                        | 0.0                                        | 0.0                                        | 0.0                                        | 0.0                                        | 0.0                                        | 0.0                                        | 0.6                                        | 13.2                                       | 69.2                                       |
| % 湿度                                                  | 82                                         | 78                                         | 71                                         | 68                                         | 68                                         | 74                                         | 76                                         | 73                                         | 76                                         | 76                                         | 78                                         | 81                                         | 75                                         |
| 平均月間日照時間                                        | 65.4                                       | 88.4                                       | 136.3                                      | 172.3                                      | 191.1                                      | 146.8                                      | 155.4                                      | 205.7                                      | 151.2                                      | 154.4                                      | 114.4                                      | 72.2                                       | 1,653.7                                    |
| 出典：気象庁 (平均値：1991年-2020年、極値：1897年-現在) |                                            |                                            |                                            |                                            |                                            |                                            |                                            |                                            |                                            |                                            |                                            |                                            |                                            |

| 越廼（1991年 - 2020年）の気候      | 越廼（1991年 - 2020年）の気候 | 越廼（1991年 - 2020年）の気候 | 越廼（1991年 - 2020年）の気候 | 越廼（1991年 - 2020年）の気候 | 越廼（1991年 - 2020年）の気候 | 越廼（1991年 - 2020年）の気候 | 越廼（1991年 - 2020年）の気候 | 越廼（1991年 - 2020年）の気候 | 越廼（1991年 - 2020年）の気候 | 越廼（1991年 - 2020年）の気候 | 越廼（1991年 - 2020年）の気候 | 越廼（1991年 - 2020年）の気候 | 越廼（1991年 - 2020年）の気候 |
| 月                                 | 1月                           | 2月                           | 3月                           | 4月                           | 5月                           | 6月                           | 7月                           | 8月                           | 9月                           | 10月                          | 11月                          | 12月                          | 年                            |
| ---------------------------------- | ----------------------------- | ----------------------------- | ----------------------------- | ----------------------------- | ----------------------------- | ----------------------------- | ----------------------------- | ----------------------------- | ----------------------------- | ----------------------------- | ----------------------------- | ----------------------------- | ----------------------------- |
| 最高気温記録 °C （°F）             | 19.8 (67.6)                   | 21.4 (70.5)                   | 24.4 (75.9)                   | 30.5 (86.9)                   | 33.6 (92.5)                   | 36.1 (97)                     | 38.2 (100.8)                  | 37.7 (99.9)                   | 36.6 (97.9)                   | 31.1 (88)                     | 26.4 (79.5)                   | 22.9 (73.2)                   | 38.2 (100.8)                  |
| 平均最高気温 °C （°F）             | 8.1 (46.6)                    | 8.5 (47.3)                    | 11.9 (53.4)                   | 17.2 (63)                     | 22.0 (71.6)                   | 25.0 (77)                     | 29.3 (84.7)                   | 30.9 (87.6)                   | 26.8 (80.2)                   | 21.5 (70.7)                   | 16.4 (61.5)                   | 11.1 (52)                     | 19.1 (66.4)                   |
| 日平均気温 °C （°F）               | 5.5 (41.9)                    | 5.5 (41.9)                    | 8.2 (46.8)                    | 13.1 (55.6)                   | 17.8 (64)                     | 21.3 (70.3)                   | 25.7 (78.3)                   | 27.2 (81)                     | 23.4 (74.1)                   | 18.3 (64.9)                   | 13.3 (55.9)                   | 8.2 (46.8)                    | 15.6 (60.1)                   |
| 平均最低気温 °C （°F）             | 2.9 (37.2)                    | 2.7 (36.9)                    | 4.8 (40.6)                    | 9.2 (48.6)                    | 14.0 (57.2)                   | 18.3 (64.9)                   | 22.8 (73)                     | 24.3 (75.7)                   | 20.6 (69.1)                   | 15.6 (60.1)                   | 10.4 (50.7)                   | 5.5 (41.9)                    | 12.6 (54.7)                   |
| 最低気温記録 °C （°F）             | −3.8 (25.2)                   | −4.7 (23.5)                   | −1.2 (29.8)                   | 0.6 (33.1)                    | 6.9 (44.4)                    | 10.1 (50.2)                   | 16.2 (61.2)                   | 17.6 (63.7)                   | 13.6 (56.5)                   | 6.9 (44.4)                    | 1.5 (34.7)                    | −1.3 (29.7)                   | −4.7 (23.5)                   |
| 降水量 mm （inch）                 | 218.4 (8.598)                 | 139.8 (5.504)                 | 156.6 (6.165)                 | 143.0 (5.63)                  | 157.6 (6.205)                 | 157.8 (6.213)                 | 225.7 (8.886)                 | 146.7 (5.776)                 | 230.2 (9.063)                 | 166.1 (6.539)                 | 173.6 (6.835)                 | 253.8 (9.992)                 | 2,169.4 (85.409)              |
| 平均降水日数 （≥1.0 mm）           | 23.6                          | 18.3                          | 15.5                          | 12.0                          | 11.3                          | 11.3                          | 12.4                          | 8.7                           | 11.8                          | 11.8                          | 15.7                          | 23.0                          | 175.6                         |
| 平均月間日照時間                   | 46.2                          | 72.7                          | 132.9                         | 176.3                         | 194.2                         | 145.9                         | 163.9                         | 215.4                         | 150.4                         | 138.8                         | 96.7                          | 53.8                          | 1,587.3                       |
| 出典1：Japan Meteorological Agency |                               |                               |                               |                               |                               |                               |                               |                               |                               |                               |                               |                               |                               |
| 出典2：気象庁                      |                               |                               |                               |                               |                               |                               |                               |                               |                               |                               |                               |                               |                               |

### 地域

#### 行政区画
福井市では市域を大きく8つのブロックに区分し、さらに概ね市立小学校区に合わせた49の地区に細分している。この地区を単位として地区公民館、地区自治会連合会、消防団分団、以下と一部異なる6ブロック制の地区社会福祉協議会、警察署管轄で2団体に分けられる地区交通安全協会の支部などの施設や組織を設けている。
不死鳥ブロック - 主に市街中心部（7地区）
春山、宝永、順化、松本、日之出、旭、日新
あたごブロック - 不死鳥ブロックの南及び西に隣接する区域（4地区）
木田、豊（みのり）、足羽（あすわ）、湊
みなみブロック - あたごブロックの西及び南に隣接する区域（6地区）
清明（せいめい）、東安居（ひがしあご）、社南、社北、社西、麻生津（あそうづ）
あずまブロック - 北東部（5地区）
和田、円山（えんざん）、啓蒙、岡保（おかぼ）、東藤島
九頭竜ブロック - 市街北部、同周辺域及び九頭竜川右岸部（5地区）
西藤島、中藤島、河合、森田、明新
中藤島地区の小学校名は「島」の付かない中藤小学校となっている。
光ブロック - 南西部（8地区）
安居、一光（いかり）、殿下（でんが）、越廼（こしの）、清水（しみず）西、清水東、清水南、清水北
旧清水町の4地区を「清水地区」と総称する場合がある。一光地区の小学校は休校中。
川西ブロック - 北西部（7地区）
大安寺、国見、鶉、棗、鷹巣、本郷、宮ノ下
旧坂井郡のうち、現在のあわら市、坂井市全域と永平寺町のごく一部を除く区域。宮ノ下地区は小学校が無い唯一の地区。
足羽ブロック - 南東部（7地区）
酒生（さこう）、一乗、上文殊、文殊、東郷、六条、美山
美山を除く6地区は旧足羽町の最終区域で、これを「東足羽地区」と総称する場合がある。また旧美山町を区域とする美山地区は、下宇坂、上宇坂、下味見、上味見、芦見、羽生の旧6村区域に再細分する場合もある。

### 人口
| |                                        |  |
| 福井市と全国の年齢別人口分布（2005年） | 福井市の年齢・男女別人口分布（2005年） |  |
| ■紫色 ― 福井市 ■緑色 ― 日本全国 | ■青色 ― 男性 ■赤色 ― 女性              |  |
| 福井市（に相当する地域）の人口の推移 \| 1970年（昭和45年） \| 231,901人 \| \| \| 1975年（昭和50年） \| 248,838人 \| \| \| 1980年（昭和55年） \| 259,638人 \| \| \| 1985年（昭和60年） \| 269,083人 \| \| \| 1990年（平成2年） \| 270,911人 \| \| \| 1995年（平成7年） \| 272,970人 \| \| \| 2000年（平成12年） \| 269,557人 \| \| \| 2005年（平成17年） \| 269,144人 \| \| \| 2010年（平成22年） \| 266,796人 \| \| \| 2015年（平成27年） \| 265,904人 \| \| \| 2020年（令和2年） \| 262,328人 \| \| |                                        |  |
| 総務省統計局 国勢調査より |                                        |  |
| 1970年（昭和45年） | 231,901人                              |  |
| 1975年（昭和50年） | 248,838人                              |  |
| 1980年（昭和55年） | 259,638人                              |  |
| 1985年（昭和60年） | 269,083人                              |  |
| 1990年（平成2年） | 270,911人                              |  |
| 1995年（平成7年） | 272,970人                              |  |
| 2000年（平成12年） | 269,557人                              |  |
| 2005年（平成17年） | 269,144人                              |  |
| 2010年（平成22年） | 266,796人                              |  |
| 2015年（平成27年） | 265,904人                              |  |
| 2020年（令和2年） | 262,328人                              |  |

#### 健康
- 平均年齢 47.8歳（2020年国勢調査）

### 隣接自治体
嶺北地方内において、北端のあわら市、南端の南越前町を除く8市町と接している。なお、越前市とは池田町・鯖江市を含む4市町境となっている山頂一点のみで接している。勝山市とは林道でのみ接続しているため、積雪のある冬季は一般車両の通行ができない。
 福井県
- 坂井市
- 吉田郡：永平寺町
- 勝山市
- 大野市
- 今立郡：池田町
- 越前市
- 鯖江市
- 丹生郡：越前町

## 歴史

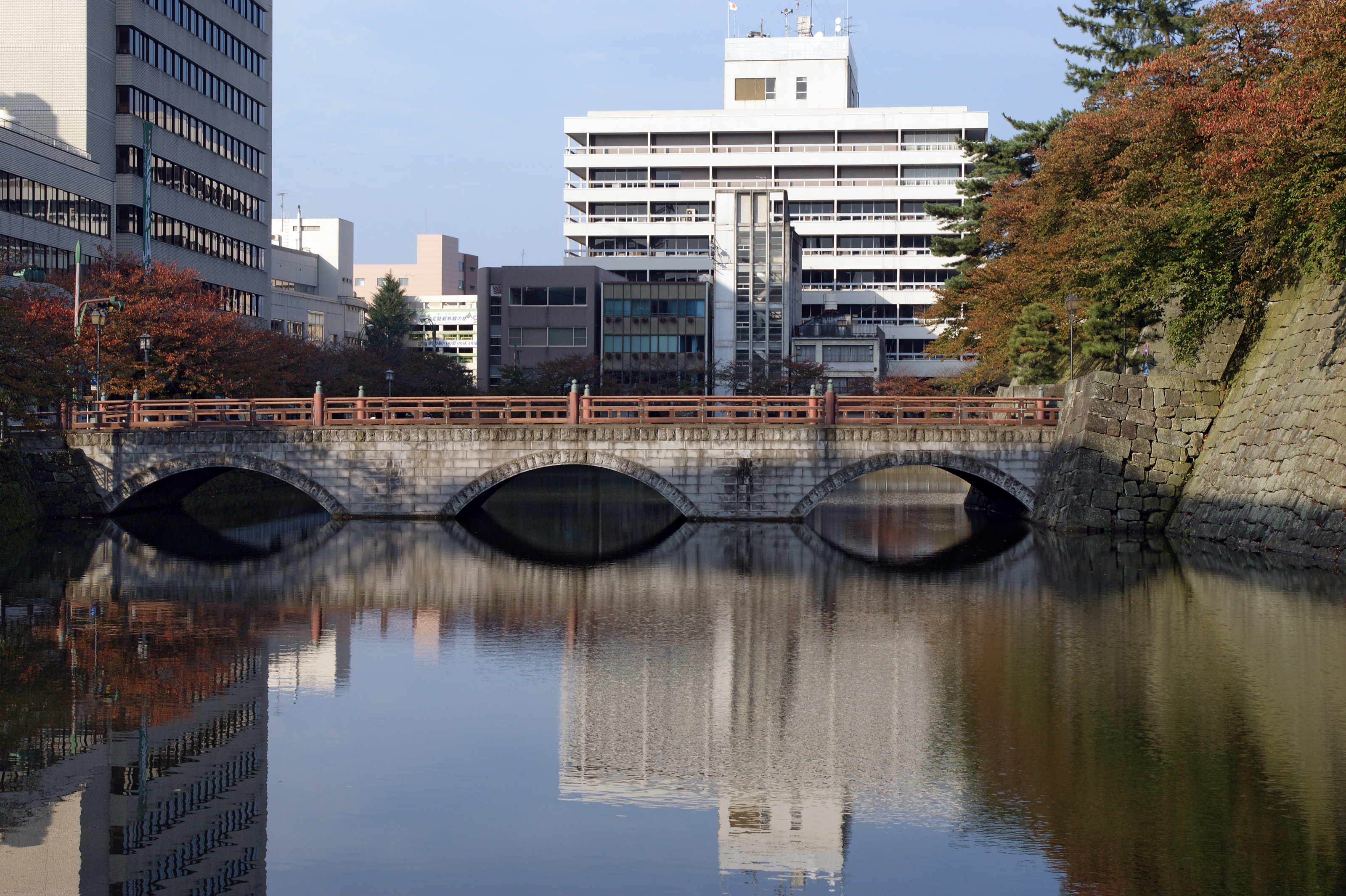
福井城

### 近代
- 1896年（明治29年）7月 - 北陸本線が開業、8月に福井駅が開業する。
- 1899年（明治32年）5月 - 福井市に電灯がつく。
- 1903年（明治36年）7月 - 福井市に電話開通。
- 1925年（大正14年）8月 - 福井市内にバス営業開始。
- 1930年（昭和5年）7月11日 - 集中豪雨により足羽川の水位が上昇。内水氾濫により市内一帯が冠水[7]。
- 1933年（昭和8年）10月 - 県内で陸軍特別大演習実施。市内に指定された場所だけでも見物客15万人。開局したばかりのラジオ局（現在のNHK福井）から全国へ実況中継が行われた[8]。
- 1935年（昭和10年）1月4日 - 福井市歌（作詞：一力強、作曲：山田耕筰）を制定。
- 1943年（昭和18年）3月19日 - 福井駅前繁華街で火災。佐佳枝劇場から出火し、隣接するだるま屋百貨店などへ延焼[9]。
- 1945年（昭和20年）7月19日 - 福井空襲、36,060戸焼失、死者1583人。

### 現代
- 1948年（昭和23年）6月28日 - 福井地震、36,184戸倒壊、死者3769人。7月に大洪水。
- 1952年（昭和27年）4月 - 福井復興博覧会が開催される。
- 1959年（昭和34年）8月 - NHK福井放送局がテレビ放映を開始する。
- 1960年（昭和35年）12月 - 越美北線が開業する。
- 1963年（昭和38年）
  - 1月 - 三八豪雪、福井市内で213cm（観測史上1位）の積雪を記録する。
  - 4月 - 北陸本線、福井-金沢間で複線電化、丹生郡殿下村が編入される。
- 1968年（昭和43年）10月 - 福井国体開催。
- 1970年（昭和45年）4月 - 福井市の人口が20万人を超える。
- 昭和40年代後半から - 丹生郡清水町北部にて住宅団地「グリーンハイツ」の整備が始まる。
- 1975年（昭和50年）
  - 現在の福井市役所庁舎が完成する。
  - 9月 - 北陸自動車道福井-高岡間開通。
- 1981年（昭和56年）
  - 1月 - 五六豪雪。
  - 11月 - 現在の福井県庁舎完成。
- 1986年（昭和61年）9月 - 福井市の人口が25万人を超える。
- 1988年（昭和63年）12月 - 新市民歌「わたしのまち ときめきのまち」（作詞：宮下義則、補作：島田陽子、作曲：榊原政敏）を発表。
- 2000年（平成12年）11月1日 - 特例市に移行する。
- 2004年（平成16年）7月18日 - 福井豪雨。最大雨量87mm/hを記録。福井市春日の足羽川堤防で破堤、足羽郡美山町から福井市街地までの広範にかけ冠水。また、美山町下味見地区や福井市一乗谷地区などで土石流が発生。越美北線、国道364号などの橋梁を流失。
- 2005年（平成17年）
  - 4月1日 - 福井港が関税法による開港指定を受ける。
  - 4月18日 - 北陸本線の市内中心部区間（越前花堂-森田間のうち福井車庫-開発陸橋）が高架となり福井駅新駅舎が完成する。
- 2010年（平成22年） 6月19日〜6月20日 - 2010年日本APECの一環としてエネルギー担当相会合（EMM）開催。「エネルギー安全保障に向けた低炭素化対策に関する福井宣言」が採択された。福井市は同市の魅力を国内外に発信[10]。
- 2018年（平成30年） 9月29日～10月9日 - 福井国体（福井しあわせ元気国体）開催。
- 2019年（平成31年） 4月1日 - 中核市に移行する。福井県から保健所事務などが移管され、市独自の保健所を設置。
- 2024年（令和6年）3月16日 - 同県初の新幹線金沢・敦賀間が延伸完了し、福井駅も停車駅となった[11]。

### 行政区画の変遷
- 1889年（明治22年）4月1日 - 市制の施行により、足羽郡福井城下[注釈 1]及び石場畑方の区域をもって、福井市が発足する。当時の人口は3万9863人、面積は4.43平方キロメートルであった。
- 1931年（昭和6年）4月1日 - 足羽郡東安居村の区域の内、三橋の区域を編入する。
- 1936年（昭和11年）
  - 5月1日 - 足羽郡和田村を編入する。
  - 10月1日 - 足羽郡木田村を編入する。
- 1939年（昭和14年）8月1日 - 足羽郡東安居村を編入する。
- 1941年（昭和16年）4月1日 - 吉田郡円山東村を編入する。
- 1942年（昭和17年）5月5日 - 吉田郡円山西村を編入する。人口が10万人を超える。
- 1948年（昭和23年）6月1日 - 吉田郡西藤島村の区域の内、田原下及び牧の島の区域を編入する。
- 1949年（昭和24年）4月1日 - 足羽郡社村の区域の内、小山谷の区域を編入する。
- 1951年（昭和26年）3月30日 - 吉田郡西藤島村を編入する。
- 1954年（昭和29年）
  - 4月1日 - 足羽郡社村を編入する。
  - 8月1日 - 丹生郡西安居村を編入する。
- 1955年（昭和30年）3月19日 - 吉田郡中藤島村を編入する。
- 1956年（昭和31年）
  - 4月10日 - 足羽郡足羽村の区域の内、大町別所、大町、江端、大島及び下荒井の区域を編入する。
  - 10月1日 - 足羽郡麻生津村を編入する。
- 1957年（昭和32年）
  - 4月1日 - 坂井郡大安寺村の区域の内、南楢原、北楢原、田ノ谷、四十谷、岸水及び天菅生の区域を編入する。
  - 5月1日 - 吉田郡河合村を編入する。
- 1959年（昭和34年）2月1日 - 丹生郡国見村を編入する。
- 1961年（昭和36年）10月1日 - 吉田郡藤岡村を編入する。
- 1963年（昭和38年）4月1日 - 丹生郡殿下村を編入する。
- 1967年（昭和42年）
  - 5月17日 - 坂井郡川西町を編入する。
  - 7月30日 - 吉田郡森田町を編入する。
- 1971年（昭和46年）9月1日 - 足羽郡足羽町を編入する。
- 2006年（平成18年）2月1日 - 足羽郡美山町、丹生郡清水町及び越廼村を編入する。これにより、足羽郡が消滅。

| 所 属 郡 | 明治以前     | 明治以前              | 明治初年 - 明治22年        | 明治22年 4月1日 町村制施行 | 明治22年 - 昭和20年          | 昭和21年 - 昭和30年          | 昭和31年 - 昭和35年          | 昭和31年 - 昭和35年          | 昭和36年 - 昭和64年          | 平成元年 - 現在             | 現在   |
| -------- | ------------ | --------------------- | -------------------------- | -------------------------- | ---------------------------- | ---------------------------- | ---------------------------- | ---------------------------- | ---------------------------- | --------------------------- | ------ |
| 丹 生 郡 | 畠中村       | 畠中村                | 畠中村                     | 殿下村                     | 殿下村                       | 殿下村                       | 殿下村                       | 殿下村                       | 昭和38年4月1日 福井市に編入  | 福井市                      | 福井市 |
| 丹 生 郡 | 国山村       | 国山村                | 国山村                     | 殿下村                     | 殿下村                       | 殿下村                       | 殿下村                       | 殿下村                       | 昭和38年4月1日 福井市に編入  | 福井市                      | 福井市 |
| 丹 生 郡 | 向山村       | 向山村                | 向山村                     | 殿下村                     | 殿下村                       | 殿下村                       | 殿下村                       | 殿下村                       | 昭和38年4月1日 福井市に編入  | 福井市                      | 福井市 |
| 丹 生 郡 | 謡谷村       | 謡谷村                | 謡谷村                     | 殿下村                     | 殿下村                       | 殿下村                       | 殿下村                       | 殿下村                       | 昭和38年4月1日 福井市に編入  | 福井市                      | 福井市 |
| 丹 生 郡 | 武周村       | 武周村                | 武周村                     | 殿下村                     | 殿下村                       | 殿下村                       | 殿下村                       | 殿下村                       | 昭和38年4月1日 福井市に編入  | 福井市                      | 福井市 |
| 丹 生 郡 | 二ツ屋村     | 二ツ屋村              | 二ツ屋村                   | 殿下村                     | 殿下村                       | 殿下村                       | 殿下村                       | 殿下村                       | 昭和38年4月1日 福井市に編入  | 福井市                      | 福井市 |
| 丹 生 郡 | 尼ヶ谷村     | 尼ヶ谷村              | 尼ヶ谷村                   | 殿下村                     | 殿下村                       | 殿下村                       | 殿下村                       | 殿下村                       | 昭和38年4月1日 福井市に編入  | 福井市                      | 福井市 |
| 丹 生 郡 | 別畑村       | 別畑村                | 別畑村                     | 殿下村                     | 殿下村                       | 殿下村                       | 殿下村                       | 殿下村                       | 昭和38年4月1日 福井市に編入  | 福井市                      | 福井市 |
| 丹 生 郡 | 白滝村       | 白滝村                | 白滝村                     | 殿下村                     | 殿下村                       | 殿下村                       | 殿下村                       | 殿下村                       | 昭和38年4月1日 福井市に編入  | 福井市                      | 福井市 |
| 丹 生 郡 | 別所村       | 別所村                | 別所村                     | 殿下村                     | 殿下村                       | 殿下村                       | 殿下村                       | 殿下村                       | 昭和38年4月1日 福井市に編入  | 福井市                      | 福井市 |
| 丹 生 郡 | 宿堂村       | 宿堂村                | 宿堂村                     | 殿下村                     | 殿下村                       | 殿下村                       | 殿下村                       | 殿下村                       | 昭和38年4月1日 福井市に編入  | 福井市                      | 福井市 |
| 丹 生 郡 | 水谷村       | 水谷村                | 水谷村                     | 殿下村                     | 殿下村                       | 殿下村                       | 殿下村                       | 殿下村                       | 昭和38年4月1日 福井市に編入  | 福井市                      | 福井市 |
| 丹 生 郡 | 大矢村       | 大矢村                | 大矢村                     | 殿下村                     | 殿下村                       | 殿下村                       | 殿下村                       | 殿下村                       | 昭和38年4月1日 福井市に編入  | 福井市                      | 福井市 |
| 丹 生 郡 | 風尾村       | 風尾村                | 風尾村                     | 殿下村                     | 殿下村                       | 殿下村                       | 殿下村                       | 殿下村                       | 昭和38年4月1日 福井市に編入  | 福井市                      | 福井市 |
| 丹 生 郡 | 南菅生浦     | 南菅生浦              | 南菅生浦                   | 坂井郡 鷹巣村              | 鷹巣村                       | 昭和30年3月31日 川西村       | 川西村                       | 昭和32年7月10日 町制 川西町  | 昭和42年3月17日 福井市に編入 | 福井市                      | 福井市 |
| 坂 井 郡 | 北菅生浦     | 北菅生浦              | 北菅生浦                   | 坂井郡 鷹巣村              | 鷹巣村                       | 昭和30年3月31日 川西村       | 川西村                       | 昭和32年7月10日 町制 川西町  | 昭和42年3月17日 福井市に編入 | 福井市                      | 福井市 |
| 坂 井 郡 | 高須村       | 高須村                | 高須村                     | 坂井郡 鷹巣村              | 鷹巣村                       | 昭和30年3月31日 川西村       | 川西村                       | 昭和32年7月10日 町制 川西町  | 昭和42年3月17日 福井市に編入 | 福井市                      | 福井市 |
| 坂 井 郡 |              | 明治5年頃 起立 宮郷村 |                            | 坂井郡 鷹巣村              | 鷹巣村                       | 昭和30年3月31日 川西村       | 川西村                       | 昭和32年7月10日 町制 川西町  | 昭和42年3月17日 福井市に編入 | 福井市                      | 福井市 |
| 坂 井 郡 | 西畑村       | 西畑村                | 西畑村                     | 坂井郡 鷹巣村              | 鷹巣村                       | 昭和30年3月31日 川西村       | 川西村                       | 昭和32年7月10日 町制 川西町  | 昭和42年3月17日 福井市に編入 | 福井市                      | 福井市 |
| 坂 井 郡 | 大窪村       | 大窪村                | 大窪村                     | 坂井郡 鷹巣村              | 鷹巣村                       | 昭和30年3月31日 川西村       | 川西村                       | 昭和32年7月10日 町制 川西町  | 昭和42年3月17日 福井市に編入 | 福井市                      | 福井市 |
| 坂 井 郡 | 二ツ屋村     | 二ツ屋村              | 明治17年 改称 西二ツ屋村   | 坂井郡 鷹巣村              | 鷹巣村                       | 昭和30年3月31日 川西村       | 川西村                       | 昭和32年7月10日 町制 川西町  | 昭和42年3月17日 福井市に編入 | 福井市                      | 福井市 |
| 坂 井 郡 | 免鳥村       | 免鳥村                | 免鳥村                     | 坂井郡 鷹巣村              | 鷹巣村                       | 昭和30年3月31日 川西村       | 川西村                       | 昭和32年7月10日 町制 川西町  | 昭和42年3月17日 福井市に編入 | 福井市                      | 福井市 |
| 坂 井 郡 | 浜住村       | 浜住村                | 浜住村                     | 坂井郡 鷹巣村              | 鷹巣村                       | 昭和30年3月31日 川西村       | 川西村                       | 昭和32年7月10日 町制 川西町  | 昭和42年3月17日 福井市に編入 | 福井市                      | 福井市 |
| 坂 井 郡 | 和布浦       | 和布浦                | 和布浦                     | 坂井郡 鷹巣村              | 鷹巣村                       | 昭和30年3月31日 川西村       | 川西村                       | 昭和32年7月10日 町制 川西町  | 昭和42年3月17日 福井市に編入 | 福井市                      | 福井市 |
| 坂 井 郡 | 蓑浦         | 蓑浦                  | 蓑浦                       | 坂井郡 鷹巣村              | 鷹巣村                       | 昭和30年3月31日 川西村       | 川西村                       | 昭和32年7月10日 町制 川西町  | 昭和42年3月17日 福井市に編入 | 福井市                      | 福井市 |
| 坂 井 郡 | 糸崎浦       | 糸崎浦                | 糸崎浦                     | 坂井郡 鷹巣村              | 鷹巣村                       | 昭和30年3月31日 川西村       | 川西村                       | 昭和32年7月10日 町制 川西町  | 昭和42年3月17日 福井市に編入 | 福井市                      | 福井市 |
| 坂 井 郡 | 松蔭浦       | 松蔭浦                | 松蔭浦                     | 坂井郡 鷹巣村              | 鷹巣村                       | 昭和30年3月31日 川西村       | 川西村                       | 昭和32年7月10日 町制 川西町  | 昭和42年3月17日 福井市に編入 | 福井市                      | 福井市 |
| 坂 井 郡 | 長橋浦       | 長橋浦                | 長橋浦                     | 坂井郡 鷹巣村              | 鷹巣村                       | 昭和30年3月31日 川西村       | 川西村                       | 昭和32年7月10日 町制 川西町  | 昭和42年3月17日 福井市に編入 | 福井市                      | 福井市 |
| 坂 井 郡 | 波寄村       | 波寄村                | 波寄村                     | 鶉村                       | 鶉村                         | 昭和30年3月31日 川西村       | 川西村                       | 昭和32年7月10日 町制 川西町  | 昭和42年3月17日 福井市に編入 | 福井市                      | 福井市 |
| 坂 井 郡 | 水切村       | 水切村                | 水切村                     | 鶉村                       | 鶉村                         | 昭和30年3月31日 川西村       | 川西村                       | 昭和32年7月10日 町制 川西町  | 昭和42年3月17日 福井市に編入 | 福井市                      | 福井市 |
| 坂 井 郡 | 木下村       | 木下村                | 木下村                     | 鶉村                       | 鶉村                         | 昭和30年3月31日 川西村       | 川西村                       | 昭和32年7月10日 町制 川西町  | 昭和42年3月17日 福井市に編入 | 福井市                      | 福井市 |
| 坂 井 郡 | 小野村       | 小野村                | 小野村                     | 鶉村                       | 鶉村                         | 昭和30年3月31日 川西村       | 川西村                       | 昭和32年7月10日 町制 川西町  | 昭和42年3月17日 福井市に編入 | 福井市                      | 福井市 |
| 坂 井 郡 | 串野村       | 串野村                | 串野村                     | 鶉村                       | 鶉村                         | 昭和30年3月31日 川西村       | 川西村                       | 昭和32年7月10日 町制 川西町  | 昭和42年3月17日 福井市に編入 | 福井市                      | 福井市 |
| 坂 井 郡 | 佐野村       | 佐野村                | 佐野村                     | 鶉村                       | 鶉村                         | 昭和30年3月31日 川西村       | 川西村                       | 昭和32年7月10日 町制 川西町  | 昭和42年3月17日 福井市に編入 | 福井市                      | 福井市 |
| 坂 井 郡 | 菖蒲谷村     | 菖蒲谷村              | 菖蒲谷村                   | 鶉村                       | 鶉村                         | 昭和30年3月31日 川西村       | 川西村                       | 昭和32年7月10日 町制 川西町  | 昭和42年3月17日 福井市に編入 | 福井市                      | 福井市 |
| 坂 井 郡 | 砂子坂村     | 砂子坂村              | 砂子坂村                   | 鶉村                       | 鶉村                         | 昭和30年3月31日 川西村       | 川西村                       | 昭和32年7月10日 町制 川西町  | 昭和42年3月17日 福井市に編入 | 福井市                      | 福井市 |
| 坂 井 郡 | 上野村       | 上野村                | 上野村                     | 鶉村                       | 鶉村                         | 昭和30年3月31日 川西村       | 川西村                       | 昭和32年7月10日 町制 川西町  | 昭和42年3月17日 福井市に編入 | 福井市                      | 福井市 |
| 坂 井 郡 | 浄土寺村     | 浄土寺村              | 浄土寺村                   | 鶉村                       | 鶉村                         | 昭和30年3月31日 川西村       | 川西村                       | 昭和32年7月10日 町制 川西町  | 昭和42年3月17日 福井市に編入 | 福井市                      | 福井市 |
| 坂 井 郡 | 布施田村     | 布施田村              | 布施田村                   | 鶉村                       | 鶉村                         | 昭和30年3月31日 川西村       | 川西村                       | 昭和32年7月10日 町制 川西町  | 昭和42年3月17日 福井市に編入 | 福井市                      | 福井市 |
| 坂 井 郡 | 中野村       | 中野村                | 明治17年 改称 西中野村     | 鶉村                       | 鶉村                         | 昭和30年3月31日 川西村       | 川西村                       | 昭和32年7月10日 町制 川西町  | 昭和42年3月17日 福井市に編入 | 福井市                      | 福井市 |
| 坂 井 郡 | 池尻村       | 池尻村                | 池尻村                     | 鶉村                       | 鶉村                         | 昭和30年3月31日 川西村       | 川西村                       | 昭和32年7月10日 町制 川西町  | 昭和42年3月17日 福井市に編入 | 福井市                      | 福井市 |
| 坂 井 郡 | 黒丸村       | 黒丸村                | 黒丸村                     | 鶉村                       | 鶉村                         | 昭和30年3月31日 川西村       | 川西村                       | 昭和32年7月10日 町制 川西町  | 昭和42年3月17日 福井市に編入 | 福井市                      | 福井市 |
| 坂 井 郡 | 三宅村       | 三宅村                | 三宅村                     | 鶉村                       | 鶉村                         | 昭和30年3月31日 川西村       | 川西村                       | 昭和32年7月10日 町制 川西町  | 昭和42年3月17日 福井市に編入 | 福井市                      | 福井市 |
| 坂 井 郡 | 大谷村       | 大谷村                | 大谷村                     | 本郷村                     | 本郷村                       | 昭和30年3月31日 川西村       | 川西村                       | 昭和32年7月10日 町制 川西町  | 昭和42年3月17日 福井市に編入 | 福井市                      | 福井市 |
| 坂 井 郡 | 八幡村       | 八幡村                | 八幡村                     | 本郷村                     | 本郷村                       | 昭和30年3月31日 川西村       | 川西村                       | 昭和32年7月10日 町制 川西町  | 昭和42年3月17日 福井市に編入 | 福井市                      | 福井市 |
| 坂 井 郡 | 灯豊村       | 灯豊村                | 灯豊村                     | 本郷村                     | 本郷村                       | 昭和30年3月31日 川西村       | 川西村                       | 昭和32年7月10日 町制 川西町  | 昭和42年3月17日 福井市に編入 | 福井市                      | 福井市 |
| 坂 井 郡 | 荒谷村       | 荒谷村                | 荒谷村                     | 本郷村                     | 本郷村                       | 昭和30年3月31日 川西村       | 川西村                       | 昭和32年7月10日 町制 川西町  | 昭和42年3月17日 福井市に編入 | 福井市                      | 福井市 |
| 坂 井 郡 | 大年村       | 大年村                | 大年村                     | 本郷村                     | 本郷村                       | 昭和30年3月31日 川西村       | 川西村                       | 昭和32年7月10日 町制 川西町  | 昭和42年3月17日 福井市に編入 | 福井市                      | 福井市 |
| 坂 井 郡 | 中村         | 中村                  | 中村                       | 本郷村                     | 本郷村                       | 昭和30年3月31日 川西村       | 川西村                       | 昭和32年7月10日 町制 川西町  | 昭和42年3月17日 福井市に編入 | 福井市                      | 福井市 |
| 坂 井 郡 | 一王寺村     | 一王寺村              | 一王寺村                   | 本郷村                     | 本郷村                       | 昭和30年3月31日 川西村       | 川西村                       | 昭和32年7月10日 町制 川西町  | 昭和42年3月17日 福井市に編入 | 福井市                      | 福井市 |
| 坂 井 郡 | 木米村       | 木米村                | 木米村                     | 本郷村                     | 本郷村                       | 昭和30年3月31日 川西村       | 川西村                       | 昭和32年7月10日 町制 川西町  | 昭和42年3月17日 福井市に編入 | 福井市                      | 福井市 |
| 坂 井 郡 | 柿谷村       | 柿谷村                | 柿谷村                     | 本郷村                     | 本郷村                       | 昭和30年3月31日 川西村       | 川西村                       | 昭和32年7月10日 町制 川西町  | 昭和42年3月17日 福井市に編入 | 福井市                      | 福井市 |
| 坂 井 郡 | 中河内村     | 中河内村              | 中河内村                   | 本郷村                     | 本郷村                       | 昭和30年3月31日 川西村       | 川西村                       | 昭和32年7月10日 町制 川西町  | 昭和42年3月17日 福井市に編入 | 福井市                      | 福井市 |
| 坂 井 郡 | 荒井村       | 荒井村                | 明治17年 改称 西荒井村     | 本郷村                     | 本郷村                       | 昭和30年3月31日 川西村       | 川西村                       | 昭和32年7月10日 町制 川西町  | 昭和42年3月17日 福井市に編入 | 福井市                      | 福井市 |
| 坂 井 郡 | 清水平村     | 清水平村              | 清水平村                   | 本郷村                     | 本郷村                       | 昭和30年3月31日 川西村       | 川西村                       | 昭和32年7月10日 町制 川西町  | 昭和42年3月17日 福井市に編入 | 福井市                      | 福井市 |
| 坂 井 郡 | 中平村       | 中平村                | 中平村                     | 本郷村                     | 本郷村                       | 昭和30年3月31日 川西村       | 川西村                       | 昭和32年7月10日 町制 川西町  | 昭和42年3月17日 福井市に編入 | 福井市                      | 福井市 |
| 坂 井 郡 | 奥平村       | 奥平村                | 奥平村                     | 本郷村                     | 本郷村                       | 昭和30年3月31日 川西村       | 川西村                       | 昭和32年7月10日 町制 川西町  | 昭和42年3月17日 福井市に編入 | 福井市                      | 福井市 |
| 坂 井 郡 | 足谷村       | 足谷村                | 足谷村                     | 本郷村                     | 本郷村                       | 昭和30年3月31日 川西村       | 川西村                       | 昭和32年7月10日 町制 川西町  | 昭和42年3月17日 福井市に編入 | 福井市                      | 福井市 |
| 坂 井 郡 | 河内村       | 河内村                | 河内村                     | 本郷村                     | 本郷村                       | 昭和30年3月31日 川西村       | 川西村                       | 昭和32年7月10日 町制 川西町  | 昭和42年3月17日 福井市に編入 | 福井市                      | 福井市 |
| 坂 井 郡 | 猫瀬村       | 猫瀬村                | 猫瀬村                     | 本郷村                     | 本郷村                       | 昭和30年3月31日 川西村       | 川西村                       | 昭和32年7月10日 町制 川西町  | 昭和42年3月17日 福井市に編入 | 福井市                      | 福井市 |
| 坂 井 郡 | 東平村       | 東平村                | 東平村                     | 本郷村                     | 本郷村                       | 昭和30年3月31日 川西村       | 川西村                       | 昭和32年7月10日 町制 川西町  | 昭和42年3月17日 福井市に編入 | 福井市                      | 福井市 |
| 坂 井 郡 | 市瀬村       | 市瀬村                | 市瀬村                     | 棗村                       | 棗村                         | 昭和30年3月31日 川西村       | 川西村                       | 昭和32年7月10日 町制 川西町  | 昭和42年3月17日 福井市に編入 | 福井市                      | 福井市 |
| 坂 井 郡 | 両橋屋村     | 両橋屋村              | 両橋屋村                   | 棗村                       | 棗村                         | 昭和30年3月31日 川西村       | 川西村                       | 昭和32年7月10日 町制 川西町  | 昭和42年3月17日 福井市に編入 | 福井市                      | 福井市 |
| 坂 井 郡 | 川尻村       | 川尻村                | 川尻村                     | 棗村                       | 棗村                         | 昭和30年3月31日 川西村       | 川西村                       | 昭和32年7月10日 町制 川西町  | 昭和42年3月17日 福井市に編入 | 福井市                      | 福井市 |
| 坂 井 郡 | 浜別所村     | 浜別所村              | 浜別所村                   | 棗村                       | 棗村                         | 昭和30年3月31日 川西村       | 川西村                       | 昭和32年7月10日 町制 川西町  | 昭和42年3月17日 福井市に編入 | 福井市                      | 福井市 |
| 坂 井 郡 | 石橋村       | 石橋村                | 石橋村                     | 棗村                       | 棗村                         | 昭和30年3月31日 川西村       | 川西村                       | 昭和32年7月10日 町制 川西町  | 昭和42年3月17日 福井市に編入 | 福井市                      | 福井市 |
| 坂 井 郡 | 石新保村     | 石新保村              | 石新保村                   | 棗村                       | 棗村                         | 昭和30年3月31日 川西村       | 川西村                       | 昭和32年7月10日 町制 川西町  | 昭和42年3月17日 福井市に編入 | 福井市                      | 福井市 |
| 坂 井 郡 | 浜島村       | 浜島村                | 浜島村                     | 棗村                       | 棗村                         | 昭和30年3月31日 川西村       | 川西村                       | 昭和32年7月10日 町制 川西町  | 昭和42年3月17日 福井市に編入 | 福井市                      | 福井市 |
| 坂 井 郡 | 白方村       | 白方村                | 白方村                     | 棗村                       | 棗村                         | 昭和30年3月31日 川西村       | 川西村                       | 昭和32年7月10日 町制 川西町  | 昭和42年3月17日 福井市に編入 | 福井市                      | 福井市 |
| 坂 井 郡 | 小幡村       | 小幡村                | 小幡村                     | 棗村                       | 棗村                         | 昭和30年3月31日 川西村       | 川西村                       | 昭和32年7月10日 町制 川西町  | 昭和42年3月17日 福井市に編入 | 福井市                      | 福井市 |
| 坂 井 郡 | 深坂村       | 深坂村                | 深坂村                     | 棗村                       | 棗村                         | 昭和30年3月31日 川西村       | 川西村                       | 昭和32年7月10日 町制 川西町  | 昭和42年3月17日 福井市に編入 | 福井市                      | 福井市 |
| 坂 井 郡 | 中山村       | 中山村                | 中山村                     | 棗村                       | 棗村                         | 昭和30年3月31日 川西村       | 川西村                       | 昭和32年7月10日 町制 川西町  | 昭和42年3月17日 福井市に編入 | 福井市                      | 福井市 |
| 坂 井 郡 | 為寄村       | 為寄村                | 為寄村                     | 棗村                       | 棗村                         | 昭和30年3月31日 川西村       | 川西村                       | 昭和32年7月10日 町制 川西町  | 昭和42年3月17日 福井市に編入 | 福井市                      | 福井市 |
| 坂 井 郡 | 石畠村       | 石畠村                | 石畠村                     | 棗村                       | 棗村                         | 昭和30年3月31日 川西村       | 川西村                       | 昭和32年7月10日 町制 川西町  | 昭和42年3月17日 福井市に編入 | 福井市                      | 福井市 |
| 坂 井 郡 | 領家村       | 領家村                | 領家村                     | 棗村                       | 棗村                         | 昭和30年3月31日 川西村       | 川西村                       | 昭和32年7月10日 町制 川西町  | 昭和42年3月17日 福井市に編入 | 福井市                      | 福井市 |
| 坂 井 郡 | 田ノ頭村     | 田ノ頭村              | 田ノ頭村                   | 棗村                       | 棗村                         | 昭和30年3月31日 川西村       | 川西村                       | 昭和32年7月10日 町制 川西町  | 昭和42年3月17日 福井市に編入 | 福井市                      | 福井市 |
| 坂 井 郡 | 砂子田村     | 砂子田村              | 砂子田村                   | 浜四郷村                   | 浜四郷村                     | 浜四郷村                     | 昭和32年1月1日 川西村に編入  | 昭和32年7月10日 町制 川西町  | 昭和42年3月17日 福井市に編入 | 福井市                      | 福井市 |
| 坂 井 郡 | 藤瀬村       | 藤瀬村                | 藤瀬村                     | 浜四郷村                   | 浜四郷村                     | 浜四郷村                     | 昭和32年1月1日 川西村に編入  | 昭和32年7月10日 町制 川西町  | 昭和42年3月17日 福井市に編入 | 福井市                      | 福井市 |
| 坂 井 郡 | 円納村       | 円納村                | 円納村                     | 浜四郷村                   | 浜四郷村                     | 浜四郷村                     | 昭和32年1月1日 川西村に編入  | 昭和32年7月10日 町制 川西町  | 昭和42年3月17日 福井市に編入 | 福井市                      | 福井市 |
| 坂 井 郡 | 小尉村       | 小尉村                | 小尉村                     | 浜四郷村                   | 浜四郷村                     | 浜四郷村                     | 昭和32年1月1日 川西村に編入  | 昭和32年7月10日 町制 川西町  | 昭和42年3月17日 福井市に編入 | 福井市                      | 福井市 |
| 坂 井 郡 | 島山梨子村   | 島山梨子村            | 島山梨子村                 | 大安寺村                   | 大安寺村                     | 大安寺村                     | 昭和32年4月1日 川西村に編入  | 昭和32年7月10日 町制 川西町  | 昭和42年3月17日 福井市に編入 | 福井市                      | 福井市 |
| 坂 井 郡 | 内山梨子村   | 内山梨子村            | 内山梨子村                 | 大安寺村                   | 大安寺村                     | 大安寺村                     | 昭和32年4月1日 川西村に編入  | 昭和32年7月10日 町制 川西町  | 昭和42年3月17日 福井市に編入 | 福井市                      | 福井市 |
| 坂 井 郡 | 仙村         | 仙村                  | 仙村                       | 大安寺村                   | 大安寺村                     | 大安寺村                     | 昭和32年4月1日 川西村に編入  | 昭和32年7月10日 町制 川西町  | 昭和42年3月17日 福井市に編入 | 福井市                      | 福井市 |
| 坂 井 郡 | 御所垣内村   | 御所垣内村            | 御所垣内村                 | 大安寺村                   | 大安寺村                     | 大安寺村                     | 昭和32年4月1日 川西村に編入  | 昭和32年7月10日 町制 川西町  | 昭和42年3月17日 福井市に編入 | 福井市                      | 福井市 |
| 坂 井 郡 | 江上村       | 江上村                | 江上村                     | 大安寺村                   | 大安寺村                     | 大安寺村                     | 昭和32年4月1日 川西村に編入  | 昭和32年7月10日 町制 川西町  | 昭和42年3月17日 福井市に編入 | 福井市                      | 福井市 |
| 坂 井 郡 | 剣大谷村     | 剣大谷村              | 剣大谷村                   | 大安寺村                   | 大安寺村                     | 大安寺村                     | 昭和32年4月1日 川西村に編入  | 昭和32年7月10日 町制 川西町  | 昭和42年3月17日 福井市に編入 | 福井市                      | 福井市 |
| 坂 井 郡 | 天菅生村     | 天菅生村              | 天菅生村                   | 大安寺村                   | 大安寺村                     | 大安寺村                     | 昭和32年4月1日 福井市に編入  | 福井市                       | 福井市                       | 福井市                      | 福井市 |
| 坂 井 郡 | 岸水村       | 岸水村                | 岸水村                     | 大安寺村                   | 大安寺村                     | 大安寺村                     | 昭和32年4月1日 福井市に編入  | 福井市                       | 福井市                       | 福井市                      | 福井市 |
| 坂 井 郡 | 四十谷村     | 四十谷村              | 四十谷村                   | 大安寺村                   | 大安寺村                     | 大安寺村                     | 昭和32年4月1日 福井市に編入  | 福井市                       | 福井市                       | 福井市                      | 福井市 |
| 坂 井 郡 | 田ノ谷村     | 田ノ谷村              | 田ノ谷村                   | 大安寺村                   | 大安寺村                     | 大安寺村                     | 昭和32年4月1日 福井市に編入  | 福井市                       | 福井市                       | 福井市                      | 福井市 |
| 坂 井 郡 | 北楢原村     | 北楢原村              | 北楢原村                   | 大安寺村                   | 大安寺村                     | 大安寺村                     | 昭和32年4月1日 福井市に編入  | 福井市                       | 福井市                       | 福井市                      | 福井市 |
| 坂 井 郡 | 南楢原村     | 南楢原村              | 南楢原村                   | 大安寺村                   | 大安寺村                     | 大安寺村                     | 昭和32年4月1日 福井市に編入  | 福井市                       | 福井市                       | 福井市                      | 福井市 |
| 吉 田 郡 | 中角村       | 中角村                | 中角村                     | 河合村                     | 河合村                       | 河合村                       | 昭和32年5月1日 福井市に編入  | 福井市                       | 福井市                       | 福井市                      | 福井市 |
| 吉 田 郡 | 網戸瀬村     | 網戸瀬村              | 網戸瀬村                   | 河合村                     | 河合村                       | 河合村                       | 昭和32年5月1日 福井市に編入  | 福井市                       | 福井市                       | 福井市                      | 福井市 |
| 吉 田 郡 | 勝見村       | 勝見村                | 勝見村                     | 河合村                     | 河合村                       | 河合村                       | 昭和32年5月1日 福井市に編入  | 福井市                       | 福井市                       | 福井市                      | 福井市 |
| 吉 田 郡 | 六日市村     | 六日市村              | 六日市村                   | 河合村                     | 河合村                       | 河合村                       | 昭和32年5月1日 福井市に編入  | 福井市                       | 福井市                       | 福井市                      | 福井市 |
| 吉 田 郡 | 高屋村       | 高屋村                | 高屋村                     | 河合村                     | 河合村                       | 河合村                       | 昭和32年5月1日 福井市に編入  | 福井市                       | 福井市                       | 福井市                      | 福井市 |
| 吉 田 郡 | 二日市村     | 二日市村              | 二日市村                   | 河合村                     | 河合村                       | 河合村                       | 昭和32年5月1日 福井市に編入  | 福井市                       | 福井市                       | 福井市                      | 福井市 |
| 吉 田 郡 | 山室村       | 山室村                | 山室村                     | 河合村                     | 河合村                       | 河合村                       | 昭和32年5月1日 福井市に編入  | 福井市                       | 福井市                       | 福井市                      | 福井市 |
| 吉 田 郡 | 河合鷲塚村   | 河合鷲塚村            | 河合鷲塚村                 | 河合村                     | 河合村                       | 河合村                       | 昭和32年5月1日 福井市に編入  | 福井市                       | 福井市                       | 福井市                      | 福井市 |
| 吉 田 郡 | 天池村       | 天池村                | 天池村                     | 森田村                     | 昭和10年4月3日 町制 森田町   | 森田町                       | 森田町                       | 森田町                       | 昭和42年7月30日 福井市に編入 | 福井市                      | 福井市 |
| 吉 田 郡 | 八重巻村     | 八重巻村              | 八重巻村                   | 森田村                     | 昭和10年4月3日 町制 森田町   | 森田町                       | 森田町                       | 森田町                       | 昭和42年7月30日 福井市に編入 | 福井市                      | 福井市 |
| 吉 田 郡 | 稲多村       | 稲多村                | 稲多村                     | 森田村                     | 昭和10年4月3日 町制 森田町   | 森田町                       | 森田町                       | 森田町                       | 昭和42年7月30日 福井市に編入 | 福井市                      | 福井市 |
| 吉 田 郡 | 古市村       | 古市村                | 古市村                     | 森田村                     | 昭和10年4月3日 町制 森田町   | 森田町                       | 森田町                       | 森田町                       | 昭和42年7月30日 福井市に編入 | 福井市                      | 福井市 |
| 吉 田 郡 | 下森田村     | 下森田村              | 下森田村                   | 森田村                     | 昭和10年4月3日 町制 森田町   | 森田町                       | 森田町                       | 森田町                       | 昭和42年7月30日 福井市に編入 | 福井市                      | 福井市 |
| 吉 田 郡 | 上森田村     | 上森田村              | 上森田村                   | 森田村                     | 昭和10年4月3日 町制 森田町   | 森田町                       | 森田町                       | 森田町                       | 昭和42年7月30日 福井市に編入 | 福井市                      | 福井市 |
| 吉 田 郡 | 石盛村       | 石盛村                | 石盛村                     | 森田村                     | 昭和10年4月3日 町制 森田町   | 森田町                       | 森田町                       | 森田町                       | 昭和42年7月30日 福井市に編入 | 福井市                      | 福井市 |
| 吉 田 郡 | 定正村       | 定正村                | 定正村                     | 森田村                     | 昭和10年4月3日 町制 森田町   | 森田町                       | 森田町                       | 森田町                       | 昭和42年7月30日 福井市に編入 | 福井市                      | 福井市 |
| 吉 田 郡 | 上野村       | 上野村                | 上野村                     | 森田村                     | 昭和10年4月3日 町制 森田町   | 森田町                       | 森田町                       | 森田町                       | 昭和42年7月30日 福井市に編入 | 福井市                      | 福井市 |
| 吉 田 郡 | 栗森村       | 栗森村                | 栗森村                     | 森田村                     | 昭和10年4月3日 町制 森田町   | 森田町                       | 森田町                       | 森田町                       | 昭和42年7月30日 福井市に編入 | 福井市                      | 福井市 |
| 吉 田 郡 | 河合寄安村   | 河合寄安村            | 河合寄安村                 | 森田村                     | 昭和10年4月3日 町制 森田町   | 森田町                       | 森田町                       | 森田町                       | 昭和42年7月30日 福井市に編入 | 福井市                      | 福井市 |
| 吉 田 郡 | 漆原村       | 漆原村                | 漆原村                     | 森田村                     | 昭和10年4月3日 町制 森田町   | 森田町                       | 森田町                       | 森田町                       | 昭和42年7月30日 福井市に編入 | 福井市                      | 福井市 |
| 吉 田 郡 | 河合新保村   | 河合新保村            | 河合新保村                 | 森田村                     | 昭和10年4月3日 町制 森田町   | 森田町                       | 森田町                       | 森田町                       | 昭和42年7月30日 福井市に編入 | 福井市                      | 福井市 |
| 吉 田 郡 | 河合新保村   | 河合新保村            | 明治初年 分立 南河合新保村 | 中藤島村                   | 中藤島村                     | 昭和30年3月19日 福井市に編入 | 福井市                       | 福井市                       | 福井市                       | 福井市                      | 福井市 |
| 吉 田 郡 | 灯明寺村     | 灯明寺村              | 灯明寺村                   | 中藤島村                   | 中藤島村                     | 昭和30年3月19日 福井市に編入 | 福井市                       | 福井市                       | 福井市                       | 福井市                      | 福井市 |
| 吉 田 郡 | 舟橋新村     | 舟橋新村              | 舟橋新村                   | 中藤島村                   | 中藤島村                     | 昭和30年3月19日 福井市に編入 | 福井市                       | 福井市                       | 福井市                       | 福井市                      | 福井市 |
| 吉 田 郡 | 舟橋村       | 舟橋村                | 舟橋村                     | 中藤島村                   | 中藤島村                     | 昭和30年3月19日 福井市に編入 | 福井市                       | 福井市                       | 福井市                       | 福井市                      | 福井市 |
| 吉 田 郡 | 高木村       | 高木村                | 高木村                     | 中藤島村                   | 中藤島村                     | 昭和30年3月19日 福井市に編入 | 福井市                       | 福井市                       | 福井市                       | 福井市                      | 福井市 |
| 吉 田 郡 | 寺前村       | 寺前村                | 寺前村                     | 中藤島村                   | 中藤島村                     | 昭和30年3月19日 福井市に編入 | 福井市                       | 福井市                       | 福井市                       | 福井市                      | 福井市 |
| 吉 田 郡 | 高柳村       | 高柳村                | 高柳村                     | 中藤島村                   | 中藤島村                     | 昭和30年3月19日 福井市に編入 | 福井市                       | 福井市                       | 福井市                       | 福井市                      | 福井市 |
| 吉 田 郡 | 新田三ヶ村   | 新田三ヶ村            | 新田三ヶ村                 | 中藤島村                   | 中藤島村                     | 昭和30年3月19日 福井市に編入 | 福井市                       | 福井市                       | 福井市                       | 福井市                      | 福井市 |
| 吉 田 郡 | 下北野村     | 下北野村              | 下北野村                   | 足羽郡 和田村              | 昭和11年5月1日 福井市に編入  | 福井市                       | 福井市                       | 福井市                       | 福井市                       | 福井市                      | 福井市 |
| 吉 田 郡 | 上北野村     | 上北野村              | 上北野村                   | 足羽郡 和田村              | 昭和11年5月1日 福井市に編入  | 福井市                       | 福井市                       | 福井市                       | 福井市                       | 福井市                      | 福井市 |
| 足 羽 郡 | 城ノ橋向村   | 城ノ橋向村            | 城ノ橋向村                 | 足羽郡 和田村              | 昭和11年5月1日 福井市に編入  | 福井市                       | 福井市                       | 福井市                       | 福井市                       | 福井市                      | 福井市 |
| 足 羽 郡 | 和田出作     | 和田出作              | 和田出作                   | 足羽郡 和田村              | 昭和11年5月1日 福井市に編入  | 福井市                       | 福井市                       | 福井市                       | 福井市                       | 福井市                      | 福井市 |
| 足 羽 郡 | 勝見村       | 勝見村                | 勝見村                     | 足羽郡 和田村              | 昭和11年5月1日 福井市に編入  | 福井市                       | 福井市                       | 福井市                       | 福井市                       | 福井市                      | 福井市 |
| 足 羽 郡 | 西方村       | 西方村                | 西方村                     | 足羽郡 和田村              | 昭和11年5月1日 福井市に編入  | 福井市                       | 福井市                       | 福井市                       | 福井市                       | 福井市                      | 福井市 |
| 足 羽 郡 | 淵上村       | 淵上村                | 淵上村                     | 足羽郡 和田村              | 昭和11年5月1日 福井市に編入  | 福井市                       | 福井市                       | 福井市                       | 福井市                       | 福井市                      | 福井市 |
| 足 羽 郡 | 和田東村     | 和田東村              | 和田東村                   | 足羽郡 和田村              | 昭和11年5月1日 福井市に編入  | 福井市                       | 福井市                       | 福井市                       | 福井市                       | 福井市                      | 福井市 |
| 足 羽 郡 | 和田中村     | 和田中村              | 和田中村                   | 足羽郡 和田村              | 昭和11年5月1日 福井市に編入  | 福井市                       | 福井市                       | 福井市                       | 福井市                       | 福井市                      | 福井市 |
| 足 羽 郡 | 山奥村       | 山奥村                | 山奥村                     | 木田村                     | 昭和11年10月1日 福井市に編入 | 福井市                       | 福井市                       | 福井市                       | 福井市                       | 福井市                      | 福井市 |
| 足 羽 郡 | 花堂村       | 花堂村                | 花堂村                     | 木田村                     | 昭和11年10月1日 福井市に編入 | 福井市                       | 福井市                       | 福井市                       | 福井市                       | 福井市                      | 福井市 |
| 足 羽 郡 | 木田地方     | 木田地方              | 木田地方                   | 木田村                     | 昭和11年10月1日 福井市に編入 | 福井市                       | 福井市                       | 福井市                       | 福井市                       | 福井市                      | 福井市 |
| 足 羽 郡 | 板垣村       | 板垣村                | 板垣村                     | 木田村                     | 昭和11年10月1日 福井市に編入 | 福井市                       | 福井市                       | 福井市                       | 福井市                       | 福井市                      | 福井市 |
| 足 羽 郡 | 下馬村       | 下馬村                | 下馬村                     | 木田村                     | 昭和11年10月1日 福井市に編入 | 福井市                       | 福井市                       | 福井市                       | 福井市                       | 福井市                      | 福井市 |
| 足 羽 郡 | 河増村       | 河増村                | 河増村                     | 吉田郡 円山東村            | 昭和16年4月1日 福井市に編入  | 福井市                       | 福井市                       | 福井市                       | 福井市                       | 福井市                      | 福井市 |
| 足 羽 郡 | 東今泉村     | 東今泉村              | 東今泉村                   | 吉田郡 円山東村            | 昭和16年4月1日 福井市に編入  | 福井市                       | 福井市                       | 福井市                       | 福井市                       | 福井市                      | 福井市 |
| 足 羽 郡 | 北今泉村     | 北今泉村              | 北今泉村                   | 吉田郡 円山東村            | 昭和16年4月1日 福井市に編入  | 福井市                       | 福井市                       | 福井市                       | 福井市                       | 福井市                      | 福井市 |
| 足 羽 郡 | 下中村       | 下中村                | 下中村                     | 吉田郡 円山東村            | 昭和16年4月1日 福井市に編入  | 福井市                       | 福井市                       | 福井市                       | 福井市                       | 福井市                      | 福井市 |
| 吉 田 郡 | 下四ツ居村   | 下四ツ居村            | 下四ツ居村                 | 吉田郡 円山東村            | 昭和16年4月1日 福井市に編入  | 福井市                       | 福井市                       | 福井市                       | 福井市                       | 福井市                      | 福井市 |
| 吉 田 郡 | 米松村       | 米松村                | 米松村                     | 吉田郡 円山東村            | 昭和16年4月1日 福井市に編入  | 福井市                       | 福井市                       | 福井市                       | 福井市                       | 福井市                      | 福井市 |
| 吉 田 郡 | 北四ツ居村   | 北四ツ居村            | 北四ツ居村                 | 吉田郡 円山東村            | 昭和16年4月1日 福井市に編入  | 福井市                       | 福井市                       | 福井市                       | 福井市                       | 福井市                      | 福井市 |
| 吉 田 郡 | 四ツ居渡村   | 四ツ居渡村            | 四ツ居渡村                 | 吉田郡 円山東村            | 昭和16年4月1日 福井市に編入  | 福井市                       | 福井市                       | 福井市                       | 福井市                       | 福井市                      | 福井市 |
| 吉 田 郡 | 松本地方     | 松本地方              | 松本地方                   | 吉田郡 円山西村            | 昭和17年5月5日 福井市に編入  | 福井市                       | 福井市                       | 福井市                       | 福井市                       | 福井市                      | 福井市 |
| 足 羽 郡 | 経田村       | 経田村                | 経田村                     | 吉田郡 円山西村            | 昭和17年5月5日 福井市に編入  | 福井市                       | 福井市                       | 福井市                       | 福井市                       | 福井市                      | 福井市 |
| 足 羽 郡 | 幾久村       | 幾久村                | 幾久村                     | 吉田郡 円山西村            | 昭和17年5月5日 福井市に編入  | 福井市                       | 福井市                       | 福井市                       | 福井市                       | 福井市                      | 福井市 |
| 足 羽 郡 | 町屋村       | 町屋村                | 町屋村                     | 吉田郡 円山西村            | 昭和17年5月5日 福井市に編入  | 福井市                       | 福井市                       | 福井市                       | 福井市                       | 福井市                      | 福井市 |
| 足 羽 郡 | 大願寺村     | 大願寺村              | 大願寺村                   | 吉田郡 円山西村            | 昭和17年5月5日 福井市に編入  | 福井市                       | 福井市                       | 福井市                       | 福井市                       | 福井市                      | 福井市 |
| 足 羽 郡 | 開発村       | 開発村                | 開発村                     | 吉田郡 円山西村            | 昭和17年5月5日 福井市に編入  | 福井市                       | 福井市                       | 福井市                       | 福井市                       | 福井市                      | 福井市 |
| 足 羽 郡 | 新保村       | 新保村                | 新保村                     | 吉田郡 円山西村            | 昭和17年5月5日 福井市に編入  | 福井市                       | 福井市                       | 福井市                       | 福井市                       | 福井市                      | 福井市 |
| 足 羽 郡 | 丸山村       | 丸山村                | 丸山村                     | 吉田郡 円山西村            | 昭和17年5月5日 福井市に編入  | 福井市                       | 福井市                       | 福井市                       | 福井市                       | 福井市                      | 福井市 |
| 足 羽 郡 | 三橋地方     | 三橋地方              | 三橋地方                   | 東安居村                   | 昭和14年8月1日 福井市に編入  | 福井市                       | 福井市                       | 福井市                       | 福井市                       | 福井市                      | 福井市 |
| 足 羽 郡 | 三橋地方     | 三橋地方              | 明治初年 分立 東明里村     | 東安居村                   | 昭和6年4月1日 福井市に編入   | 福井市                       | 福井市                       | 福井市                       | 福井市                       | 福井市                      | 福井市 |
| 足 羽 郡 | 明里村       | 明里村                | 明里村                     | 東安居村                   | 昭和6年4月1日 福井市に編入   | 福井市                       | 福井市                       | 福井市                       | 福井市                       | 福井市                      | 福井市 |
| 足 羽 郡 | 境村         | 境村                  | 境村                       | 東安居村                   | 昭和6年4月1日 福井市に編入   | 福井市                       | 福井市                       | 福井市                       | 福井市                       | 福井市                      | 福井市 |
| 足 羽 郡 | 菅谷村       | 菅谷村                | 菅谷村                     | 東安居村                   | 昭和6年4月1日 福井市に編入   | 福井市                       | 福井市                       | 福井市                       | 福井市                       | 福井市                      | 福井市 |
| 足 羽 郡 | 水越村       | 水越村                | 水越村                     | 東安居村                   | 昭和6年4月1日 福井市に編入   | 福井市                       | 福井市                       | 福井市                       | 福井市                       | 福井市                      | 福井市 |
| 足 羽 郡 | 大瀬村       | 大瀬村                | 大瀬村                     | 東安居村                   | 昭和6年4月1日 福井市に編入   | 福井市                       | 福井市                       | 福井市                       | 福井市                       | 福井市                      | 福井市 |
| 足 羽 郡 | 飯塚村       | 飯塚村                | 飯塚村                     | 東安居村                   | 昭和6年4月1日 福井市に編入   | 福井市                       | 福井市                       | 福井市                       | 福井市                       | 福井市                      | 福井市 |
| 足 羽 郡 | 金谷村       | 金谷村                | 金谷村                     | 東安居村                   | 昭和6年4月1日 福井市に編入   | 福井市                       | 福井市                       | 福井市                       | 福井市                       | 福井市                      | 福井市 |
| 足 羽 郡 | 角折村       | 角折村                | 角折村                     | 東安居村                   | 昭和6年4月1日 福井市に編入   | 福井市                       | 福井市                       | 福井市                       | 福井市                       | 福井市                      | 福井市 |
| 足 羽 郡 | 角折村       | 角折村                | 明治5年頃 分立 大渡村      | 東安居村                   | 昭和6年4月1日 福井市に編入   | 福井市                       | 福井市                       | 福井市                       | 福井市                       | 福井市                      | 福井市 |
| 足 羽 郡 | 下市村       | 下市村                | 下市村                     | 東安居村                   | 昭和6年4月1日 福井市に編入   | 福井市                       | 福井市                       | 福井市                       | 福井市                       | 福井市                      | 福井市 |
| 足 羽 郡 | 下市村       | 下市村                | 明治5年頃 分立 小渡村      | 東安居村                   | 昭和6年4月1日 福井市に編入   | 福井市                       | 福井市                       | 福井市                       | 福井市                       | 福井市                      | 福井市 |
| 足 羽 郡 | 石場畑方     | 石場畑方              | 石場畑方                   | 福井市                     | 福井市                       | 福井市                       | 福井市                       | 福井市                       | 福井市                       | 福井市                      | 福井市 |
| 足 羽 郡 | 福井城下     | 福井城下              | 福井城下                   | 福井市                     | 福井市                       | 福井市                       | 福井市                       | 福井市                       | 福井市                       | 福井市                      | 福井市 |
| 足 羽 郡 | 福井城下     | 福井城下              | 明治13年頃 分立 田原下村   | 吉田郡 西藤島村            | 西藤島村                     | 昭和26年3月30日 福井市に編入 | 福井市                       | 福井市                       | 福井市                       | 福井市                      | 福井市 |
| 吉 田 郡 | 牧野島村     | 牧野島村              | 牧野島村                   | 吉田郡 西藤島村            | 西藤島村                     | 昭和26年3月30日 福井市に編入 | 福井市                       | 福井市                       | 福井市                       | 福井市                      | 福井市 |
| 吉 田 郡 | 重藤村       | 重藤村                | 重藤村                     | 吉田郡 西藤島村            | 西藤島村                     | 昭和26年3月30日 福井市に編入 | 福井市                       | 福井市                       | 福井市                       | 福井市                      | 福井市 |
| 吉 田 郡 | 福万村       | 福万村                | 福万村                     | 吉田郡 西藤島村            | 西藤島村                     | 昭和26年3月30日 福井市に編入 | 福井市                       | 福井市                       | 福井市                       | 福井市                      | 福井市 |
| 吉 田 郡 | 上里村       | 上里村                | 上里村                     | 吉田郡 西藤島村            | 西藤島村                     | 昭和26年3月30日 福井市に編入 | 福井市                       | 福井市                       | 福井市                       | 福井市                      | 福井市 |
| 吉 田 郡 | 八島村       | 八島村                | 八島村                     | 吉田郡 西藤島村            | 西藤島村                     | 昭和26年3月30日 福井市に編入 | 福井市                       | 福井市                       | 福井市                       | 福井市                      | 福井市 |
| 吉 田 郡 | 堀宮村       | 堀宮村                | 堀宮村                     | 吉田郡 西藤島村            | 西藤島村                     | 昭和26年3月30日 福井市に編入 | 福井市                       | 福井市                       | 福井市                       | 福井市                      | 福井市 |
| 吉 田 郡 | 三郎丸村     | 三郎丸村              | 三郎丸村                   | 吉田郡 西藤島村            | 西藤島村                     | 昭和26年3月30日 福井市に編入 | 福井市                       | 福井市                       | 福井市                       | 福井市                      | 福井市 |
| 吉 田 郡 | 西堀村       | 西堀村                | 西堀村                     | 吉田郡 西藤島村            | 西藤島村                     | 昭和26年3月30日 福井市に編入 | 福井市                       | 福井市                       | 福井市                       | 福井市                      | 福井市 |
| 吉 田 郡 | 三屋村       | 三屋村                | 三屋村                     | 吉田郡 西藤島村            | 西藤島村                     | 昭和26年3月30日 福井市に編入 | 福井市                       | 福井市                       | 福井市                       | 福井市                      | 福井市 |
| 吉 田 郡 | 地蔵堂村     | 地蔵堂村              | 地蔵堂村                   | 吉田郡 西藤島村            | 西藤島村                     | 昭和26年3月30日 福井市に編入 | 福井市                       | 福井市                       | 福井市                       | 福井市                      | 福井市 |
| 吉 田 郡 | 里別所村     | 里別所村              | 里別所村                   | 吉田郡 西藤島村            | 西藤島村                     | 昭和26年3月30日 福井市に編入 | 福井市                       | 福井市                       | 福井市                       | 福井市                      | 福井市 |
| 吉 田 郡 | 海老助村     | 海老助村              | 海老助村                   | 吉田郡 西藤島村            | 西藤島村                     | 昭和26年3月30日 福井市に編入 | 福井市                       | 福井市                       | 福井市                       | 福井市                      | 福井市 |
| 吉 田 郡 | 上伏村       | 上伏村                | 上伏村                     | 吉田郡 西藤島村            | 西藤島村                     | 昭和26年3月30日 福井市に編入 | 福井市                       | 福井市                       | 福井市                       | 福井市                      | 福井市 |
| 吉 田 郡 | 安竹村       | 安竹村                | 安竹村                     | 吉田郡 西藤島村            | 西藤島村                     | 昭和26年3月30日 福井市に編入 | 福井市                       | 福井市                       | 福井市                       | 福井市                      | 福井市 |
| 吉 田 郡 | 土橋村       | 土橋村                | 土橋村                     | 吉田郡 西藤島村            | 西藤島村                     | 昭和26年3月30日 福井市に編入 | 福井市                       | 福井市                       | 福井市                       | 福井市                      | 福井市 |
| 吉 田 郡 | 黒丸村       | 黒丸村                | 黒丸村                     | 吉田郡 西藤島村            | 西藤島村                     | 昭和26年3月30日 福井市に編入 | 福井市                       | 福井市                       | 福井市                       | 福井市                      | 福井市 |
| 吉 田 郡 | 郡村         | 郡村                  | 郡村                       | 吉田郡 西藤島村            | 西藤島村                     | 昭和26年3月30日 福井市に編入 | 福井市                       | 福井市                       | 福井市                       | 福井市                      | 福井市 |
| 足 羽 郡 | 深谷村       | 深谷村                | 深谷村                     | 吉田郡 西藤島村            | 西藤島村                     | 昭和26年3月30日 福井市に編入 | 福井市                       | 福井市                       | 福井市                       | 福井市                      | 福井市 |
| 足 羽 郡 | 小山谷村     | 小山谷村              | 小山谷村                   | 社村                       | 社村                         | 昭和24年4月1日 福井市に編入  | 福井市                       | 福井市                       | 福井市                       | 福井市                      | 福井市 |
| 足 羽 郡 | 南居村       | 南居村                | 南居村                     | 社村                       | 社村                         | 昭和29年4月1日 福井市に編入  | 福井市                       | 福井市                       | 福井市                       | 福井市                      | 福井市 |
| 足 羽 郡 | 合谷村       | 合谷村                | 合谷村                     | 社村                       | 社村                         | 昭和29年4月1日 福井市に編入  | 福井市                       | 福井市                       | 福井市                       | 福井市                      | 福井市 |
| 足 羽 郡 | 南江守村     | 南江守村              | 南江守村                   | 社村                       | 社村                         | 昭和29年4月1日 福井市に編入  | 福井市                       | 福井市                       | 福井市                       | 福井市                      | 福井市 |
| 足 羽 郡 | 舞屋村       | 舞屋村                | 舞屋村                     | 社村                       | 社村                         | 昭和29年4月1日 福井市に編入  | 福井市                       | 福井市                       | 福井市                       | 福井市                      | 福井市 |
| 足 羽 郡 | 西谷村       | 西谷村                | 西谷村                     | 社村                       | 社村                         | 昭和29年4月1日 福井市に編入  | 福井市                       | 福井市                       | 福井市                       | 福井市                      | 福井市 |
| 足 羽 郡 | 江守中村     | 江守中村              | 江守中村                   | 社村                       | 社村                         | 昭和29年4月1日 福井市に編入  | 福井市                       | 福井市                       | 福井市                       | 福井市                      | 福井市 |
| 足 羽 郡 | 種池村       | 種池村                | 種池村                     | 社村                       | 社村                         | 昭和29年4月1日 福井市に編入  | 福井市                       | 福井市                       | 福井市                       | 福井市                      | 福井市 |
| 足 羽 郡 | 門前村       | 門前村                | 門前村                     | 社村                       | 社村                         | 昭和29年4月1日 福井市に編入  | 福井市                       | 福井市                       | 福井市                       | 福井市                      | 福井市 |
| 足 羽 郡 | 福村         | 福村                  | 福村                       | 社村                       | 社村                         | 昭和29年4月1日 福井市に編入  | 福井市                       | 福井市                       | 福井市                       | 福井市                      | 福井市 |
| 足 羽 郡 | 淵村         | 淵村                  | 淵村                       | 社村                       | 社村                         | 昭和29年4月1日 福井市に編入  | 福井市                       | 福井市                       | 福井市                       | 福井市                      | 福井市 |
| 足 羽 郡 | 下江守村     | 下江守村              | 下江守村                   | 社村                       | 社村                         | 昭和29年4月1日 福井市に編入  | 福井市                       | 福井市                       | 福井市                       | 福井市                      | 福井市 |
| 足 羽 郡 | 島村         | 島村                  | 明治5年頃 改称 久喜津島村  | 社村                       | 社村                         | 昭和29年4月1日 福井市に編入  | 福井市                       | 福井市                       | 福井市                       | 福井市                      | 福井市 |
| 足 羽 郡 | 久喜津村     | 久喜津村              | 久喜津村                   | 社村                       | 社村                         | 昭和29年4月1日 福井市に編入  | 福井市                       | 福井市                       | 福井市                       | 福井市                      | 福井市 |
| 足 羽 郡 | 西下野村     | 西下野村              | 西下野村                   | 社村                       | 社村                         | 昭和29年4月1日 福井市に編入  | 福井市                       | 福井市                       | 福井市                       | 福井市                      | 福井市 |
| 足 羽 郡 | 東下野村     | 東下野村              | 東下野村                   | 社村                       | 社村                         | 昭和29年4月1日 福井市に編入  | 福井市                       | 福井市                       | 福井市                       | 福井市                      | 福井市 |
| 足 羽 郡 | 若杉村       | 若杉村                | 若杉村                     | 社村                       | 社村                         | 昭和29年4月1日 福井市に編入  | 福井市                       | 福井市                       | 福井市                       | 福井市                      | 福井市 |
| 足 羽 郡 | 加茂河原村   | 加茂河原村            | 加茂河原村                 | 社村                       | 社村                         | 昭和29年4月1日 福井市に編入  | 福井市                       | 福井市                       | 福井市                       | 福井市                      | 福井市 |
| 丹 生 郡 | 更毛村       | 更毛村                | 更毛村                     | 西安居村                   | 西安居村                     | 昭和29年8月1日 福井市に編入  | 福井市                       | 福井市                       | 福井市                       | 福井市                      | 福井市 |
| 丹 生 郡 | 羽坂村       | 羽坂村                | 羽坂村                     | 西安居村                   | 西安居村                     | 昭和29年8月1日 福井市に編入  | 福井市                       | 福井市                       | 福井市                       | 福井市                      | 福井市 |
| 丹 生 郡 | 細坂村       | 細坂村                | 細坂村                     | 西安居村                   | 西安居村                     | 昭和29年8月1日 福井市に編入  | 福井市                       | 福井市                       | 福井市                       | 福井市                      | 福井市 |
| 丹 生 郡 | 安田村       | 安田村                | 安田村                     | 西安居村                   | 西安居村                     | 昭和29年8月1日 福井市に編入  | 福井市                       | 福井市                       | 福井市                       | 福井市                      | 福井市 |
| 丹 生 郡 | 本堂村       | 本堂村                | 本堂村                     | 西安居村                   | 西安居村                     | 昭和29年8月1日 福井市に編入  | 福井市                       | 福井市                       | 福井市                       | 福井市                      | 福井市 |
| 丹 生 郡 | 堀村         | 堀村                  | 明治17年 改称 北堀村       | 西安居村                   | 西安居村                     | 昭和29年8月1日 福井市に編入  | 福井市                       | 福井市                       | 福井市                       | 福井市                      | 福井市 |
| 丹 生 郡 | 恐神村       | 恐神村                | 恐神村                     | 西安居村                   | 西安居村                     | 昭和29年8月1日 福井市に編入  | 福井市                       | 福井市                       | 福井市                       | 福井市                      | 福井市 |
| 丹 生 郡 | 末村         | 末村                  | 末村                       | 西安居村                   | 西安居村                     | 昭和29年8月1日 福井市に編入  | 福井市                       | 福井市                       | 福井市                       | 福井市                      | 福井市 |
| 丹 生 郡 | 五太子村     | 五太子村              | 五太子村                   | 西安居村                   | 西安居村                     | 昭和29年8月1日 福井市に編入  | 福井市                       | 福井市                       | 福井市                       | 福井市                      | 福井市 |
| 丹 生 郡 | 上一光村     | 上一光村              | 上一光村                   | 西安居村                   | 西安居村                     | 昭和29年8月1日 福井市に編入  | 福井市                       | 福井市                       | 福井市                       | 福井市                      | 福井市 |
| 丹 生 郡 | 下一光村     | 下一光村              | 下一光村                   | 西安居村                   | 西安居村                     | 昭和29年8月1日 福井市に編入  | 福井市                       | 福井市                       | 福井市                       | 福井市                      | 福井市 |
| 足 羽 郡 | 下六条村     | 下六条村              | 下六条村                   | 六条村                     | 六条村                       | 昭和30年3月31日 足羽村       | 昭和31年4月10日 福井市に編入 | 福井市                       | 福井市                       | 福井市                      | 福井市 |
| 足 羽 郡 | 小稲津村     | 小稲津村              | 小稲津村                   | 六条村                     | 六条村                       | 昭和30年3月31日 足羽村       | 昭和31年4月10日 福井市に編入 | 福井市                       | 福井市                       | 福井市                      | 福井市 |
| 足 羽 郡 | 上六条村     | 上六条村              | 上六条村                   | 六条村                     | 六条村                       | 昭和30年3月31日 足羽村       | 昭和31年4月10日 福井市に編入 | 福井市                       | 福井市                       | 福井市                      | 福井市 |
| 足 羽 郡 | 天王村       | 天王村                | 天王村                     | 六条村                     | 六条村                       | 昭和30年3月31日 足羽村       | 昭和31年4月10日 福井市に編入 | 福井市                       | 福井市                       | 福井市                      | 福井市 |
| 足 羽 郡 | 上莇生田村   | 上莇生田村            | 上莇生田村                 | 六条村                     | 六条村                       | 昭和30年3月31日 足羽村       | 昭和31年4月10日 福井市に編入 | 福井市                       | 福井市                       | 福井市                      | 福井市 |
| 足 羽 郡 | 下莇生田村   | 下莇生田村            | 下莇生田村                 | 六条村                     | 六条村                       | 昭和30年3月31日 足羽村       | 昭和31年4月10日 福井市に編入 | 福井市                       | 福井市                       | 福井市                      | 福井市 |
| 足 羽 郡 | 大町村       | 大町村                | 大町村                     | 六条村                     | 六条村                       | 昭和30年3月31日 足羽村       | 足羽村                       | 昭和35年8月1日 町制 足羽町   | 昭和46年9月1日 福井市に編入  | 福井市                      | 福井市 |
| 足 羽 郡 | 大町別所村   | 大町別所村            | 大町別所村                 | 六条村                     | 六条村                       | 昭和30年3月31日 足羽村       | 足羽村                       | 昭和35年8月1日 町制 足羽町   | 昭和46年9月1日 福井市に編入  | 福井市                      | 福井市 |
| 足 羽 郡 | 下荒井村     | 下荒井村              | 下荒井村                   | 六条村                     | 六条村                       | 昭和30年3月31日 足羽村       | 足羽村                       | 昭和35年8月1日 町制 足羽町   | 昭和46年9月1日 福井市に編入  | 福井市                      | 福井市 |
| 足 羽 郡 | 江端村       | 江端村                | 江端村                     | 六条村                     | 六条村                       | 昭和30年3月31日 足羽村       | 足羽村                       | 昭和35年8月1日 町制 足羽町   | 昭和46年9月1日 福井市に編入  | 福井市                      | 福井市 |
| 足 羽 郡 | 大島村       | 大島村                | 大島村                     | 六条村                     | 六条村                       | 昭和30年3月31日 足羽村       | 足羽村                       | 昭和35年8月1日 町制 足羽町   | 昭和46年9月1日 福井市に編入  | 福井市                      | 福井市 |
| 足 羽 郡 | 安波賀中島村 | 安波賀中島村          | 安波賀中島村               | 一乗谷村                   | 一乗谷村                     | 昭和30年3月31日 足羽村       | 足羽村                       | 昭和35年8月1日 町制 足羽町   | 昭和46年9月1日 福井市に編入  | 福井市                      | 福井市 |
| 足 羽 郡 | 安波賀村     | 安波賀村              | 安波賀村                   | 一乗谷村                   | 一乗谷村                     | 昭和30年3月31日 足羽村       | 足羽村                       | 昭和35年8月1日 町制 足羽町   | 昭和46年9月1日 福井市に編入  | 福井市                      | 福井市 |
| 足 羽 郡 | 城戸ノ内村   | 城戸ノ内村            | 城戸ノ内村                 | 一乗谷村                   | 一乗谷村                     | 昭和30年3月31日 足羽村       | 足羽村                       | 昭和35年8月1日 町制 足羽町   | 昭和46年9月1日 福井市に編入  | 福井市                      | 福井市 |
| 足 羽 郡 | 西新町村     | 西新町村              | 西新町村                   | 一乗谷村                   | 一乗谷村                     | 昭和30年3月31日 足羽村       | 足羽村                       | 昭和35年8月1日 町制 足羽町   | 昭和46年9月1日 福井市に編入  | 福井市                      | 福井市 |
| 足 羽 郡 | 鹿俣村       | 鹿俣村                | 鹿俣村                     | 一乗谷村                   | 一乗谷村                     | 昭和30年3月31日 足羽村       | 足羽村                       | 昭和35年8月1日 町制 足羽町   | 昭和46年9月1日 福井市に編入  | 福井市                      | 福井市 |
| 足 羽 郡 | 東新町村     | 東新町村              | 東新町村                   | 一乗谷村                   | 一乗谷村                     | 昭和30年3月31日 足羽村       | 足羽村                       | 昭和35年8月1日 町制 足羽町   | 昭和46年9月1日 福井市に編入  | 福井市                      | 福井市 |
| 足 羽 郡 | 浄教寺村     | 浄教寺村              | 浄教寺村                   | 一乗谷村                   | 一乗谷村                     | 昭和30年3月31日 足羽村       | 足羽村                       | 昭和35年8月1日 町制 足羽町   | 昭和46年9月1日 福井市に編入  | 福井市                      | 福井市 |
| 足 羽 郡 | 東郷中島村   | 東郷中島村            | 東郷中島村                 | 東郷村                     | 東郷村                       | 昭和30年7月10日 足羽村に編入 | 足羽村                       | 昭和35年8月1日 町制 足羽町   | 昭和46年9月1日 福井市に編入  | 福井市                      | 福井市 |
| 足 羽 郡 | 円成寺村     | 円成寺村              | 円成寺村                   | 東郷村                     | 東郷村                       | 昭和30年7月10日 足羽村に編入 | 足羽村                       | 昭和35年8月1日 町制 足羽町   | 昭和46年9月1日 福井市に編入  | 福井市                      | 福井市 |
| 足 羽 郡 | 下東郷村     | 下東郷村              | 下東郷村                   | 東郷村                     | 東郷村                       | 昭和30年7月10日 足羽村に編入 | 足羽村                       | 昭和35年8月1日 町制 足羽町   | 昭和46年9月1日 福井市に編入  | 福井市                      | 福井市 |
| 足 羽 郡 | 上東郷村     | 上東郷村              | 上東郷村                   | 東郷村                     | 東郷村                       | 昭和30年7月10日 足羽村に編入 | 足羽村                       | 昭和35年8月1日 町制 足羽町   | 昭和46年9月1日 福井市に編入  | 福井市                      | 福井市 |
| 足 羽 郡 | 深見村       | 深見村                | 深見村                     | 東郷村                     | 東郷村                       | 昭和30年7月10日 足羽村に編入 | 足羽村                       | 昭和35年8月1日 町制 足羽町   | 昭和46年9月1日 福井市に編入  | 福井市                      | 福井市 |
| 足 羽 郡 | 栃泉村       | 栃泉村                | 栃泉村                     | 東郷村                     | 東郷村                       | 昭和30年7月10日 足羽村に編入 | 足羽村                       | 昭和35年8月1日 町制 足羽町   | 昭和46年9月1日 福井市に編入  | 福井市                      | 福井市 |
| 足 羽 郡 | 東郷村       | 東郷村                | 明治17年 東郷二ヶ村        | 東郷村                     | 東郷村                       | 昭和30年7月10日 足羽村に編入 | 足羽村                       | 昭和35年8月1日 町制 足羽町   | 昭和46年9月1日 福井市に編入  | 福井市                      | 福井市 |
| 足 羽 郡 | 福田村       |                       | 明治17年 東郷二ヶ村        | 東郷村                     | 東郷村                       | 昭和30年7月10日 足羽村に編入 | 足羽村                       | 昭和35年8月1日 町制 足羽町   | 昭和46年9月1日 福井市に編入  | 福井市                      | 福井市 |
| 足 羽 郡 | 下毘沙門村   | 下毘沙門村            | 下毘沙門村                 | 東郷村                     | 東郷村                       | 昭和30年7月10日 足羽村に編入 | 足羽村                       | 昭和35年8月1日 町制 足羽町   | 昭和46年9月1日 福井市に編入  | 福井市                      | 福井市 |
| 足 羽 郡 | 中毘沙門村   | 中毘沙門村            | 中毘沙門村                 | 東郷村                     | 東郷村                       | 昭和30年7月10日 足羽村に編入 | 足羽村                       | 昭和35年8月1日 町制 足羽町   | 昭和46年9月1日 福井市に編入  | 福井市                      | 福井市 |
| 足 羽 郡 | 上毘沙門村   | 上毘沙門村            | 上毘沙門村                 | 東郷村                     | 東郷村                       | 昭和30年7月10日 足羽村に編入 | 足羽村                       | 昭和35年8月1日 町制 足羽町   | 昭和46年9月1日 福井市に編入  | 福井市                      | 福井市 |
| 足 羽 郡 | 安原村       | 安原村                | 安原村                     | 東郷村                     | 東郷村                       | 昭和30年7月10日 足羽村に編入 | 足羽村                       | 昭和35年8月1日 町制 足羽町   | 昭和46年9月1日 福井市に編入  | 福井市                      | 福井市 |
| 足 羽 郡 | 小路村       | 小路村                | 小路村                     | 東郷村                     | 東郷村                       | 昭和30年7月10日 足羽村に編入 | 足羽村                       | 昭和35年8月1日 町制 足羽町   | 昭和46年9月1日 福井市に編入  | 福井市                      | 福井市 |
| 足 羽 郡 | 南山村       | 南山村                | 南山村                     | 東郷村                     | 東郷村                       | 昭和30年7月10日 足羽村に編入 | 足羽村                       | 昭和35年8月1日 町制 足羽町   | 昭和46年9月1日 福井市に編入  | 福井市                      | 福井市 |
| 足 羽 郡 | 脇三ヶ村     | 脇三ヶ村              | 脇三ヶ村                   | 東郷村                     | 東郷村                       | 昭和30年7月10日 足羽村に編入 | 足羽村                       | 昭和35年8月1日 町制 足羽町   | 昭和46年9月1日 福井市に編入  | 福井市                      | 福井市 |
| 足 羽 郡 | 徳光村       | 徳光村                | 徳光村                     | 上文殊村                   | 上文珠村                     | 昭和30年3月31日 足羽村       | 足羽村                       | 昭和35年8月1日 町制 足羽町   | 昭和46年9月1日 福井市に編入  | 福井市                      | 福井市 |
| 足 羽 郡 | 帆谷村       | 帆谷村                | 帆谷村                     | 上文殊村                   | 上文珠村                     | 昭和30年3月31日 足羽村       | 足羽村                       | 昭和35年8月1日 町制 足羽町   | 昭和46年9月1日 福井市に編入  | 福井市                      | 福井市 |
| 足 羽 郡 | 北山村       | 北山村                | 北山村                     | 上文殊村                   | 上文珠村                     | 昭和30年3月31日 足羽村       | 足羽村                       | 昭和35年8月1日 町制 足羽町   | 昭和46年9月1日 福井市に編入  | 福井市                      | 福井市 |
| 足 羽 郡 | 新保村       | 新保村                | 明治初年 改称 北山新保村   | 上文殊村                   | 上文珠村                     | 昭和30年3月31日 足羽村       | 足羽村                       | 昭和35年8月1日 町制 足羽町   | 昭和46年9月1日 福井市に編入  | 福井市                      | 福井市 |
| 足 羽 郡 | 大村         | 大村                  | 大村                       | 上文殊村                   | 上文珠村                     | 昭和30年3月31日 足羽村       | 足羽村                       | 昭和35年8月1日 町制 足羽町   | 昭和46年9月1日 福井市に編入  | 福井市                      | 福井市 |
| 足 羽 郡 | 西袋村       | 西袋村                | 西袋村                     | 上文殊村                   | 上文珠村                     | 昭和30年3月31日 足羽村       | 足羽村                       | 昭和35年8月1日 町制 足羽町   | 昭和46年9月1日 福井市に編入  | 福井市                      | 福井市 |
| 足 羽 郡 | 生部村       | 生部村                | 生部村                     | 上文殊村                   | 上文珠村                     | 昭和30年3月31日 足羽村       | 足羽村                       | 昭和35年8月1日 町制 足羽町   | 昭和46年9月1日 福井市に編入  | 福井市                      | 福井市 |
| 足 羽 郡 | 西大味村     | 西大味村              | 西大味村                   | 上文殊村                   | 上文珠村                     | 昭和30年3月31日 足羽村       | 足羽村                       | 昭和35年8月1日 町制 足羽町   | 昭和46年9月1日 福井市に編入  | 福井市                      | 福井市 |
| 足 羽 郡 | 東大味村     | 東大味村              | 東大味村                   | 上文殊村                   | 上文珠村                     | 昭和30年3月31日 足羽村       | 足羽村                       | 昭和35年8月1日 町制 足羽町   | 昭和46年9月1日 福井市に編入  | 福井市                      | 福井市 |
| 足 羽 郡 | 田治島村     | 田治島村              | 田治島村                   | 上文殊村                   | 上文珠村                     | 昭和30年3月31日 足羽村       | 足羽村                       | 昭和35年8月1日 町制 足羽町   | 昭和46年9月1日 福井市に編入  | 福井市                      | 福井市 |
| 足 羽 郡 | 田中村       | 田中村                | 田中村                     | 上文殊村                   | 上文珠村                     | 昭和30年3月31日 足羽村       | 足羽村                       | 昭和35年8月1日 町制 足羽町   | 昭和46年9月1日 福井市に編入  | 福井市                      | 福井市 |
| 足 羽 郡 | 岩倉村       | 岩倉村                | 岩倉村                     | 上文殊村                   | 上文珠村                     | 昭和30年3月31日 足羽村       | 足羽村                       | 昭和35年8月1日 町制 足羽町   | 昭和46年9月1日 福井市に編入  | 福井市                      | 福井市 |
| 足 羽 郡 | 上細江村     | 上細江村              | 上細江村                   | 下文殊村                   | 下文珠村                     | 昭和30年3月31日 足羽村       | 足羽村                       | 昭和35年8月1日 町制 足羽町   | 昭和46年9月1日 福井市に編入  | 福井市                      | 福井市 |
| 足 羽 郡 | 下細江村     | 下細江村              | 下細江村                   | 下文殊村                   | 下文珠村                     | 昭和30年3月31日 足羽村       | 足羽村                       | 昭和35年8月1日 町制 足羽町   | 昭和46年9月1日 福井市に編入  | 福井市                      | 福井市 |
| 足 羽 郡 | 上河北村     | 上河北村              | 上河北村                   | 下文殊村                   | 下文珠村                     | 昭和30年3月31日 足羽村       | 足羽村                       | 昭和35年8月1日 町制 足羽町   | 昭和46年9月1日 福井市に編入  | 福井市                      | 福井市 |
| 足 羽 郡 | 下河北村     | 下河北村              | 下河北村                   | 下文殊村                   | 下文珠村                     | 昭和30年3月31日 足羽村       | 足羽村                       | 昭和35年8月1日 町制 足羽町   | 昭和46年9月1日 福井市に編入  | 福井市                      | 福井市 |
| 足 羽 郡 | 太田村       | 太田村                | 太田村                     | 下文殊村                   | 下文珠村                     | 昭和30年3月31日 足羽村       | 足羽村                       | 昭和35年8月1日 町制 足羽町   | 昭和46年9月1日 福井市に編入  | 福井市                      | 福井市 |
| 足 羽 郡 | 二上村       | 二上村                | 二上村                     | 下文殊村                   | 下文珠村                     | 昭和30年3月31日 足羽村       | 足羽村                       | 昭和35年8月1日 町制 足羽町   | 昭和46年9月1日 福井市に編入  | 福井市                      | 福井市 |
| 足 羽 郡 | 半田村       | 半田村                | 半田村                     | 下文殊村                   | 下文珠村                     | 昭和30年3月31日 足羽村       | 足羽村                       | 昭和35年8月1日 町制 足羽町   | 昭和46年9月1日 福井市に編入  | 福井市                      | 福井市 |
| 足 羽 郡 | 大土呂村     | 大土呂村              | 大土呂村                   | 下文殊村                   | 下文珠村                     | 昭和30年3月31日 足羽村       | 足羽村                       | 昭和35年8月1日 町制 足羽町   | 昭和46年9月1日 福井市に編入  | 福井市                      | 福井市 |
| 足 羽 郡 | 新開村       | 新開村                | 新開村                     | 下文殊村                   | 下文珠村                     | 昭和30年3月31日 足羽村       | 足羽村                       | 昭和35年8月1日 町制 足羽町   | 昭和46年9月1日 福井市に編入  | 福井市                      | 福井市 |
| 足 羽 郡 | 栂野村       | 栂野村                | 栂野村                     | 足羽郡 酒生村              | 酒生村                       | 昭和30年3月31日 足羽村       | 足羽村                       | 昭和35年8月1日 町制 足羽町   | 昭和46年9月1日 福井市に編入  | 福井市                      | 福井市 |
| 足 羽 郡 | 稲津村       | 稲津村                | 稲津村                     | 足羽郡 酒生村              | 酒生村                       | 昭和30年3月31日 足羽村       | 足羽村                       | 昭和35年8月1日 町制 足羽町   | 昭和46年9月1日 福井市に編入  | 福井市                      | 福井市 |
| 足 羽 郡 | 荒木新保村   | 荒木新保村            | 荒木新保村                 | 足羽郡 酒生村              | 酒生村                       | 昭和30年3月31日 足羽村       | 足羽村                       | 昭和35年8月1日 町制 足羽町   | 昭和46年9月1日 福井市に編入  | 福井市                      | 福井市 |
| 足 羽 郡 | 成願寺村     | 成願寺村              | 成願寺村                   | 足羽郡 酒生村              | 酒生村                       | 昭和30年3月31日 足羽村       | 足羽村                       | 昭和35年8月1日 町制 足羽町   | 昭和46年9月1日 福井市に編入  | 福井市                      | 福井市 |
| 足 羽 郡 | 篠尾村       | 篠尾村                | 篠尾村                     | 足羽郡 酒生村              | 酒生村                       | 昭和30年3月31日 足羽村       | 足羽村                       | 昭和35年8月1日 町制 足羽町   | 昭和46年9月1日 福井市に編入  | 福井市                      | 福井市 |
| 足 羽 郡 | 高尾村       | 高尾村                | 高尾村                     | 足羽郡 酒生村              | 酒生村                       | 昭和30年3月31日 足羽村       | 足羽村                       | 昭和35年8月1日 町制 足羽町   | 昭和46年9月1日 福井市に編入  | 福井市                      | 福井市 |
| 足 羽 郡 | 前波村       | 前波村                | 前波村                     | 足羽郡 酒生村              | 酒生村                       | 昭和30年3月31日 足羽村       | 足羽村                       | 昭和35年8月1日 町制 足羽町   | 昭和46年9月1日 福井市に編入  | 福井市                      | 福井市 |
| 足 羽 郡 | 宿布村       | 宿布村                | 宿布村                     | 足羽郡 酒生村              | 酒生村                       | 昭和30年3月31日 足羽村       | 足羽村                       | 昭和35年8月1日 町制 足羽町   | 昭和46年9月1日 福井市に編入  | 福井市                      | 福井市 |
| 吉 田 郡 | 荒木別所村   | 荒木別所村            | 荒木別所村                 | 足羽郡 酒生村              | 酒生村                       | 昭和30年3月31日 足羽村       | 足羽村                       | 昭和35年8月1日 町制 足羽町   | 昭和46年9月1日 福井市に編入  | 福井市                      | 福井市 |
| 吉 田 郡 | 合島村       | 一部を除く            | 合島村                     | 足羽郡 酒生村              | 酒生村                       | 昭和30年3月31日 足羽村       | 足羽村                       | 昭和35年8月1日 町制 足羽町   | 昭和46年9月1日 福井市に編入  | 福井市                      | 福井市 |
| 吉 田 郡 | 合島村       | 一部                  | 合島村                     | 足羽郡 酒生村              | 昭和36年10月1日 岡保村に編入 | 岡保村                       | 昭和31年9月30日 藤岡村       | 昭和31年9月30日 藤岡村       | 昭和36年10月1日 福井市に編入 | 福井市                      | 福井市 |
| 吉 田 郡 | 荒木村       | 荒木村                | 荒木村                     | 足羽郡 酒生村              | 昭和36年10月1日 岡保村に編入 | 岡保村                       | 昭和31年9月30日 藤岡村       | 昭和31年9月30日 藤岡村       | 昭和36年10月1日 福井市に編入 | 福井市                      | 福井市 |
| 吉 田 郡 | 堅達村       | 堅達村                | 堅達村                     | 岡保村                     | 岡保村                       | 岡保村                       | 昭和31年9月30日 藤岡村       | 昭和31年9月30日 藤岡村       | 昭和36年10月1日 福井市に編入 | 福井市                      | 福井市 |
| 吉 田 郡 | 坂下村       | 坂下村                | 坂下村                     | 岡保村                     | 岡保村                       | 岡保村                       | 昭和31年9月30日 藤岡村       | 昭和31年9月30日 藤岡村       | 昭和36年10月1日 福井市に編入 | 福井市                      | 福井市 |
| 吉 田 郡 | 寮村         | 寮村                  | 寮村                       | 岡保村                     | 岡保村                       | 岡保村                       | 昭和31年9月30日 藤岡村       | 昭和31年9月30日 藤岡村       | 昭和36年10月1日 福井市に編入 | 福井市                      | 福井市 |
| 吉 田 郡 | 殿下村       | 殿下村                | 殿下村                     | 岡保村                     | 岡保村                       | 岡保村                       | 昭和31年9月30日 藤岡村       | 昭和31年9月30日 藤岡村       | 昭和36年10月1日 福井市に編入 | 福井市                      | 福井市 |
| 吉 田 郡 | 印田村       | 印田村                | 印田村                     | 岡保村                     | 岡保村                       | 岡保村                       | 昭和31年9月30日 藤岡村       | 昭和31年9月30日 藤岡村       | 昭和36年10月1日 福井市に編入 | 福井市                      | 福井市 |
| 吉 田 郡 | 曽万布村     | 曽万布村              | 曽万布村                   | 岡保村                     | 岡保村                       | 岡保村                       | 昭和31年9月30日 藤岡村       | 昭和31年9月30日 藤岡村       | 昭和36年10月1日 福井市に編入 | 福井市                      | 福井市 |
| 吉 田 郡 | 河水村       | 河水村                | 河水村                     | 岡保村                     | 岡保村                       | 岡保村                       | 昭和31年9月30日 藤岡村       | 昭和31年9月30日 藤岡村       | 昭和36年10月1日 福井市に編入 | 福井市                      | 福井市 |
| 吉 田 郡 | 西谷村       | 西谷村                | 西谷村                     | 岡保村                     | 岡保村                       | 岡保村                       | 昭和31年9月30日 藤岡村       | 昭和31年9月30日 藤岡村       | 昭和36年10月1日 福井市に編入 | 福井市                      | 福井市 |
| 吉 田 郡 | 大畑村       | 大畑村                | 大畑村                     | 岡保村                     | 岡保村                       | 岡保村                       | 昭和31年9月30日 藤岡村       | 昭和31年9月30日 藤岡村       | 昭和36年10月1日 福井市に編入 | 福井市                      | 福井市 |
| 吉 田 郡 | 次郎丸村     | 次郎丸村              | 次郎丸村                   | 岡保村                     | 岡保村                       | 岡保村                       | 昭和31年9月30日 藤岡村       | 昭和31年9月30日 藤岡村       | 昭和36年10月1日 福井市に編入 | 福井市                      | 福井市 |
| 吉 田 郡 | 宮地村       | 宮地村                | 宮地村                     | 岡保村                     | 岡保村                       | 岡保村                       | 昭和31年9月30日 藤岡村       | 昭和31年9月30日 藤岡村       | 昭和36年10月1日 福井市に編入 | 福井市                      | 福井市 |
| 吉 田 郡 | 奥花谷村     | 奥花谷村              | 明治初年 改称 花野谷村     | 岡保村                     | 岡保村                       | 岡保村                       | 昭和31年9月30日 藤岡村       | 昭和31年9月30日 藤岡村       | 昭和36年10月1日 福井市に編入 | 福井市                      | 福井市 |
| 吉 田 郡 | 原目村       | 原目村                | 原目村                     | 東藤島村                   | 東藤島村                     | 東藤島村                     | 昭和31年9月30日 藤岡村       | 昭和31年9月30日 藤岡村       | 昭和36年10月1日 福井市に編入 | 福井市                      | 福井市 |
| 吉 田 郡 | 上中村       | 上中村                | 上中村                     | 東藤島村                   | 東藤島村                     | 東藤島村                     | 昭和31年9月30日 藤岡村       | 昭和31年9月30日 藤岡村       | 昭和36年10月1日 福井市に編入 | 福井市                      | 福井市 |
| 吉 田 郡 | 間山村       | 間山村                | 間山村                     | 東藤島村                   | 東藤島村                     | 東藤島村                     | 昭和31年9月30日 藤岡村       | 昭和31年9月30日 藤岡村       | 昭和36年10月1日 福井市に編入 | 福井市                      | 福井市 |
| 吉 田 郡 | 重立村       | 重立村                | 重立村                     | 東藤島村                   | 東藤島村                     | 東藤島村                     | 昭和31年9月30日 藤岡村       | 昭和31年9月30日 藤岡村       | 昭和36年10月1日 福井市に編入 | 福井市                      | 福井市 |
| 吉 田 郡 | 玄正島村     | 玄正島村              | 玄正島村                   | 東藤島村                   | 東藤島村                     | 東藤島村                     | 昭和31年9月30日 藤岡村       | 昭和31年9月30日 藤岡村       | 昭和36年10月1日 福井市に編入 | 福井市                      | 福井市 |
| 吉 田 郡 | 島橋村       | 島橋村                | 島橋村                     | 東藤島村                   | 東藤島村                     | 東藤島村                     | 昭和31年9月30日 藤岡村       | 昭和31年9月30日 藤岡村       | 昭和36年10月1日 福井市に編入 | 福井市                      | 福井市 |
| 吉 田 郡 | 中ノ郷村     | 中ノ郷村              | 中ノ郷村                   | 東藤島村                   | 東藤島村                     | 東藤島村                     | 昭和31年9月30日 藤岡村       | 昭和31年9月30日 藤岡村       | 昭和36年10月1日 福井市に編入 | 福井市                      | 福井市 |
| 吉 田 郡 | 泉田村       | 泉田村                | 泉田村                     | 東藤島村                   | 東藤島村                     | 東藤島村                     | 昭和31年9月30日 藤岡村       | 昭和31年9月30日 藤岡村       | 昭和36年10月1日 福井市に編入 | 福井市                      | 福井市 |
| 吉 田 郡 | 北野上村     | 北野上村              | 北野上村                   | 東藤島村                   | 東藤島村                     | 東藤島村                     | 昭和31年9月30日 藤岡村       | 昭和31年9月30日 藤岡村       | 昭和36年10月1日 福井市に編入 | 福井市                      | 福井市 |
| 吉 田 郡 | 北野下村     | 北野下村              | 北野下村                   | 東藤島村                   | 東藤島村                     | 東藤島村                     | 昭和31年9月30日 藤岡村       | 昭和31年9月30日 藤岡村       | 昭和36年10月1日 福井市に編入 | 福井市                      | 福井市 |
| 吉 田 郡 | 大和田村     | 大和田村              | 大和田村                   | 東藤島村                   | 東藤島村                     | 東藤島村                     | 昭和31年9月30日 藤岡村       | 昭和31年9月30日 藤岡村       | 昭和36年10月1日 福井市に編入 | 福井市                      | 福井市 |
| 吉 田 郡 | 堂島村       | 堂島村                | 堂島村                     | 東藤島村                   | 東藤島村                     | 東藤島村                     | 昭和31年9月30日 藤岡村       | 昭和31年9月30日 藤岡村       | 昭和36年10月1日 福井市に編入 | 福井市                      | 福井市 |
| 吉 田 郡 | 藤島村       | 藤島村                | 藤島村                     | 東藤島村                   | 東藤島村                     | 東藤島村                     | 昭和31年9月30日 藤岡村       | 昭和31年9月30日 藤岡村       | 昭和36年10月1日 福井市に編入 | 福井市                      | 福井市 |
| 吉 田 郡 | 林村         | 林村                  | 林村                       | 東藤島村                   | 東藤島村                     | 東藤島村                     | 昭和31年9月30日 藤岡村       | 昭和31年9月30日 藤岡村       | 昭和36年10月1日 福井市に編入 | 福井市                      | 福井市 |
| 丹 生 郡 | 鮎川浦       | 鮎川浦                | 鮎川浦                     | 国見村                     | 国見村                       | 国見村                       | 国見村                       | 昭和34年2月1日 福井市に編入  | 福井市                       | 福井市                      | 福井市 |
| 丹 生 郡 | 三本木村     | 三本木村              | 三本木村                   | 国見村                     | 国見村                       | 国見村                       | 国見村                       | 昭和34年2月1日 福井市に編入  | 福井市                       | 福井市                      | 福井市 |
| 丹 生 郡 | 国見村       | 国見村                | 国見村                     | 国見村                     | 国見村                       | 国見村                       | 国見村                       | 昭和34年2月1日 福井市に編入  | 福井市                       | 福井市                      | 福井市 |
| 丹 生 郡 | 清水谷浦     | 清水谷浦              | 清水谷浦                   | 国見村                     | 国見村                       | 国見村                       | 国見村                       | 昭和34年2月1日 福井市に編入  | 福井市                       | 福井市                      | 福井市 |
| 丹 生 郡 | 白浜浦       | 白浜浦                | 白浜浦                     | 国見村                     | 国見村                       | 国見村                       | 国見村                       | 昭和34年2月1日 福井市に編入  | 福井市                       | 福井市                      | 福井市 |
| 丹 生 郡 | 大丹生浦     | 大丹生浦              | 大丹生浦                   | 国見村                     | 国見村                       | 国見村                       | 国見村                       | 昭和34年2月1日 福井市に編入  | 福井市                       | 福井市                      | 福井市 |
| 丹 生 郡 | 小丹生浦     | 小丹生浦              | 小丹生浦                   | 国見村                     | 国見村                       | 国見村                       | 国見村                       | 昭和34年2月1日 福井市に編入  | 福井市                       | 福井市                      | 福井市 |
| 足 羽 郡 | 引目村       | 引目村                | 引目村                     | 麻生津村                   | 麻生津村                     | 麻生津村                     | 麻生津村                     | 昭和32年10月1日 福井市に編入 | 福井市                       | 福井市                      | 福井市 |
| 足 羽 郡 | 杉谷村       | 杉谷村                | 杉谷村                     | 麻生津村                   | 麻生津村                     | 麻生津村                     | 麻生津村                     | 昭和32年10月1日 福井市に編入 | 福井市                       | 福井市                      | 福井市 |
| 足 羽 郡 | 中荒井村     | 中荒井村              | 中荒井村                   | 麻生津村                   | 麻生津村                     | 麻生津村                     | 麻生津村                     | 昭和32年10月1日 福井市に編入 | 福井市                       | 福井市                      | 福井市 |
| 足 羽 郡 | 今市村       | 今市村                | 今市村                     | 麻生津村                   | 麻生津村                     | 麻生津村                     | 麻生津村                     | 昭和32年10月1日 福井市に編入 | 福井市                       | 福井市                      | 福井市 |
| 足 羽 郡 | 浅水二日町村 | 浅水二日町村          | 浅水二日町村               | 麻生津村                   | 麻生津村                     | 麻生津村                     | 麻生津村                     | 昭和32年10月1日 福井市に編入 | 福井市                       | 福井市                      | 福井市 |
| 足 羽 郡 | 浅水村       | 浅水村                | 浅水村                     | 麻生津村                   | 麻生津村                     | 麻生津村                     | 麻生津村                     | 昭和32年10月1日 福井市に編入 | 福井市                       | 福井市                      | 福井市 |
| 足 羽 郡 | 真木村       | 真木村                | 真木村                     | 麻生津村                   | 麻生津村                     | 麻生津村                     | 麻生津村                     | 昭和32年10月1日 福井市に編入 | 福井市                       | 福井市                      | 福井市 |
| 足 羽 郡 | 三十八社村   | 三十八社村            | 三十八社村                 | 麻生津村                   | 麻生津村                     | 麻生津村                     | 麻生津村                     | 昭和32年10月1日 福井市に編入 | 福井市                       | 福井市                      | 福井市 |
| 足 羽 郡 | 下江尻村     | 下江尻村              | 下江尻村                   | 麻生津村                   | 麻生津村                     | 麻生津村                     | 麻生津村                     | 昭和32年10月1日 福井市に編入 | 福井市                       | 福井市                      | 福井市 |
| 足 羽 郡 | 上江尻村     | 上江尻村              | 上江尻村                   | 麻生津村                   | 麻生津村                     | 麻生津村                     | 麻生津村                     | 昭和32年10月1日 福井市に編入 | 福井市                       | 福井市                      | 福井市 |
| 足 羽 郡 | 中野村       | 中野村                | 中野村                     | 麻生津村                   | 麻生津村                     | 麻生津村                     | 麻生津村                     | 昭和32年10月1日 福井市に編入 | 福井市                       | 福井市                      | 福井市 |
| 足 羽 郡 | 花守村       | 花守村                | 花守村                     | 麻生津村                   | 麻生津村                     | 麻生津村                     | 麻生津村                     | 昭和32年10月1日 福井市に編入 | 福井市                       | 福井市                      | 福井市 |
| 足 羽 郡 | 三尾野村     | 三尾野村              | 三尾野村                   | 麻生津村                   | 麻生津村                     | 麻生津村                     | 麻生津村                     | 昭和32年10月1日 福井市に編入 | 福井市                       | 福井市                      | 福井市 |
| 足 羽 郡 | 冬野村       | 冬野村                | 冬野村                     | 麻生津村                   | 麻生津村                     | 麻生津村                     | 麻生津村                     | 昭和32年10月1日 福井市に編入 | 福井市                       | 福井市                      | 福井市 |
| 足 羽 郡 | 安保村       | 安保村                | 安保村                     | 麻生津村                   | 麻生津村                     | 麻生津村                     | 麻生津村                     | 昭和32年10月1日 福井市に編入 | 福井市                       | 福井市                      | 福井市 |
| 足 羽 郡 | 鉾ヶ崎村     | 鉾ヶ崎村              | 鉾ヶ崎村                   | 麻生津村                   | 麻生津村                     | 麻生津村                     | 麻生津村                     | 昭和32年10月1日 福井市に編入 | 福井市                       | 福井市                      | 福井市 |
| 足 羽 郡 | 主計中村     | 主計中村              | 主計中村                   | 麻生津村                   | 麻生津村                     | 麻生津村                     | 麻生津村                     | 昭和32年10月1日 福井市に編入 | 福井市                       | 福井市                      | 福井市 |
| 足 羽 郡 | 末広村       | 末広村                | 末広村                     | 麻生津村                   | 麻生津村                     | 麻生津村                     | 麻生津村                     | 昭和32年10月1日 福井市に編入 | 福井市                       | 福井市                      | 福井市 |
| 足 羽 郡 | 森行村       | 森行村                | 森行村                     | 麻生津村                   | 麻生津村                     | 麻生津村                     | 麻生津村                     | 昭和32年10月1日 福井市に編入 | 福井市                       | 福井市                      | 福井市 |
| 足 羽 郡 | 三本木村     | 三本木村              | 三本木村                   | 麻生津村                   | 麻生津村                     | 麻生津村                     | 麻生津村                     | 昭和32年10月1日 福井市に編入 | 福井市                       | 福井市                      | 福井市 |
| 足 羽 郡 | 徳尾村       | 徳尾村                | 徳尾村                     | 麻生津村                   | 麻生津村                     | 麻生津村                     | 麻生津村                     | 昭和32年10月1日 福井市に編入 | 福井市                       | 福井市                      | 福井市 |
| 足 羽 郡 | 生野村       | 生野村                | 生野村                     | 麻生津村                   | 麻生津村                     | 麻生津村                     | 麻生津村                     | 昭和32年10月1日 福井市に編入 | 福井市                       | 福井市                      | 福井市 |
| 足 羽 郡 | 角原村       | 角原村                | 角原村                     | 麻生津村                   | 麻生津村                     | 麻生津村                     | 麻生津村                     | 昭和32年10月1日 福井市に編入 | 福井市                       | 福井市                      | 福井市 |
| 足 羽 郡 | 品ヶ瀬村     | 品ヶ瀬村              | 品ヶ瀬村                   | 上宇坂村                   | 上宇坂村                     | 昭和30年2月11日 足羽郡美山村 | 美山村                       | 昭和39年8月1日 町制 美山町   | 美山町                       | 平成18年2月1日 福井市に編入 | 福井市 |
| 足 羽 郡 | 朝谷島村     | 朝谷島村              | 朝谷島村                   | 上宇坂村                   | 上宇坂村                     | 昭和30年2月11日 足羽郡美山村 | 美山村                       | 昭和39年8月1日 町制 美山町   | 美山町                       | 平成18年2月1日 福井市に編入 | 福井市 |
| 足 羽 郡 | 朝谷村       | 朝谷村                | 朝谷村                     | 上宇坂村                   | 上宇坂村                     | 昭和30年2月11日 足羽郡美山村 | 美山村                       | 昭和39年8月1日 町制 美山町   | 美山町                       | 平成18年2月1日 福井市に編入 | 福井市 |
| 足 羽 郡 | 境寺村       | 境寺村                | 境寺村                     | 上宇坂村                   | 上宇坂村                     | 昭和30年2月11日 足羽郡美山村 | 美山村                       | 昭和39年8月1日 町制 美山町   | 美山町                       | 平成18年2月1日 福井市に編入 | 福井市 |
| 足 羽 郡 | 椙谷村       | 椙谷村                | 椙谷村                     | 上宇坂村                   | 上宇坂村                     | 昭和30年2月11日 足羽郡美山村 | 美山村                       | 昭和39年8月1日 町制 美山町   | 美山町                       | 平成18年2月1日 福井市に編入 | 福井市 |
| 足 羽 郡 | 小宇坂村     | 小宇坂村              | 小宇坂村                   | 上宇坂村                   | 上宇坂村                     | 昭和30年2月11日 足羽郡美山村 | 美山村                       | 昭和39年8月1日 町制 美山町   | 美山町                       | 平成18年2月1日 福井市に編入 | 福井市 |
| 足 羽 郡 | 小宇坂島村   | 小宇坂島村            | 小宇坂島村                 | 上宇坂村                   | 上宇坂村                     | 昭和30年2月11日 足羽郡美山村 | 美山村                       | 昭和39年8月1日 町制 美山町   | 美山町                       | 平成18年2月1日 福井市に編入 | 福井市 |
| 足 羽 郡 | 蔵作村       | 蔵作村                | 蔵作村                     | 上宇坂村                   | 上宇坂村                     | 昭和30年2月11日 足羽郡美山村 | 美山村                       | 昭和39年8月1日 町制 美山町   | 美山町                       | 平成18年2月1日 福井市に編入 | 福井市 |
| 足 羽 郡 | 東天田村     | 東天田村              | 東天田村                   | 上宇坂村                   | 上宇坂村                     | 昭和30年2月11日 足羽郡美山村 | 美山村                       | 昭和39年8月1日 町制 美山町   | 美山町                       | 平成18年2月1日 福井市に編入 | 福井市 |
| 足 羽 郡 | 西天田村     | 西天田村              | 西天田村                   | 上宇坂村                   | 上宇坂村                     | 昭和30年2月11日 足羽郡美山村 | 美山村                       | 昭和39年8月1日 町制 美山町   | 美山町                       | 平成18年2月1日 福井市に編入 | 福井市 |
| 足 羽 郡 | 高田村       | 高田村                | 高田村                     | 下宇坂村                   | 下宇坂村                     | 昭和30年2月11日 足羽郡美山村 | 美山村                       | 昭和39年8月1日 町制 美山町   | 美山町                       | 平成18年2月1日 福井市に編入 | 福井市 |
| 足 羽 郡 | 大谷村       | 大谷村                | 明治17年頃 改称 宇坂大谷村 | 下宇坂村                   | 下宇坂村                     | 昭和30年2月11日 足羽郡美山村 | 美山村                       | 昭和39年8月1日 町制 美山町   | 美山町                       | 平成18年2月1日 福井市に編入 | 福井市 |
| 足 羽 郡 | 田尻村       | 田尻村                | 田尻村                     | 下宇坂村                   | 下宇坂村                     | 昭和30年2月11日 足羽郡美山村 | 美山村                       | 昭和39年8月1日 町制 美山町   | 美山町                       | 平成18年2月1日 福井市に編入 | 福井市 |
| 足 羽 郡 | 三万谷村     | 三万谷村              | 三万谷村                   | 下宇坂村                   | 下宇坂村                     | 昭和30年2月11日 足羽郡美山村 | 美山村                       | 昭和39年8月1日 町制 美山町   | 美山町                       | 平成18年2月1日 福井市に編入 | 福井市 |
| 足 羽 郡 | 三万谷別所村 | 三万谷別所村          | 三万谷別所村               | 下宇坂村                   | 下宇坂村                     | 昭和30年2月11日 足羽郡美山村 | 美山村                       | 昭和39年8月1日 町制 美山町   | 美山町                       | 平成18年2月1日 福井市に編入 | 福井市 |
| 足 羽 郡 | 市波村       | 市波村                | 市波村                     | 下宇坂村                   | 下宇坂村                     | 昭和30年2月11日 足羽郡美山村 | 美山村                       | 昭和39年8月1日 町制 美山町   | 美山町                       | 平成18年2月1日 福井市に編入 | 福井市 |
| 足 羽 郡 | 福島村       | 福島村                | 福島村                     | 下宇坂村                   | 下宇坂村                     | 昭和30年2月11日 足羽郡美山村 | 美山村                       | 昭和39年8月1日 町制 美山町   | 美山町                       | 平成18年2月1日 福井市に編入 | 福井市 |
| 足 羽 郡 | 大久保村     | 大久保村              | 大久保村                   | 下宇坂村                   | 下宇坂村                     | 昭和30年2月11日 足羽郡美山村 | 美山村                       | 昭和39年8月1日 町制 美山町   | 美山町                       | 平成18年2月1日 福井市に編入 | 福井市 |
| 足 羽 郡 | 奈良瀬村     | 奈良瀬村              | 奈良瀬村                   | 下宇坂村                   | 下宇坂村                     | 昭和30年2月11日 足羽郡美山村 | 美山村                       | 昭和39年8月1日 町制 美山町   | 美山町                       | 平成18年2月1日 福井市に編入 | 福井市 |
| 足 羽 郡 | 小和清水村   | 小和清水村            | 小和清水村                 | 下宇坂村                   | 下宇坂村                     | 昭和30年2月11日 足羽郡美山村 | 美山村                       | 昭和39年8月1日 町制 美山町   | 美山町                       | 平成18年2月1日 福井市に編入 | 福井市 |
| 足 羽 郡 | 獺ヶ口村     | 獺ヶ口村              | 獺ヶ口村                   | 下宇坂村                   | 下宇坂村                     | 昭和30年2月11日 足羽郡美山村 | 美山村                       | 昭和39年8月1日 町制 美山町   | 美山町                       | 平成18年2月1日 福井市に編入 | 福井市 |
| 大 野 郡 | 皿谷村       | 皿谷村                | 皿谷村                     | 芦見村                     | 芦見村                       | 昭和30年2月11日 足羽郡美山村 | 美山村                       | 昭和39年8月1日 町制 美山町   | 美山町                       | 平成18年2月1日 福井市に編入 | 福井市 |
| 大 野 郡 | 所谷村       | 所谷村                | 所谷村                     | 芦見村                     | 芦見村                       | 昭和30年2月11日 足羽郡美山村 | 美山村                       | 昭和39年8月1日 町制 美山町   | 美山町                       | 平成18年2月1日 福井市に編入 | 福井市 |
| 大 野 郡 | 中村         | 中村                  | 明治17年 改称 西中村       | 芦見村                     | 芦見村                       | 昭和30年2月11日 足羽郡美山村 | 美山村                       | 昭和39年8月1日 町制 美山町   | 美山町                       | 平成18年2月1日 福井市に編入 | 福井市 |
| 大 野 郡 | 大谷村       | 大谷村                | 明治10年代 大籠村          | 芦見村                     | 芦見村                       | 昭和30年2月11日 足羽郡美山村 | 美山村                       | 昭和39年8月1日 町制 美山町   | 美山町                       | 平成18年2月1日 福井市に編入 | 福井市 |
| 大 野 郡 | 籠谷村       |                       | 明治10年代 大籠村          | 芦見村                     | 芦見村                       | 昭和30年2月11日 足羽郡美山村 | 美山村                       | 昭和39年8月1日 町制 美山町   | 美山町                       | 平成18年2月1日 福井市に編入 | 福井市 |
| 大 野 郡 | 木吉村       | 木吉村                | 明治7年頃 吉山村           | 芦見村                     | 芦見村                       | 昭和30年2月11日 足羽郡美山村 | 美山村                       | 昭和39年8月1日 町制 美山町   | 美山町                       | 平成18年2月1日 福井市に編入 | 福井市 |
| 大 野 郡 | 山中村       |                       | 明治7年頃 吉山村           | 芦見村                     | 芦見村                       | 昭和30年2月11日 足羽郡美山村 | 美山村                       | 昭和39年8月1日 町制 美山町   | 美山町                       | 平成18年2月1日 福井市に編入 | 福井市 |
| 大 野 郡 | 西俣村       | 西俣村                | 明治17年 改称 南西俣村     | 羽生村                     | 羽生村                       | 昭和30年2月11日 足羽郡美山村 | 美山村                       | 昭和39年8月1日 町制 美山町   | 美山町                       | 平成18年2月1日 福井市に編入 | 福井市 |
| 大 野 郡 | 東俣村       | 東俣村                | 東俣村                     | 羽生村                     | 羽生村                       | 昭和30年2月11日 足羽郡美山村 | 美山村                       | 昭和39年8月1日 町制 美山町   | 美山町                       | 平成18年2月1日 福井市に編入 | 福井市 |
| 大 野 郡 | 宮地村       | 宮地村                | 明治17年 改称 南宮地村     | 羽生村                     | 羽生村                       | 昭和30年2月11日 足羽郡美山村 | 美山村                       | 昭和39年8月1日 町制 美山町   | 美山町                       | 平成18年2月1日 福井市に編入 | 福井市 |
| 大 野 郡 | 川上村       | 川上村                | 川上村                     | 羽生村                     | 羽生村                       | 昭和30年2月11日 足羽郡美山村 | 美山村                       | 昭和39年8月1日 町制 美山町   | 美山町                       | 平成18年2月1日 福井市に編入 | 福井市 |
| 大 野 郡 | 計石村       | 計石村                | 計石村                     | 羽生村                     | 羽生村                       | 昭和30年2月11日 足羽郡美山村 | 美山村                       | 昭和39年8月1日 町制 美山町   | 美山町                       | 平成18年2月1日 福井市に編入 | 福井市 |
| 大 野 郡 | 野波村       | 野波村                | 野波村                     | 羽生村                     | 羽生村                       | 昭和30年2月11日 足羽郡美山村 | 美山村                       | 昭和39年8月1日 町制 美山町   | 美山町                       | 平成18年2月1日 福井市に編入 | 福井市 |
| 大 野 郡 | 大宮村       | 大宮村                | 大宮村                     | 羽生村                     | 羽生村                       | 昭和30年2月11日 足羽郡美山村 | 美山村                       | 昭和39年8月1日 町制 美山町   | 美山町                       | 平成18年2月1日 福井市に編入 | 福井市 |
| 大 野 郡 | 縫原村       | 縫原村                | 縫原村                     | 羽生村                     | 羽生村                       | 昭和30年2月11日 足羽郡美山村 | 美山村                       | 昭和39年8月1日 町制 美山町   | 美山町                       | 平成18年2月1日 福井市に編入 | 福井市 |
| 大 野 郡 | 仁位村       | 仁位村                | 仁位村                     | 羽生村                     | 羽生村                       | 昭和30年2月11日 足羽郡美山村 | 美山村                       | 昭和39年8月1日 町制 美山町   | 美山町                       | 平成18年2月1日 福井市に編入 | 福井市 |
| 大 野 郡 | 絵戸村       | 絵戸村                | 明治10年代 薬師村          | 羽生村                     | 羽生村                       | 昭和30年2月11日 足羽郡美山村 | 美山村                       | 昭和39年8月1日 町制 美山町   | 美山町                       | 平成18年2月1日 福井市に編入 | 福井市 |
| 大 野 郡 | 百戸村       |                       | 明治10年代 薬師村          | 羽生村                     | 羽生村                       | 昭和30年2月11日 足羽郡美山村 | 美山村                       | 昭和39年8月1日 町制 美山町   | 美山町                       | 平成18年2月1日 福井市に編入 | 福井市 |
| 大 野 郡 | 間戸村       | 間戸村                | 間戸村                     | 羽生村                     | 羽生村                       | 昭和30年2月11日 足羽郡美山村 | 美山村                       | 昭和39年8月1日 町制 美山町   | 美山町                       | 平成18年2月1日 福井市に編入 | 福井市 |
| 大 野 郡 | 河内村       | 河内村                | 河内村                     | 上味見村                   | 上味見村                     | 昭和30年2月11日 足羽郡美山村 | 美山村                       | 昭和39年8月1日 町制 美山町   | 美山町                       | 平成18年2月1日 福井市に編入 | 福井市 |
| 大 野 郡 | 神当部村     | 神当部村              | 神当部村                   | 上味見村                   | 上味見村                     | 昭和30年2月11日 足羽郡美山村 | 美山村                       | 昭和39年8月1日 町制 美山町   | 美山町                       | 平成18年2月1日 福井市に編入 | 福井市 |
| 大 野 郡 | 野津又村     | 野津又村              | 明治17年 改称 南野津又村   | 上味見村                   | 上味見村                     | 昭和30年2月11日 足羽郡美山村 | 美山村                       | 昭和39年8月1日 町制 美山町   | 美山町                       | 平成18年2月1日 福井市に編入 | 福井市 |
| 大 野 郡 | 中ノ手村     | 中ノ手村              | 中ノ手村                   | 上味見村                   | 上味見村                     | 昭和30年2月11日 足羽郡美山村 | 美山村                       | 昭和39年8月1日 町制 美山町   | 美山町                       | 平成18年2月1日 福井市に編入 | 福井市 |
| 大 野 郡 | 小当見村     | 小当見村              | 小当見村                   | 上味見村                   | 上味見村                     | 昭和30年2月11日 足羽郡美山村 | 美山村                       | 昭和39年8月1日 町制 美山町   | 美山町                       | 平成18年2月1日 福井市に編入 | 福井市 |
| 大 野 郡 | 市布村       | 市布村                | 明治17年 改称 西市布村     | 上味見村                   | 上味見村                     | 昭和30年2月11日 足羽郡美山村 | 美山村                       | 昭和39年8月1日 町制 美山町   | 美山町                       | 平成18年2月1日 福井市に編入 | 福井市 |
| 大 野 郡 | 東河原村     | 東河原村              | 東河原村                   | 下味見村                   | 下味見村                     | 昭和30年2月11日 足羽郡美山村 | 美山村                       | 昭和39年8月1日 町制 美山町   | 美山町                       | 平成18年2月1日 福井市に編入 | 福井市 |
| 大 野 郡 | 西河原村     | 西河原村              | 西河原村                   | 下味見村                   | 下味見村                     | 昭和30年2月11日 足羽郡美山村 | 美山村                       | 昭和39年8月1日 町制 美山町   | 美山町                       | 平成18年2月1日 福井市に編入 | 福井市 |
| 大 野 郡 | 横越村       | 横越村                | 横越村                     | 下味見村                   | 下味見村                     | 昭和30年2月11日 足羽郡美山村 | 美山村                       | 昭和39年8月1日 町制 美山町   | 美山町                       | 平成18年2月1日 福井市に編入 | 福井市 |
| 大 野 郡 | 折立村       | 折立村                | 折立村                     | 下味見村                   | 下味見村                     | 昭和30年2月11日 足羽郡美山村 | 美山村                       | 昭和39年8月1日 町制 美山町   | 美山町                       | 平成18年2月1日 福井市に編入 | 福井市 |
| 大 野 郡 | 折立村       | 折立村                | 明治13年 分立 赤谷村       | 下味見村                   | 下味見村                     | 昭和30年2月11日 足羽郡美山村 | 美山村                       | 昭和39年8月1日 町制 美山町   | 美山町                       | 平成18年2月1日 福井市に編入 | 福井市 |
| 丹 生 郡 | 御油村       | 御油村                | 御油村                     | 天津村                     | 天津村                       | 昭和30年7月28日 清水町       | 清水町                       | 清水町                       | 清水町                       | 平成18年2月1日 福井市に編入 | 福井市 |
| 丹 生 郡 | 小羽村       | 小羽村                | 小羽村                     | 天津村                     | 天津村                       | 昭和30年7月28日 清水町       | 清水町                       | 清水町                       | 清水町                       | 平成18年2月1日 福井市に編入 | 福井市 |
| 丹 生 郡 | 風巻村       | 風巻村                | 風巻村                     | 天津村                     | 天津村                       | 昭和30年7月28日 清水町       | 清水町                       | 清水町                       | 清水町                       | 平成18年2月1日 福井市に編入 | 福井市 |
| 丹 生 郡 | 島寺村       | 島寺村                | 島寺村                     | 天津村                     | 天津村                       | 昭和30年7月28日 清水町       | 清水町                       | 清水町                       | 清水町                       | 平成18年2月1日 福井市に編入 | 福井市 |
| 丹 生 郡 | 清水山村     | 清水山村              | 清水山村                   | 天津村                     | 天津村                       | 昭和30年7月28日 清水町       | 清水町                       | 清水町                       | 清水町                       | 平成18年2月1日 福井市に編入 | 福井市 |
| 丹 生 郡 | 片山村       | 片山村                | 片山村                     | 天津村                     | 天津村                       | 昭和30年7月28日 清水町       | 清水町                       | 清水町                       | 清水町                       | 平成18年2月1日 福井市に編入 | 福井市 |
| 丹 生 郡 | 真栗村       | 真栗村                | 真栗村                     | 天津村                     | 天津村                       | 昭和30年7月28日 清水町       | 清水町                       | 清水町                       | 清水町                       | 平成18年2月1日 福井市に編入 | 福井市 |
| 丹 生 郡 | 坪谷村       | 坪谷村                | 坪谷村                     | 天津村                     | 天津村                       | 昭和30年7月28日 清水町       | 清水町                       | 清水町                       | 清水町                       | 平成18年2月1日 福井市に編入 | 福井市 |
| 丹 生 郡 | 甑谷村       | 甑谷村                | 甑谷村                     | 天津村                     | 天津村                       | 昭和30年7月28日 清水町       | 清水町                       | 清水町                       | 清水町                       | 平成18年2月1日 福井市に編入 | 福井市 |
| 丹 生 郡 | 在田村       | 在田村                | 在田村                     | 天津村                     | 天津村                       | 昭和30年7月28日 清水町       | 清水町                       | 清水町                       | 清水町                       | 平成18年2月1日 福井市に編入 | 福井市 |
| 丹 生 郡 | 大森村       | 大森村                | 大森村                     | 志津村                     | 志津村                       | 昭和30年7月28日 清水町       | 清水町                       | 清水町                       | 清水町                       | 平成18年2月1日 福井市に編入 | 福井市 |
| 丹 生 郡 | 笹谷村       | 笹谷村                | 笹谷村                     | 志津村                     | 志津村                       | 昭和30年7月28日 清水町       | 清水町                       | 清水町                       | 清水町                       | 平成18年2月1日 福井市に編入 | 福井市 |
| 丹 生 郡 | 山内村       | 山内村                | 山内村                     | 志津村                     | 志津村                       | 昭和30年7月28日 清水町       | 清水町                       | 清水町                       | 清水町                       | 平成18年2月1日 福井市に編入 | 福井市 |
| 丹 生 郡 | 滝波村       | 滝波村                | 滝波村                     | 志津村                     | 志津村                       | 昭和30年7月28日 清水町       | 清水町                       | 清水町                       | 清水町                       | 平成18年2月1日 福井市に編入 | 福井市 |
| 丹 生 郡 | 本折村       | 本折村                | 本折村                     | 志津村                     | 志津村                       | 昭和30年7月28日 清水町       | 清水町                       | 清水町                       | 清水町                       | 平成18年2月1日 福井市に編入 | 福井市 |
| 丹 生 郡 | 清水畑村     | 清水畑村              | 清水畑村                   | 志津村                     | 志津村                       | 昭和30年7月28日 清水町       | 清水町                       | 清水町                       | 清水町                       | 平成18年2月1日 福井市に編入 | 福井市 |
| 丹 生 郡 | 清水畑村     | 清水畑村              | 明治15年 分立 平尾村       | 志津村                     | 志津村                       | 昭和30年7月28日 清水町       | 清水町                       | 清水町                       | 清水町                       | 平成18年2月1日 福井市に編入 | 福井市 |
| 丹 生 郡 | 上天下村     | 上天下村              | 上天下村                   | 志津村                     | 志津村                       | 昭和30年7月28日 清水町       | 清水町                       | 清水町                       | 清水町                       | 平成18年2月1日 福井市に編入 | 福井市 |
| 丹 生 郡 | 下天下村     | 下天下村              | 下天下村                   | 志津村                     | 志津村                       | 昭和30年7月28日 清水町       | 清水町                       | 清水町                       | 清水町                       | 平成18年2月1日 福井市に編入 | 福井市 |
| 丹 生 郡 | 朝宮村       | 朝宮村                | 朝宮村                     | 三方村                     | 三方村                       | 昭和30年7月28日 清水町       | 清水町                       | 清水町                       | 清水町                       | 平成18年2月1日 福井市に編入 | 福井市 |
| 丹 生 郡 | 片粕村       | 片粕村                | 片粕村                     | 三方村                     | 三方村                       | 昭和30年7月28日 清水町       | 清水町                       | 清水町                       | 清水町                       | 平成18年2月1日 福井市に編入 | 福井市 |
| 丹 生 郡 | 竹生村       | 竹生村                | 竹生村                     | 三方村                     | 三方村                       | 昭和30年7月28日 清水町       | 清水町                       | 清水町                       | 清水町                       | 平成18年2月1日 福井市に編入 | 福井市 |
| 丹 生 郡 | 三留村       | 三留村                | 三留村                     | 三方村                     | 三方村                       | 昭和30年7月28日 清水町       | 清水町                       | 清水町                       | 清水町                       | 平成18年2月1日 福井市に編入 | 福井市 |
| 丹 生 郡 | 杉谷村       | 杉谷村                | 杉谷村                     | 三方村                     | 三方村                       | 昭和30年7月28日 清水町       | 清水町                       | 清水町                       | 清水町                       | 平成18年2月1日 福井市に編入 | 福井市 |
| 丹 生 郡 | 田尻栃谷村   | 田尻栃谷村            | 田尻栃谷村                 | 三方村                     | 三方村                       | 昭和30年7月28日 清水町       | 清水町                       | 清水町                       | 清水町                       | 平成18年2月1日 福井市に編入 | 福井市 |
| 丹 生 郡 | 清水尻村     | 清水尻村              | 清水尻村                   | 三方村                     | 三方村                       | 昭和30年7月28日 清水町       | 清水町                       | 清水町                       | 清水町                       | 平成18年2月1日 福井市に編入 | 福井市 |
| 丹 生 郡 | 猿和田村     | 猿和田村              | 猿和田村                   | 三方村                     | 三方村                       | 昭和30年7月28日 清水町       | 清水町                       | 清水町                       | 清水町                       | 平成18年2月1日 福井市に編入 | 福井市 |
| 丹 生 郡 | 蒲生浦       | 蒲生浦                | 蒲生浦                     | 越廼村                     | 越廼村                       | 昭和27年7月7日 越廼村        | 越廼村                       | 越廼村                       | 越廼村                       | 平成18年2月1日 福井市に編入 | 福井市 |
| 丹 生 郡 | 茱崎浦       | 茱崎浦                | 茱崎浦                     | 越廼村                     | 越廼村                       | 昭和27年7月7日 越廼村        | 越廼村                       | 越廼村                       | 越廼村                       | 平成18年2月1日 福井市に編入 | 福井市 |
| 丹 生 郡 | 大味浦       | 大味浦                | 大味浦                     | 越廼村                     | 越廼村                       | 昭和27年7月7日 越廼村        | 越廼村                       | 越廼村                       | 越廼村                       | 平成18年2月1日 福井市に編入 | 福井市 |
| 丹 生 郡 | 八ツ俣村     | 八ツ俣村              | 八ツ俣村                   | 下岬村                     | 下岬村                       | 昭和27年7月7日 越廼村        | 越廼村                       | 越廼村                       | 越廼村                       | 平成18年2月1日 福井市に編入 | 福井市 |
| 丹 生 郡 | 城有村       | 城有村                | 城有村                     | 下岬村                     | 下岬村                       | 昭和27年7月7日 越廼村        | 越廼村                       | 越廼村                       | 越廼村                       | 平成18年2月1日 福井市に編入 | 福井市 |
| 丹 生 郡 | 居倉浦       | 居倉浦                | 居倉浦                     | 下岬村                     | 下岬村                       | 昭和27年7月7日 越廼村        | 越廼村                       | 越廼村                       | 越廼村                       | 平成18年2月1日 福井市に編入 | 福井市 |
| 丹 生 郡 | 北山村       | 北山村                | 明治17年 改称 浜北山村     | 下岬村                     | 下岬村                       | 昭和27年7月7日 越廼村        | 越廼村                       | 越廼村                       | 越廼村                       | 平成18年2月1日 福井市に編入 | 福井市 |
| 丹 生 郡 | 赤坂村       | 赤坂村                | 赤坂村                     | 下岬村                     | 下岬村                       | 昭和27年7月7日 越廼村        | 越廼村                       | 越廼村                       | 越廼村                       | 平成18年2月1日 福井市に編入 | 福井市 |

## 行政

### 市長
福井市長
- 西行茂（2023年12月23日就任、前福井市副市長、1期目）

歴代首長
- 地方自治法施行以前の歴代市長
  - 初代 鈴木準道 1889年5月27日 - 1895年1月27日
  - 2代 渡辺弘 1895年4月13日 - 1901年7月18日
  - 3代 東郷龍雄 1901年10月8日 - 1907年9月8日
  - 4代 山品捨録 1907年10月8日 - 1921年8月25日
  - 5代 武内徹 1921年6月4日 - 1926年8月18日
  - 6代 永井環 1926年8月29日 - 1930年8月28日
  - 7代 大月斎庵 1930年11月6日 - 1935年1月19日
  - 8代 斎藤直橘 1935年7月2日 - 1941年8月30日
  - 9代 落合慶四郎 1941年9月3日 - 1945年9月2日
  - 10代 熊谷太三郎 1945年10月2日 - 1947年5月1日

- 歴代公選市長
  - 初代 熊谷太三郎（旧法下最後の市長、元福井市会議員） 1947年5月2日 - 1959年5月1日 3期（満了）
  - 2代 坪川信三（前衆議院議員） 1959年5月2日 - 1963年5月1日 1期（満了）
  - 3代 島田博道（医師、元陸軍軍医）1963年5月2日 - 1974年3月24日 3期（死亡）
  - 4代 大武幸夫（前福井市総務部長）1974年5月12日 - 1994年1月28日 5期（死亡）
  - 5代 酒井哲夫（前福井市助役）1994年3月13日 - 2006年3月12日 3期（満了）
  - 6代 坂川優（前福井県議会議員） 2006年3月13日 - 2007年10月30日 1期（辞職）
  - 7代 東村新一（前福井市副市長）2007年12月23日 - 2023年12月22日 4期（満了）

### 市民生活窓口
基本的なサービスの窓口は、市街中心部に位置する市役所本庁舎のほか、市街を取り巻く位置にあり市民課証明係の出先業務を行うサービスセンター4箇所、1959年以降に編入した区域（旧藤岡村を除く）にありサービスセンターの業務内容に加え戸籍や住所の異動届出受理も行う連絡所8箇所の体制となっている。一部の連絡所では、マイナンバーカード、健康保険等事務なども取り扱っている。
- 北サービスセンター（堀ノ宮一丁目、JA福井県西藤島出張所内）
- 西サービスセンター（渕二丁目、Aコープやしろ店敷地内）
- 東サービスセンター（松城町、パリオCITY敷地内）
- 南サービスセンター（花堂南二丁目、ショッピングシティベル内）
- 川西連絡所（砂子坂町、川西コミュニティセンター内：旧川西町）
- 国見連絡所（鮎川町、国見公民館内：旧国見村）
- 殿下連絡所（風尾町、殿下公民館内：旧殿下村）
- 東足羽連絡所（東郷二ケ町、東体育館との合築：旧足羽町）
- 森田連絡所（下森田藤巻町、森田公民館との合築：旧森田町）
- 美山連絡所（美山町、旧美山総合支所庁舎：旧美山町）
- 越廼連絡所（茱崎町、越廼公民館内：旧越廼村）
- 清水連絡所（風巻町、清水健康管理センター内：旧清水町）

### 広域行政
一部事務組合
福井市が加入している一部事務組合（福井県の全市町が加入している団体を除く）。
- 鯖江広域衛生施設組合（越廼・清水地区のみ対象）
- 丹生衛生管理組合（越廼・清水地区のみ対象）
- 福井坂井地区広域市町村圏事務組合 - ごみ処理、計算機、地域振興などの事業

### 市町村合併
平成の大合併に含まれる2006年（平成18年）2月1日、福井市は隣接する足羽郡美山町、丹生郡越廼村・清水町の3町村を編入合併した。
他30市とともに日本最初の市制を施行した1889年（明治22年）当時、平野部の旧福井城下のみであった市域は南東の足羽郡、北東の吉田郡、南西の丹生郡および北西の坂井郡にあった周辺町村との合併による拡大が度重なることで山地や海岸に達し、3町村の編入によって当初の約120倍の面積となっている。また、旧美山町には旧大野郡の地域が含まれているため、3町村編入後の市域には丹生、坂井、吉田、足羽、大野の5郡にあった地域を含むこととなった。

#### 合併決定までの経過
- 2002年（平成14年）10月8日 - 福井市・鯖江市・美山町・越廼村・清水町任意合併協議会開催。
- 2003年（平成15年）6月1日 - 福井市・鯖江市・美山町・越廼村・清水町合併協議会設置。2005年2月1日に5市町村が合併し、現在の福井市役所を新市役所とする「福井市」（人口約33万人）を新設する方向で検討された。
- 2004年（平成16年）6月30日 - 福井市・鯖江市・美山町・越廼村・清水町合併協議会解散。当時の鯖江市長が示した自治権強化に折り合いが付かず、同市の協議離脱により白紙となった。
- 2004年（平成16年）11月22日 - 福井市、美山町、越廼村、清水町の4市町村による福井圏域合併協議会を設置。2006年2月1日に3町村を廃し福井市へ編入の方針。
- 2005年（平成17年）2月25日 - 合併協定調印、翌月各市町村議会可決。
- 2005年（平成17年）7月5日 - 福井県議会可決。
- 2005年（平成17年）8月29日 - 総務大臣告示。

#### 編入区域の主な取扱
- 旧町村の役場をそれぞれ総合支所（5課体制の部組織）とし、窓口業務など住民に密接なサービスを維持。なお総合支所はいずれも合併から15年を経過した2021年4月1日に廃止のうえ、市民生活部の出先機関である連絡所へ移行、うち越廼並びに清水の両連絡所は旧総合支所庁舎の近隣に別途ある市施設への設置となった。
- 3つの地域審議会を合併後原則10年間設置。2015年度末をもって廃止。
- 編入区域の地名は、原則として従前の大字名に「町」を付した名称となった。例外として「丁目」の区域は従前通りの名称、旧字体漢字を用いている大字は新字体の町名に変更、従前の福井市域にある町名と重複する大字には旧町名・地区名または方角を冠した町名となっている（越廼村は3市町との大字名重複や丁目区域がなく「町」付加のみ）。なお、美山町役場（現・美山連絡所）所在地の同町朝谷島では、地名に「美山」の文字を残す地元合意が行なわれた結果、福井市美山町へ変更となった。また従前の福井市の「大宮（一 - 六丁目）」と旧美山町大宮の「大宮町」が併存することとなった。
- 旧町村議会の議員は合併時に失職。市議会では従来からの議員任期と同じ2007年5月まで定数3増、編入した各地区を選挙区とし、2006年3月5日にそれぞれ1名を選出する増員選挙を実施（市全域において任期満了の迫る市長の選挙、及び合併前の市域において欠員のあった市議会議員の補欠選挙も同日実施）。次期選挙（2007年4月22日実施）で議員定数を合併前の36に戻し、市全域を一選挙区とした。

### 姉妹都市・提携都市

#### 国外
姉妹都市
- ニューブランズウィック市（アメリカ合衆国 ニュージャージー州）
  - 1982年（昭和57年）5月 - 姉妹都市提携

- フラトン市（アメリカ合衆国 カリフォルニア州）
  - 1989年（平成元年）11月 - 姉妹都市提携

提携都市
- 杭州市（中華人民共和国 浙江省）
  - 1989年（平成元年）11月 - 友好都市提携

-  水原市（大韓民国 京畿道）
  - 2001年（平成13年）12月 - 友好都市提携

#### 国内
姉妹都市
- 熊本市（九州地方 熊本県）
  - 1994年（平成6年）11月 - 姉妹都市提携

提携都市
- 結城市（関東地方 茨城県）
  - 2002年（平成14年）4月 - 友好都市提携

### その他
- スロベニア共和国
  - 2022年（令和4年）10月 - 市内に在福井名誉領事館を設置。2020年東京オリンピック（2021年開催）で同国男子バスケットボール代表のホストタウンとなったことがきっかけ。
  - 以後市と同国、並びにクラン市の間の交流事業が増えている。

## 議会

### 県議会
- 定数：12人
- 選挙区：福井市選挙区
- 任期：2023年4月30日 - 2027年4月29日

| 議員名     | 会派名       | 備考             |
| ---------- | ------------ | ---------------- |
| 清水智信   | 自民党県政会 |                  |
| 野田哲生   | 民主・みらい | 党籍は立憲民主党 |
| 西本恵一   | 公明党       |                  |
| 中村綾菜   | 無所属       |                  |
| 松田泰典   | 自民党県政会 |                  |
| 渡辺大輔   | 民主・みらい | 党籍は無所属     |
| 福野大輔   | 無所属       |                  |
| 畑孝幸     | 自民党県政会 |                  |
| 長田光広   | 自民党県政会 |                  |
| 大森哲男   | 自民党県政会 |                  |
| 山浦光一郎 | 自民党県政会 |                  |
| 藤本一希   | 参政党福井   |                  |

### 衆議院
- 選挙区：福井1区（福井市、大野市、勝山市、あわら市、坂井市、吉田郡）
- 投票日：2021年10月31日
- 当日有権者数：375,210人
- 投票率：56.82％

| 当落 | 候補者名 | 年齢 | 所属党派   | 新旧別 | 得票数    | 重複 |
| ---- | -------- | ---- | ---------- | ------ | --------- | ---- |
| 当   | 稲田朋美 | 62   | 自由民主党 | 前     | 136,171票 | ○    |
|      | 野田富久 | 74   | 立憲民主党 | 新     | 71,845票  | ○    |

## 国家機関

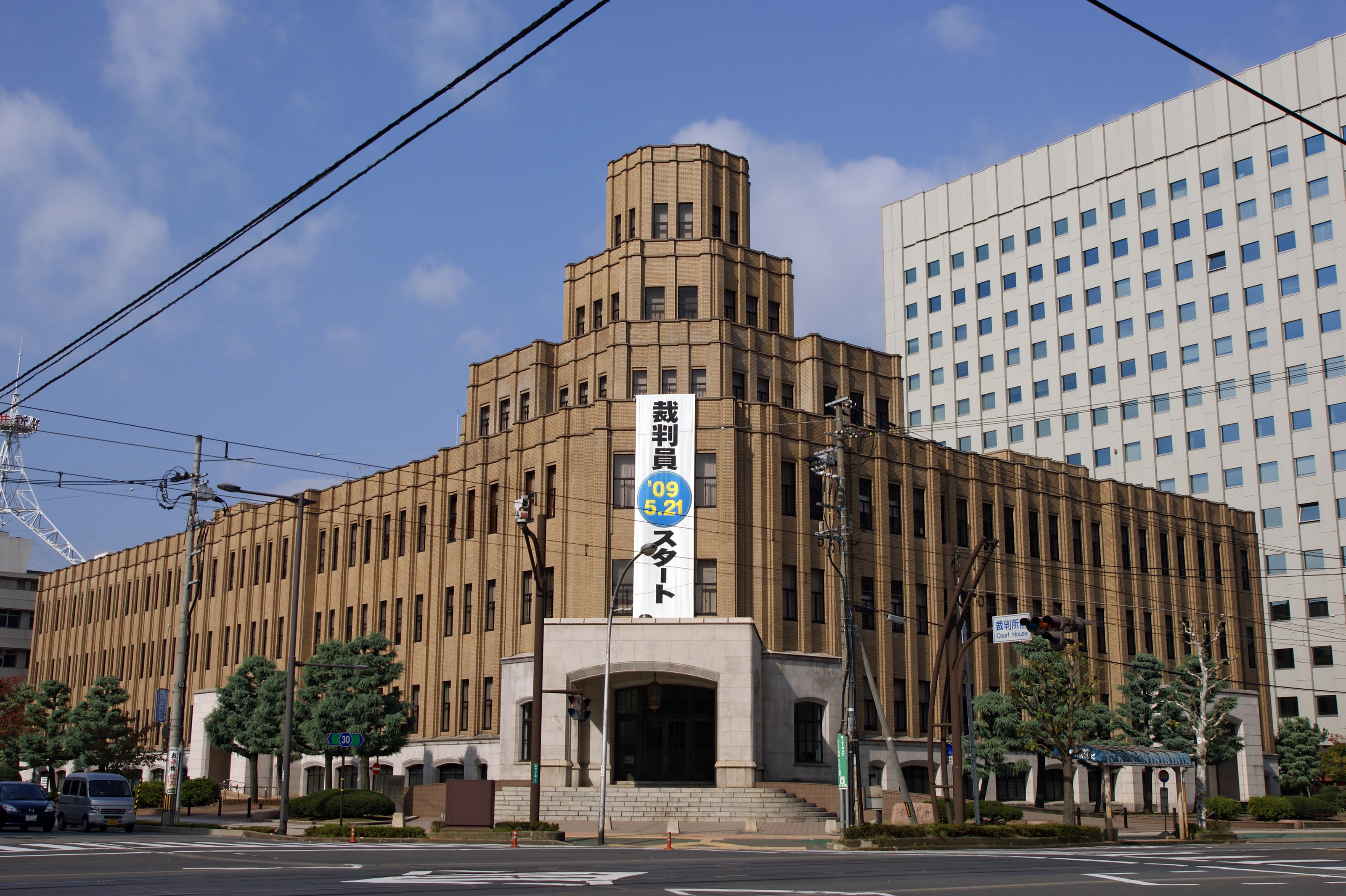
福井地方裁判所本庁（手前）と福井春山合同庁舎

### 官公庁
- 裁判所 - 福井地方裁判所、福井家庭裁判所、福井簡易裁判所、福井検察審査会
- 内閣府 - 警察庁中部管区警察局福井県情報通信部
- 総務省 - 近畿管区行政評価局福井行政監視行政相談センター
- 法務省
  - 福井地方検察庁、福井区検察庁、大野区検察庁
  - 福井地方法務局
  - 福井刑務所、名古屋少年鑑別所福井少年鑑別支所（法務少年支援センターふくい）
  - 福井保護観察所
  - 出入国在留管理庁名古屋出入国在留管理局福井出張所
  - 公安調査庁中部公安調査局金沢公安調査事務所福井駐在官室
- 財務省
  - 北陸財務局福井財務事務所
  - 大阪税関敦賀税関支署福井出張所
  - 国税庁金沢国税局 - 業務センター福井分室、福井税務署
- 厚生労働省
  - 近畿厚生局福井事務所
  - 福井労働局
    - 福井労働基準監督署、福井公共職業安定所（ハローワーク福井）
- 農林水産省
  - 北陸農政局福井県拠点
  - 林野庁近畿中国森林管理局福井森林管理署
- 国土交通省
  - 近畿地方整備局福井河川国道事務所
    - 福井国道維持出張所

  - 近畿地方整備局足羽川ダム工事事務所
  - 中部運輸局福井運輸支局（海事部門のみ敦賀市）
  - 気象庁福井地方気象台
- 防衛省
  - 自衛隊福井地方協力本部
    - 福井募集案内所

### 独立行政法人
（研）は国立研究開発法人、他は中期目標管理法人。
- 日本司法支援センター法テラス福井
- （研）日本原子力研究開発機構地域共生室福井事務所
- 労働者健康安全機構福井産業保健総合支援センター
- 勤労者退職金共済機構 - 建設業退職金共済福井県支部、林業退職金共済福井県支部
- 高齢・障害・求職者雇用支援機構福井支部福井障害者職業センター
- （研）森林研究・整備機構近畿北陸整備局福井水源林整備事務所
- （研）産業技術総合研究所関西センター福井サイト
- 日本貿易振興機構福井貿易情報センター
- エネルギー・金属鉱物資源機構福井国家石油備蓄基地事務所
- 自動車技術総合機構中部検査部福井事務所
- 鉄道建設・運輸施設整備支援機構北陸新幹線建設局福井事務所
- 自動車事故対策機構福井支所

## 施設

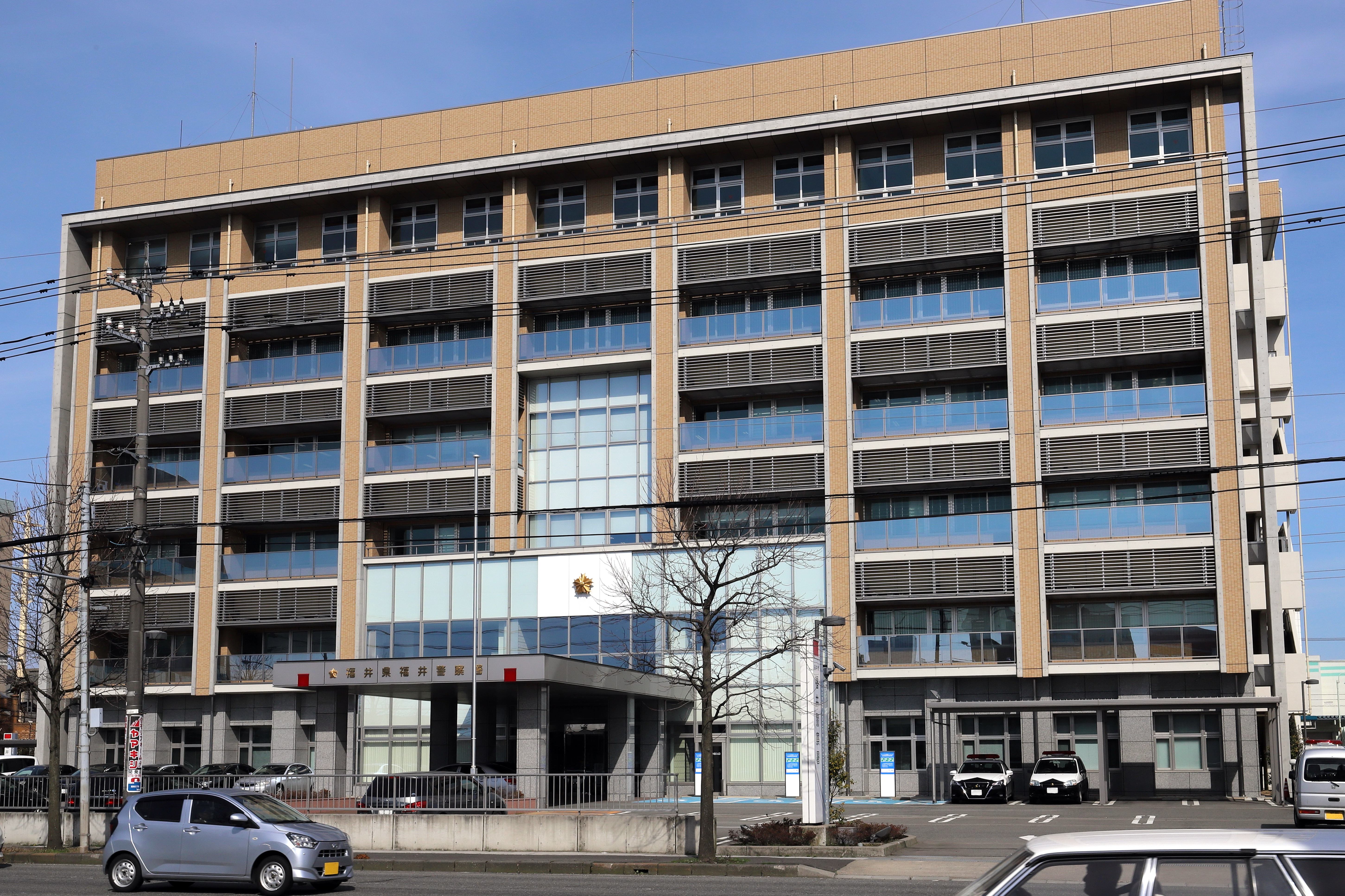
福井警察署

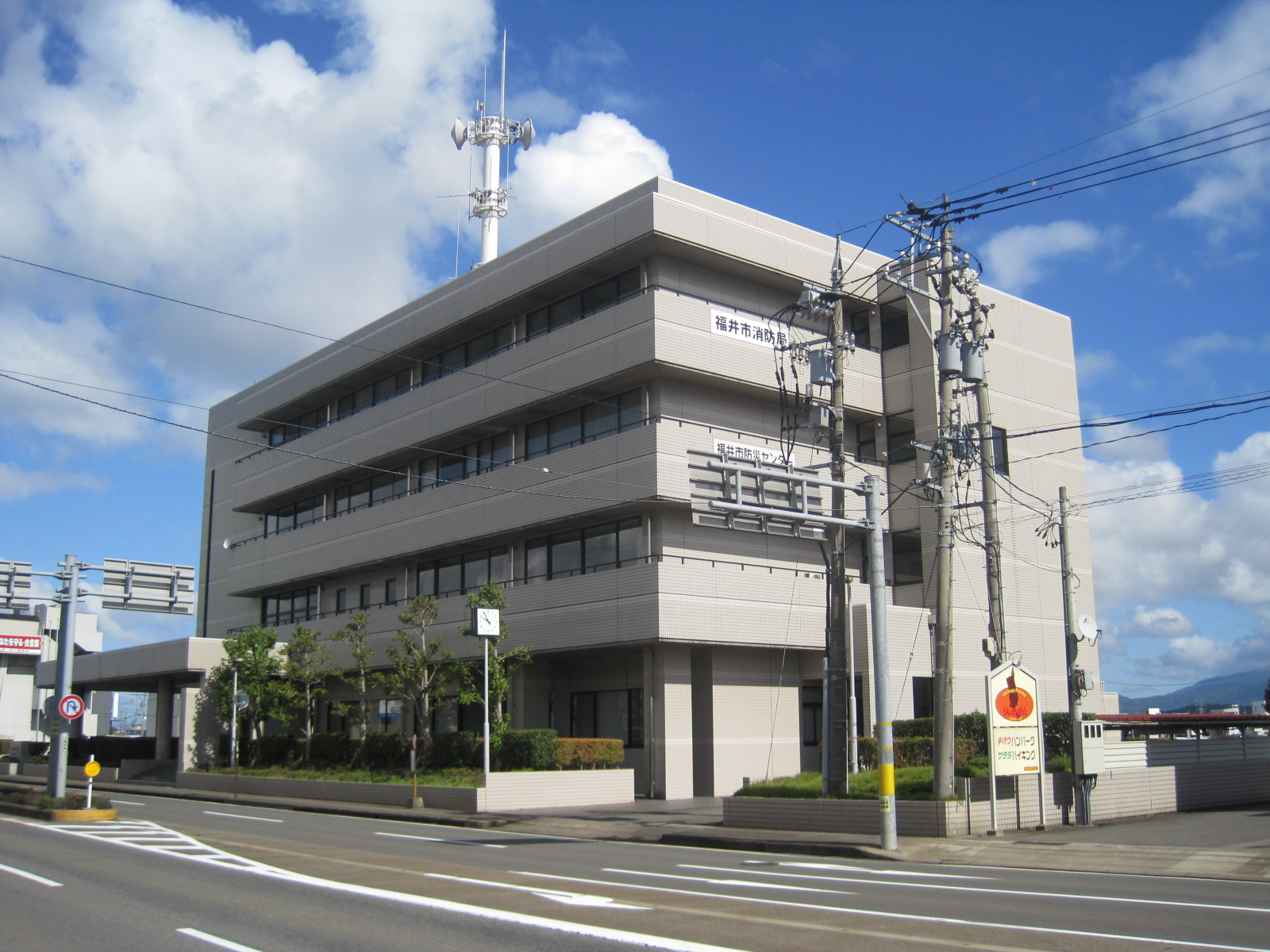
福井市消防局

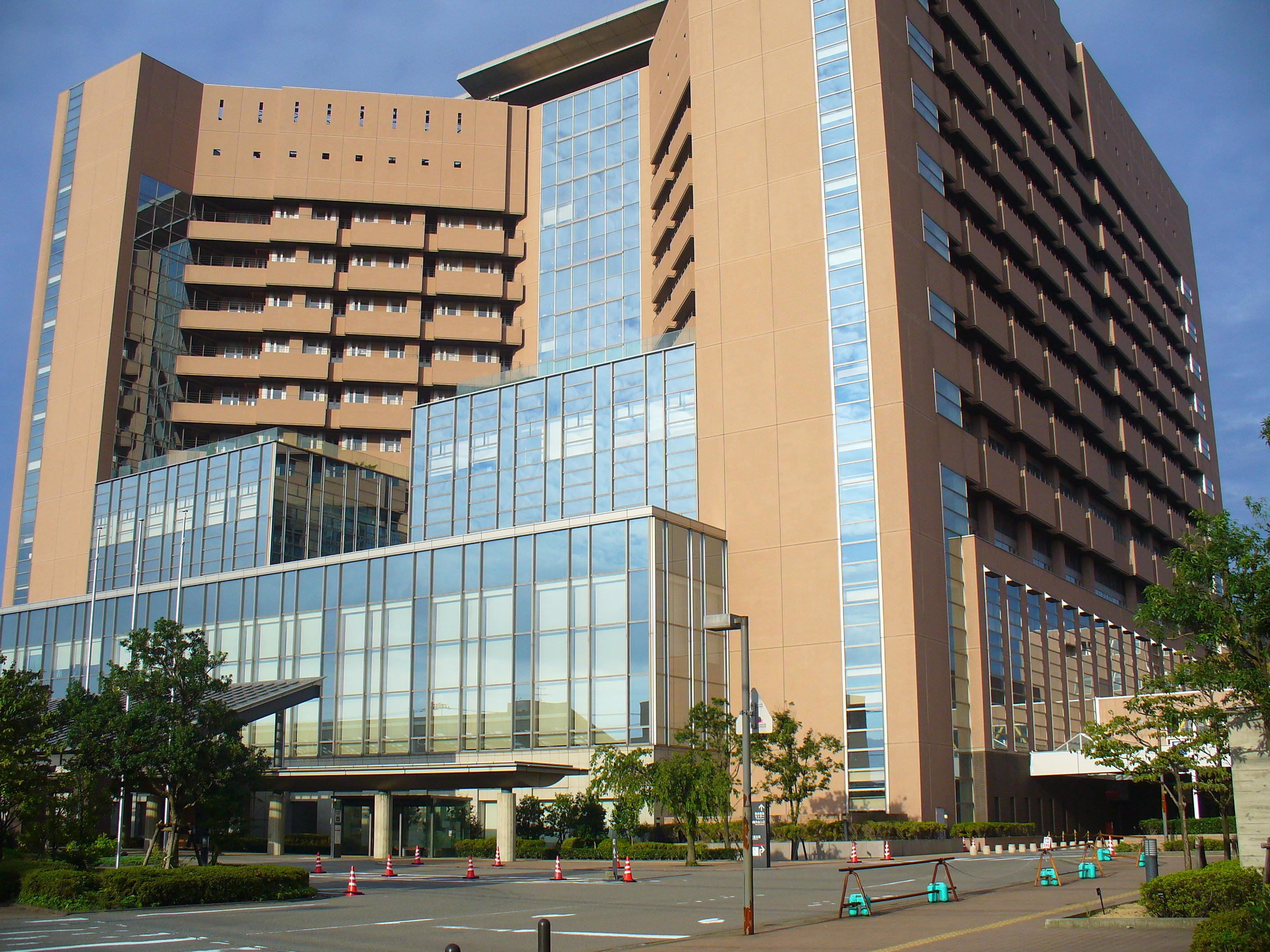
福井県立病院

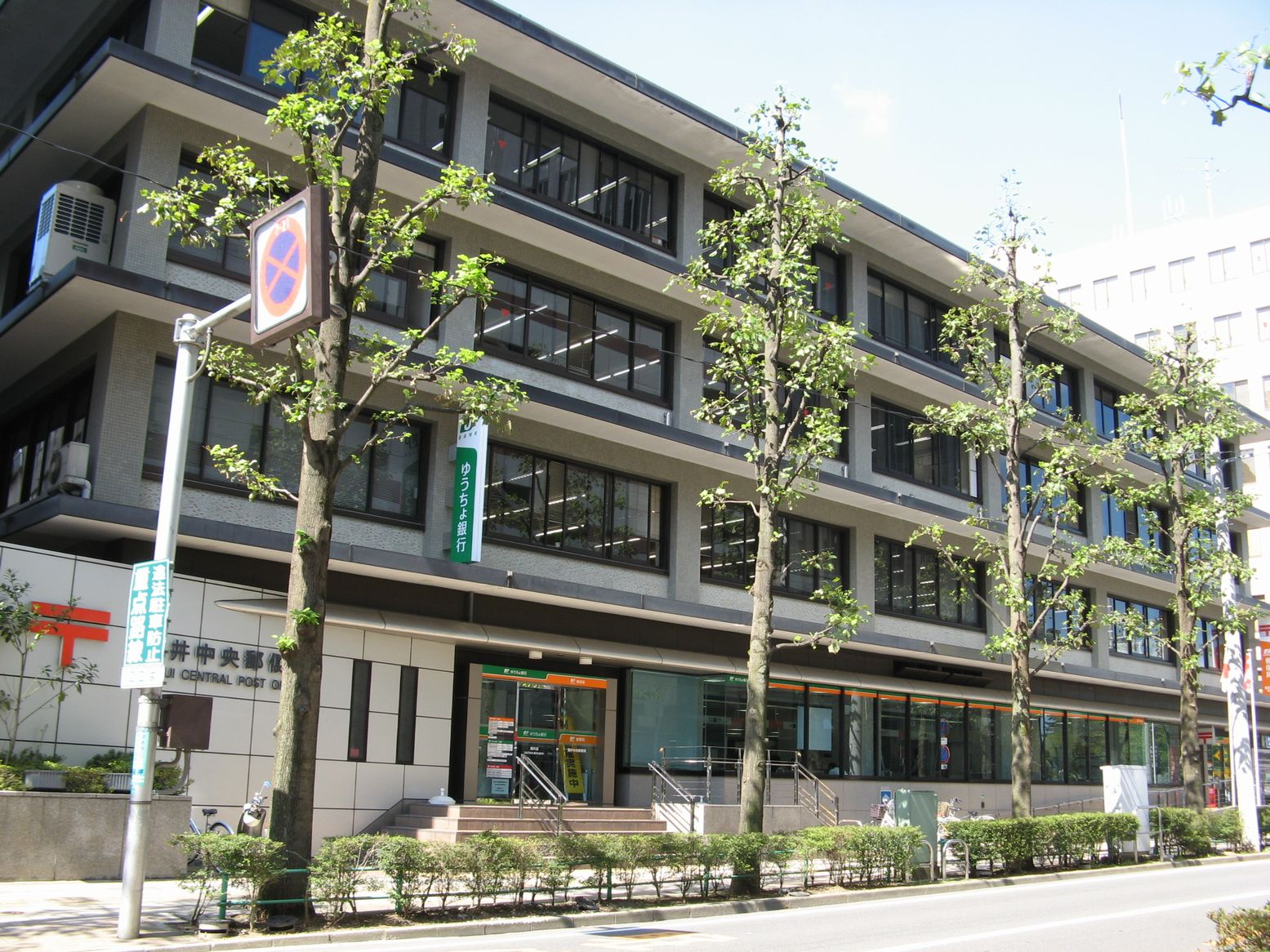
福井中央郵便局

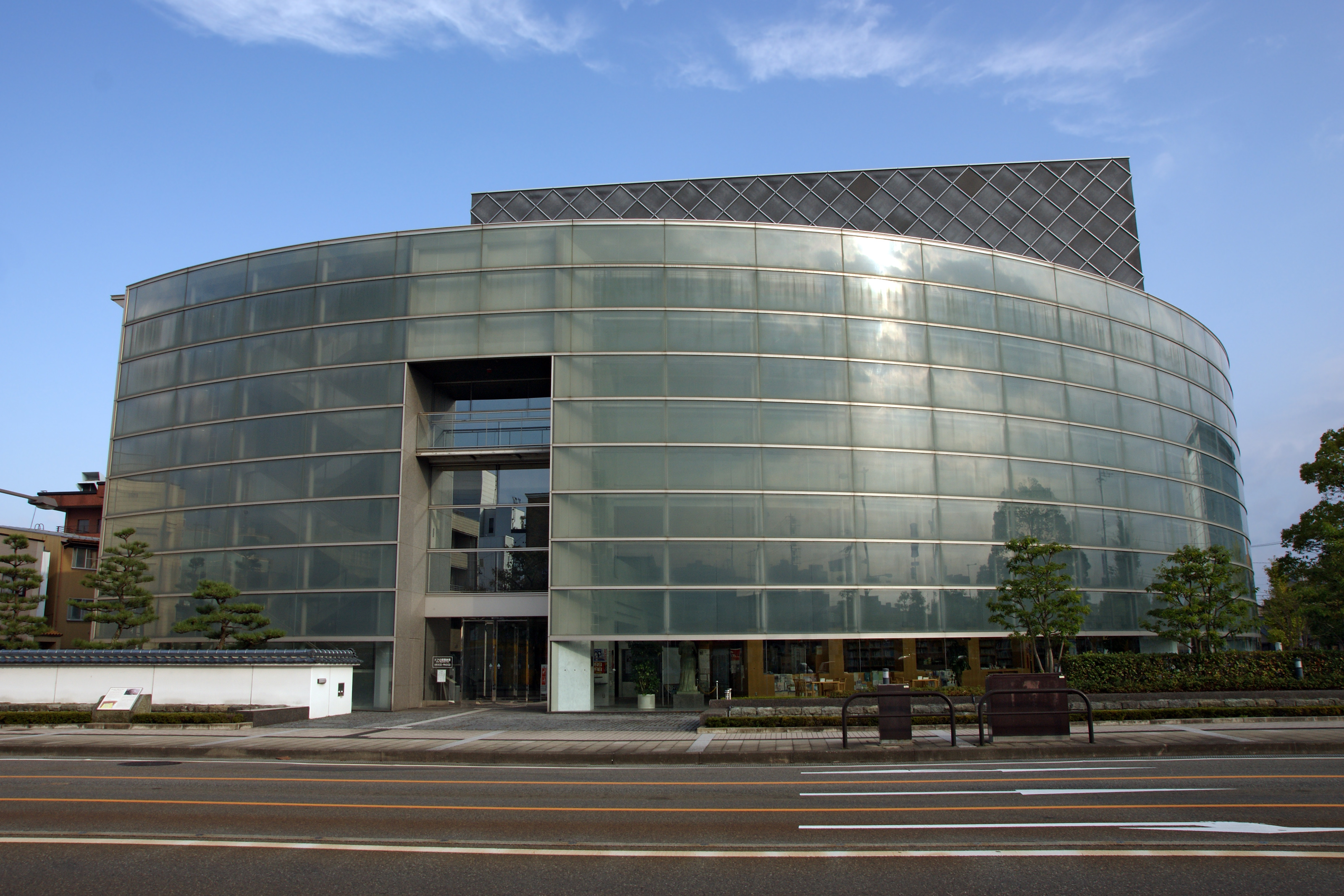
福井県国際交流会館

### 警察
本部
- 福井県警察

警察署
- 福井警察署（開発五丁目） - 概ね足羽川〜日野川〜九頭竜川の右岸部及び美山地区を管轄
- 福井南警察署（江守中町） - 美山地区を除き概ね足羽川〜日野川〜九頭竜川の左岸部を管轄。ただし市北西端にある福井臨海工業地帯の区域は坂井西警察署（坂井市三国町）の管轄。

### 消防
本部
- 福井市消防局

消防署
- 中消防署（松本四丁目） - 九頭竜ブロック及び春山、宝永、順化、松本、日新、湊、東安居、安居、一光地区
- 南消防署（花堂中一丁目） - 木田、豊、足羽、清明、社南、社北、社西、麻生津、文殊、上文殊、清水地区
- 東消防署（和田東二丁目） - あずまブロック及び日之出、旭、酒生、一乗、東郷、六条、美山地区
- 臨海消防署（西畑町） - 川西ブロック及び殿下、越廼地区

### 医療
主な医療機関
選定療養費を徴収できる病床数200以上の医療機関を病床数の多い順に列挙した。
- 福井県立病院（四ツ井二丁目）
- 福井赤十字病院（月見二丁目）
- 福井県済生会病院（和田中町）
- 福井総合病院（江上町）
- 松原病院（文京二丁目）
- 福井病院（江上町、精神科単科）
- 福井厚生病院（下六条町）

### 郵便局
集配郵便局名（所在地など）：郵便番号、集配区域の順（太字は所在地付近の郵便番号）。なお、郵便番号簿に掲載されていない市内地名の郵便番号は918-0000である。
主な郵便局
- 福井中央郵便局（大手三丁目）：910-00xx,910-01xx,910-08xx,910-31xx,910-32xx,910-8xxx : 概ね足羽川以北かつ国道8号以西全域および以東北部、ならびに大安寺・宮ノ下・鶉・棗・本郷地区
- 鷹巣郵便局（浜住町）：910-33xx 鷹巣地区
- 国見郵便局（鮎川町）：910-34xx 国見地区
- 福井南郵便局（板垣四丁目）：910-21xx,910-35xx,910-36xx,918-8xxx,919-03xx : 概ね足羽川以南、および足羽川以北かつ国道8号以東の南部、ならびに西安居・一光・殿下・越廼・清水地区
  - 上二桁が91ではじまる福井県全域（あわら市吉崎を除く）を受け持つ統括局である。

- 上宇坂郵便局（境寺町）：910-22xx,910-23xx,910-24xx 美山地区

### 図書館
主な図書館
- 福井県立図書館
- 福井市立図書館
- 福井市立みどり図書館
- 福井市立桜木図書館
- 福井市立美山図書館
- 福井市立清水図書館

### 交流施設
- 福井県立音楽堂
- フェニックス・プラザ
- AOSSA（福井県県民ホール）
- 福井県国際交流会館
- 福井県産業会館

### 文化施設
博物館・美術館など
- 福井県立歴史博物館
- 福井県立一乗谷朝倉氏遺跡博物館
- 福井県立こども歴史文化館
- 福井市立郷土歴史博物館
- 福井市自然史博物館
- 福井市グリフィス記念館
- おさごえ民家園
- 福井県立美術館
- 福井市美術館
- 福井市愛宕坂茶道美術館
- 越前ふくい美術館
- ふくい藤田美術館
- 福井市橘曙覧記念文学館
- 福井市水道記念館

### 運動施設
- 福井運動公園（福町） - 福井運動公園陸上競技場（9.98スタジアム）、福井県営球場、福井県営体育館 など
- ふくい健康の森（真栗町）
- 福井市スポーツ公園（安田町） - 福井市スポーツ公園野球場 など
- 福井市体育館（松本四丁目）
- 福井県立武道館（三ツ屋町）
- 福井県立馬術競技場（福井ホースパーク、海老助町）
- 福井県立ライフル射撃場（杉谷町）
- 福井県立アーチェリー・クライミングセンター（合谷町）

## 経済

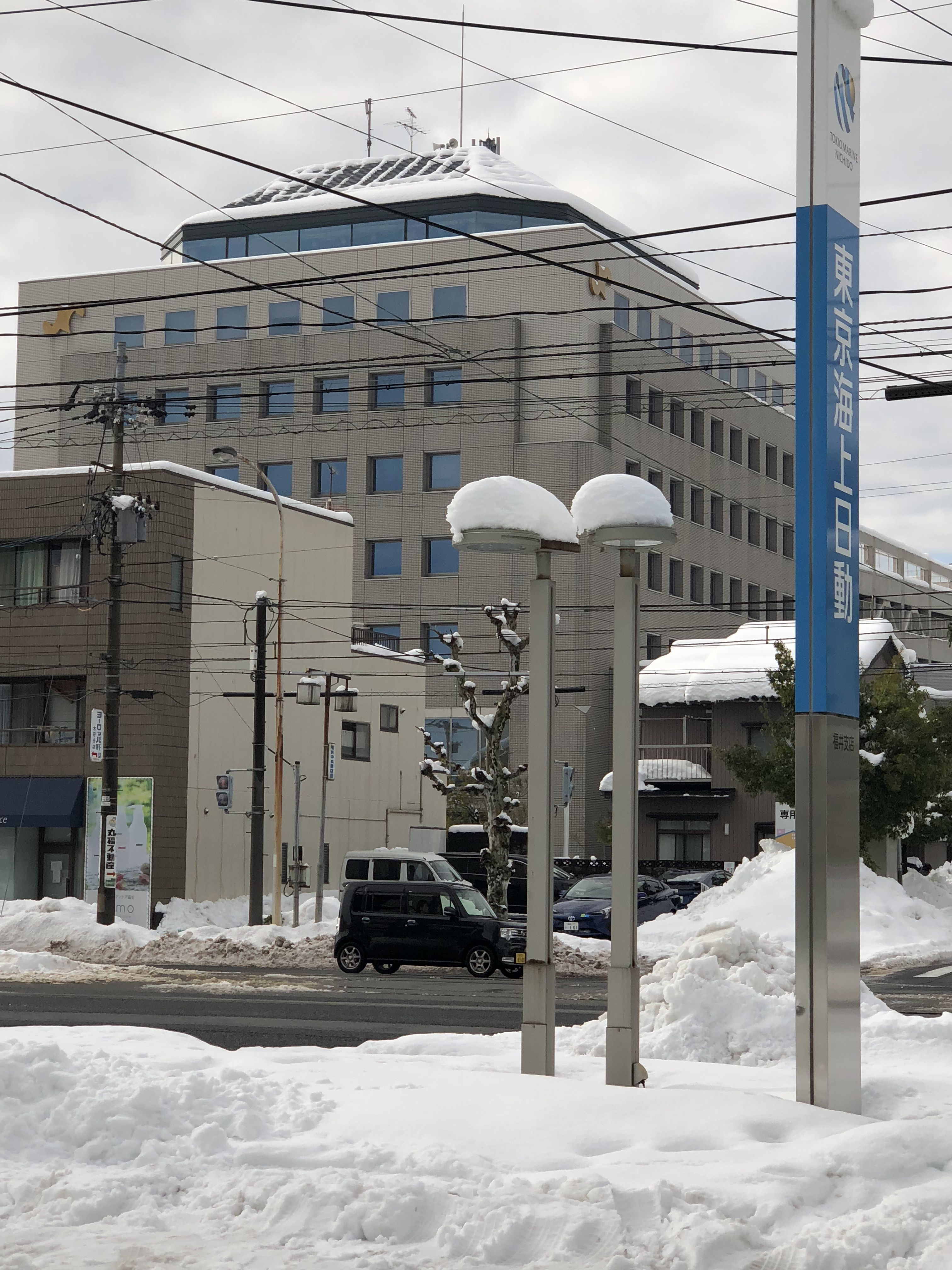
福井商工会議所

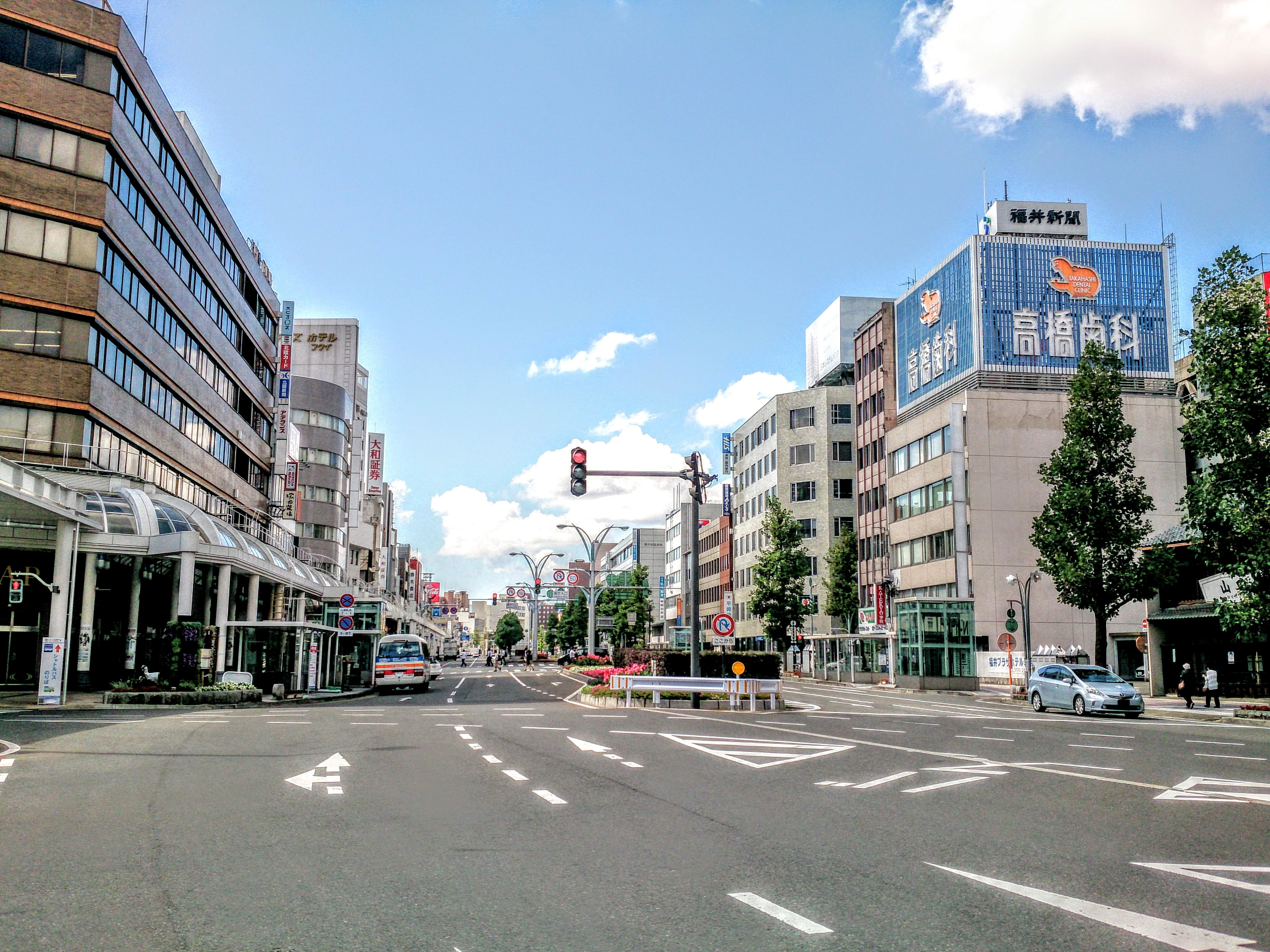
福井駅前大通

産業人口（2015年国勢調査）
- 第一次産業： 2,824人
- 第二次産業： 32,932人
- 第三次産業： 90,375人

主な産業
繊維産業が盛ん。最近では化学工業も盛んになってきている。

### 商工会議所
商工会議所
- 福井商工会議所（西木田二丁目）

商工会
- 福井北商工会（下森田町） - 森田、河合、宮ノ下、鶉、棗、鷹巣地区
- 福井東商工会（東郷二ケ町） - 東藤島、岡保、東足羽、美山、麻生津地区
- 福井西商工会（小羽町） - 国見、越廼、殿下、清水地区

### 第一次産業

#### 農業
農業協同組合
- 福井県農業協同組合（大手三丁目）
- 三里浜特産農業協同組合（坂井市三国町黒目） - 棗地区におけるラッキョウ、スイカなどの特定品目対象。

#### 林業
森林組合
- 福井森林組合（文京六丁目）
- 美山町森林組合（美山町） - 美山地区
- 越前福井森林組合（越前市高瀬一丁目） - 越廼、清水地区

#### 漁業
主な漁港
- 鷹巣漁港
- 長橋漁港
- 菅生漁港
- 鮎川漁港
- 白浜（国見）漁港
- 大丹生漁港
- 大味漁港
- 茱崎漁港
- 居倉漁港

漁業協同組合
- 福井市漁業協同組合（浜住町）
- 越廼漁業協同組合（茱崎町） - 越廼地区
- 九頭竜川中部漁業協同組合（吉田郡永平寺町松岡葵一丁目）
- 足羽川漁業協同組合（市波町）

### 第二次産業

#### 工業
- 化学工業

主な工業地域
- 福井臨海工業地帯

### 第三次産業

#### 商業
郊外立地の商業施設が目立つが、1977年11月市街地北部に開業した施設ショッピングタウンピアは大手スーパーマーケットジャスコと、70を超える地元専門店が同居する福井方式と呼ばれ、その後の全国各地の大型商業施設設立に影響を与えた。なお同施設は近隣に同種の施設が誕生するなどして業績が悪化、2003年5月に閉鎖となっている。百貨店は駅前の西武福井店（旧だるまや西武）のみである。
現在市内にある主なショッピングセンター、大型スーパーは以下の通りである。
主な商業施設
- パン・パシフィック・インターナショナル系
  - フェアモール福井（大和田二丁目：アピタ福井大和田店・エルパ）
  - MEGAドン・キホーテUNY福井店（飯塚町：旧アピタ福井店）

- ヤスサキ系
  - パワーシティフクイワイプラザ（新保北一丁目）
  - パリオCITY（松城町）
  - ワイプラザ福井南店（羽水二丁目）

- 平和堂系
  - ショッピングシティベル（花堂南二丁目：ベル、アル・プラザベル）
  - フレンドタウン福井（西開発二丁目）

- イオン系
  - そよら福井開発（西開発三丁目）

- その他
  - PLANT-3清水店（三留町）
  - パワーセンターワッセ（久喜津町：バロー久喜津店など、個別建造店舗の集合施設）
  - ライフガーデン福井南（下河北町）

- 順化（片町）は北陸地方の代表的歓楽街の一つである。

### 金融機関
福井市に本店（※印）、または支店を置く金融機関（農協、信漁連、郵便局会社、保険会社を除く）
| - 政策金融機関 - 商工組合中央金庫 - 日本政策金融公庫 | - 郵便貯金銀行 - ゆうちょ銀行 | - 都市銀行 - みずほ銀行 - 三井住友銀行 | - 地方銀行 - 福井銀行※ - 北陸銀行 - 北國銀行 | - 第二地方銀行 - 福邦銀行※ | - 信託銀行 - 三井住友信託銀行 |

| - 信用金庫 - 福井信用金庫※ - 越前信用金庫 | - 労働金庫 - 北陸労働金庫 | - 信用協同組合 - 福井県医師信用組合※ - 福泉信用組合※ - イオ信用組合 - 横浜幸銀信用組合 | - 証券会社 - 益茂証券※ - 三津井証券※ - 今村証券 - 岩井コスモ証券 - SMBC日興証券 - 大和証券 - ほくほくTT証券 - みずほ証券 |

このほか、日本銀行が事務所を、セブン銀行がATM（福井銀行との提携による支店外機の置換、セブン-イレブン店内の出張所）を、ローソン銀行がATM（ローソン店内の出張所）、福井銀行は野村證券との提携による証券相談店舗をそれぞれ設置している。

### 拠点を置く企業

#### 株式上場企業など
以下の株式上場企業11社が、福井市に本社または登記上の本店を置いている。
- KYCOMホールディングス（東S・9685）
- 熊谷組（東P・1861）
- セーレン（東P・3569）
- 田中化学研究所（東S・4080）
- 日華化学（東P、名P・4463）
- 福井銀行（東P・8362）
- 福井コンピュータホールディングス（東P・9790）
- フクビ化学工業（東S、名M・7871）
- 三谷商事（東S・8066）
- 三谷セキサン（東S・5273）
- ユニフォームネクスト（東G・3566）

上記以外にニューリアルプロパティ、福井放送、福邦銀行の株式非公開3社が北陸財務局における有価証券報告書の公衆縦覧対象企業となっているほか、福井市を創業地としている上場企業には、アトム、飛島建設、PLANT、前田建設工業、山善がある。

## 生活基盤

### ライフライン

#### 電力
- 北陸電力送配電（60Hz）

#### ガス
- 福井都市ガス（13A） - 概ね国道8号以西の市街地

#### 上下水道
- 福井市企業局

#### 有線電気通信
- NTT西日本
- 福井ケーブルテレビ

市外局番
福井市の市外局番は0776となっており、市内及びあわら市、坂井市、吉田郡永平寺町との通話には市外局番不要、かつ市内通話料金適用。
また美山地区の市外局番は福井市への編入時点では07797であったが、2007年（平成19年）4月1日に市内他地区などが使用してきた0776へ統合され、それまで市内通話料金であった大野市・勝山市（市外局番0779）との通話は、隣接区域通話料金適用となった。
現時点では市内局番3桁化になる予定はないが、NTTによれば、もし3桁化された場合は(077)6xx-ooooと、一桁繰り上がる形となる。市外局番077は滋賀県の大津市、草津市などの京都近郊で使用されているが、MAが異なるため、3桁化されても滋賀県の077エリアとの間での通話はこれまで通り077からダイヤルすることとなる。
隣の丹生郡は基本的に0778だったが、後に福井市と合併する清水町と越廼村だけは、なぜか福井市と同じ0776だった。
市内局番
以下に市内局番を示す。ただし、境界付近において地理的条件などから隣接地区の市内局番であったり、番号ポータビリティ利用による電話会社の相違が生じるなど、これと異なる場所も一部ある。
- 西日本電信電話（NTT西日本）
  - 足羽川以北・九頭竜川以南・北陸本線以西と北陸本線以東は国道8号以西が県道吉野福井線以南、国道8号以東北陸道以西は荒川以南 20-30,37（福井交換局）
  - 足羽川以南・国道8号以西、江端川以北 32-36,43,84,88（福井南交換局）
  - 西安居・一光地区 37
  - 麻生津・文殊地区 38,39
  - 六条・酒生・東郷・上文殊地区 41（足羽交換局）
  - 一乗谷地区 43
  - 九頭竜川以南で北陸本線以東・県道吉野福井線以北（国道8号以東は荒川以北） 52-54,57（福井東交換局）
  - 河合地区 55
  - 森田地区 56
  - 大安寺・宮ノ下地区 59
  - 鶉・本郷地区 83
  - 棗地区 85
  - 鷹巣地区 86,87
  - 国見地区 88
  - 越廼地区 89
  - 上宇坂・羽生・下味見地区 90（福井美山交換局）
  - 上味見地区 93
  - 下宇坂・芦見地区 96（市波交換局）
  - 殿下地区 97
  - 清水地区 98
  - ひかり電話 50,60

- NTTコミュニケーションズ 31
- KDDI 65,76,80
- ソフトバンク 84,91,92,95
- 楽天コミュニケーションズ 94
- （空き番号 40,42,44-49,62,69-71,99）

近年では福井市内中心部でも本来は永平寺町で使われている63や、越廼地区で使われている89など、局番の不足による周辺区域の番号が使われている。

NTT西日本による級局区分は、2級局である。

## 教育

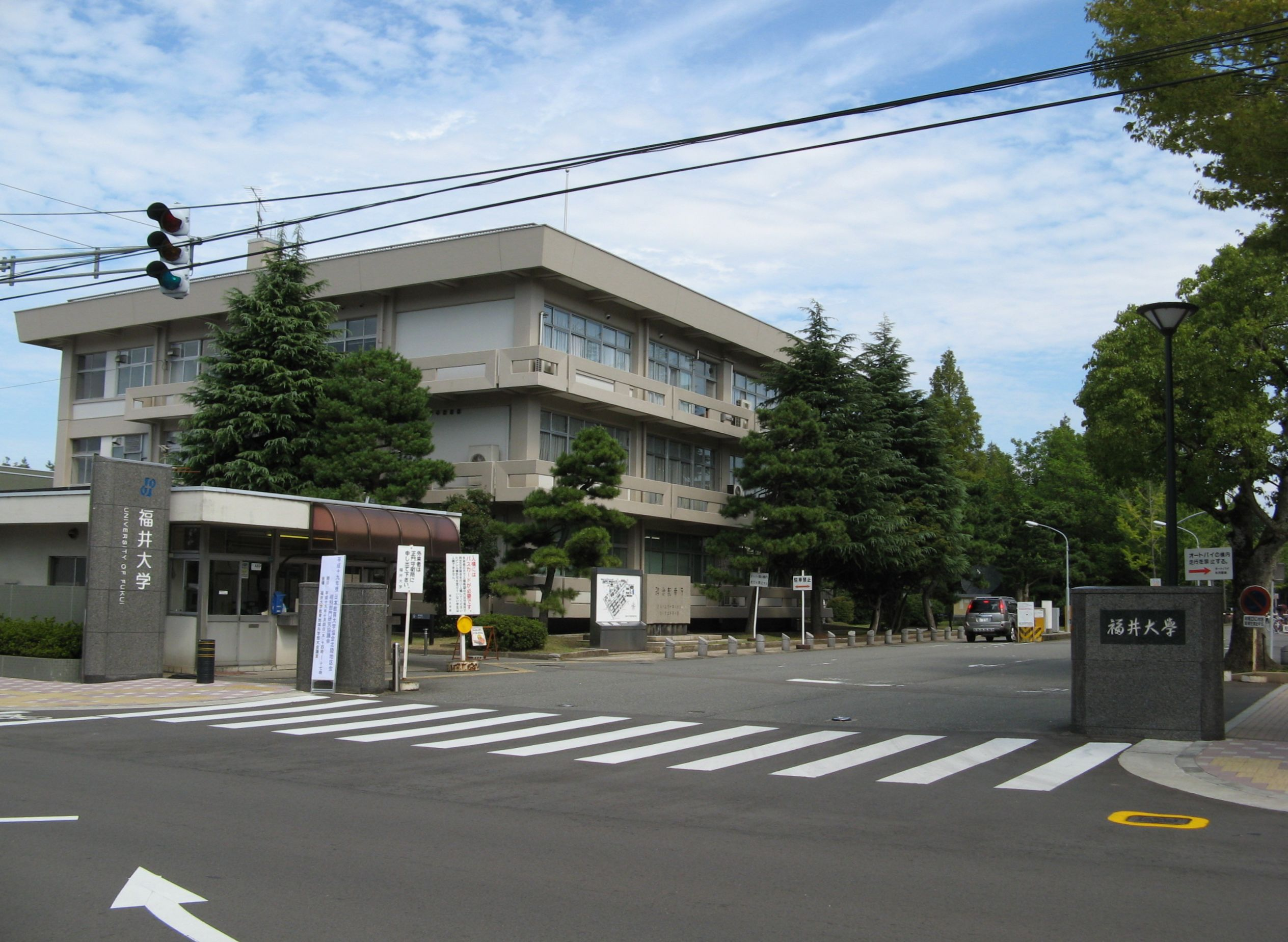
福井大学

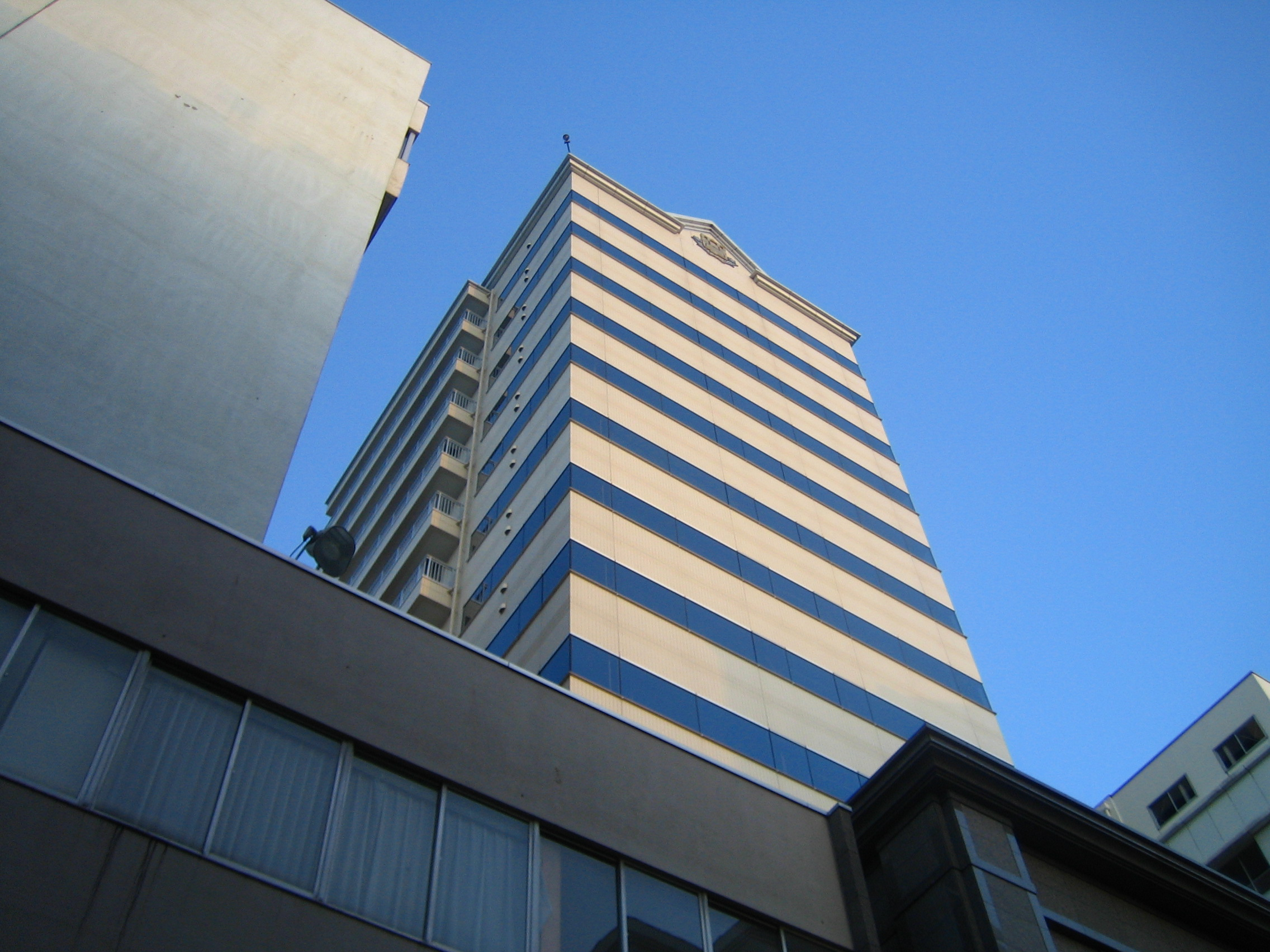
福井工業大学

### 大学
国立
- 福井大学 本部・文京キャンパス

私立
- 仁愛大学
- 星槎大学 福井学習センター
- 福井医療大学
- 福井工業大学 本部・福井キャンパス
- 放送大学 福井学習センター

### 短期大学
私立
- 仁愛女子短期大学

### 専修学校
※は高度専門課程設置校
- 福井県立看護専門学校

- 大原学園福井校
  - 大原スポーツ医療保育福祉専門学校
  - 大原簿記法律専門学校福井校
  - 福井情報ITクリエイター専門学校
  - 福井ホテルトラベル専門学校

- 金井学園
  - 福井県医療福祉専門学校
  - L`ecole des gourmands Fukui

- 専門学校デザイン・ラボ フクイ
- 専門学校福井文化服装学院※
- 福井市医師会看護専門学校
- 福井歯科専門学校

### 高等学校
- 福井県立足羽高等学校
- 福井県立羽水高等学校
- 福井県立科学技術高等学校
- 福井県立高志高等学校※中高併設
- 福井県立福井商業高等学校
- 福井県立福井農林高等学校
- 福井県立藤島高等学校
- 福井県立道守高等学校（定時制）
- 啓新高等学校
- 仁愛女子高等学校
- 福井工業大学附属福井高等学校※中高併設
- 福井南高等学校
- 北陸高等学校※中高併設

### 義務教育学校
- 福井大学教育学部附属義務教育学校

### 中学校
- 福井県立高志中学校※中高併設
- 福井市明倫中学校
- 福井市明道中学校
- 福井市進明中学校
- 福井市藤島中学校
- 福井市光陽中学校
- 福井市社中学校
- 福井市至民中学校※特認校
- 福井市足羽中学校
- 福井市足羽第一中学校
- 福井市大東中学校
- 福井市成和中学校
- 福井市灯明寺中学校
- 福井市森田中学校
- 福井市安居中学校
- 福井市川西中学校
- 福井市国見中学校
- 福井市大安寺中学校
- 福井市鷹巣中学校
- 福井市棗中学校
- 福井市美山中学校
- 福井市越廼中学校
- 福井市清水中学校
- 福井市杉坂中学校
- 福井工業大学附属福井中学校※中高併設
- 北陸中学校※中高併設

### 小学校
- 福井市木田小学校
- 福井市豊小学校
- 福井市足羽小学校
- 福井市東安居小学校
- 福井市湊小学校
- 福井市春山小学校
- 福井市順化小学校
- 福井市宝永小学校
- 福井市松本小学校
- 福井市日之出小学校
- 福井市旭小学校
- 福井市和田小学校
- 福井市円山小学校
- 福井市啓蒙小学校
- 福井市西藤島小学校
- 福井市社北小学校
- 福井市社西小学校
- 福井市社南小学校
- 福井市安居小学校
- 福井市中藤小学校
- 福井市大安寺小学校
- 福井市河合小学校
- 福井市麻生津小学校
- 福井市国見小学校
- 福井市岡保小学校
- 福井市東藤島小学校
- 福井市殿下小学校
- 福井市鶉小学校
- 福井市本郷小学校
- 福井市棗小学校
- 福井市鷹巣小学校
- 福井市長橋小学校
- 福井市高須城小学校（現在休校）
- 福井市森田小学校
- 福井市明新小学校
- 福井市酒生小学校
- 福井市一乗小学校
- 福井市上文殊小学校
- 福井市六条小学校
- 福井市文殊小学校
- 福井市東郷小学校
- 福井市日新小学校
- 福井市清明小学校
- 福井市下宇坂小学校
- 福井市立羽生小学校
- 福井市美山啓明小学校
- 福井市越廼小学校
- 福井市清水北小学校
- 福井市清水東小学校
- 福井市清水西小学校
- 福井市清水南小学校
- 福井市杉坂小学校

### 特別支援学校
国立
- 福井大学教育学部附属特別支援学校（高等部・中学部・小学部）

県立
- 福井県立福井特別支援学校（高等部・中学部・小学部）
- 福井県立福井東特別支援学校（高等部・中学部・小学部）（福井県立病院に併設）
  - 月見分教室（高等部・中学部・小学部）（福井赤十字病院内）

- 福井県立福井南特別支援学校（高等部・中学部・小学部）
  - 清水分教室（高等部）

- 福井県立清水特別支援学校（中学部・小学部）
- 福井県立盲学校（高等部・中学部・小学部・幼稚部）
- 福井県立ろう学校（高等部・中学部・小学部・幼稚部）

### インターナショナルスクール
- 北陸朝鮮初中級学校（各種学校）

## 交通

### 鉄道
市の中心となる駅：福井駅
西日本旅客鉄道（JR西日本）
- 北陸新幹線：- 福井駅 -

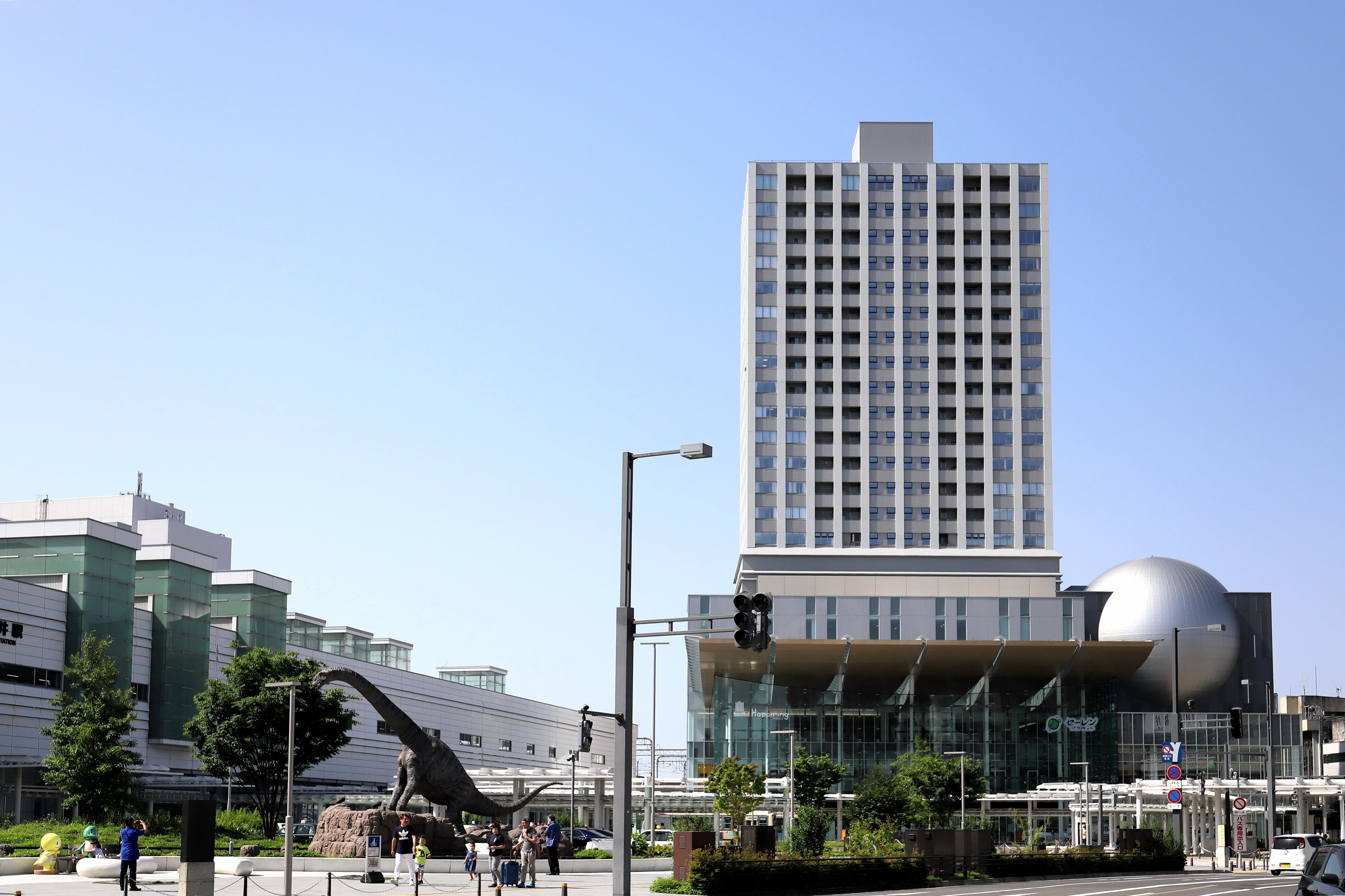
福井駅西口

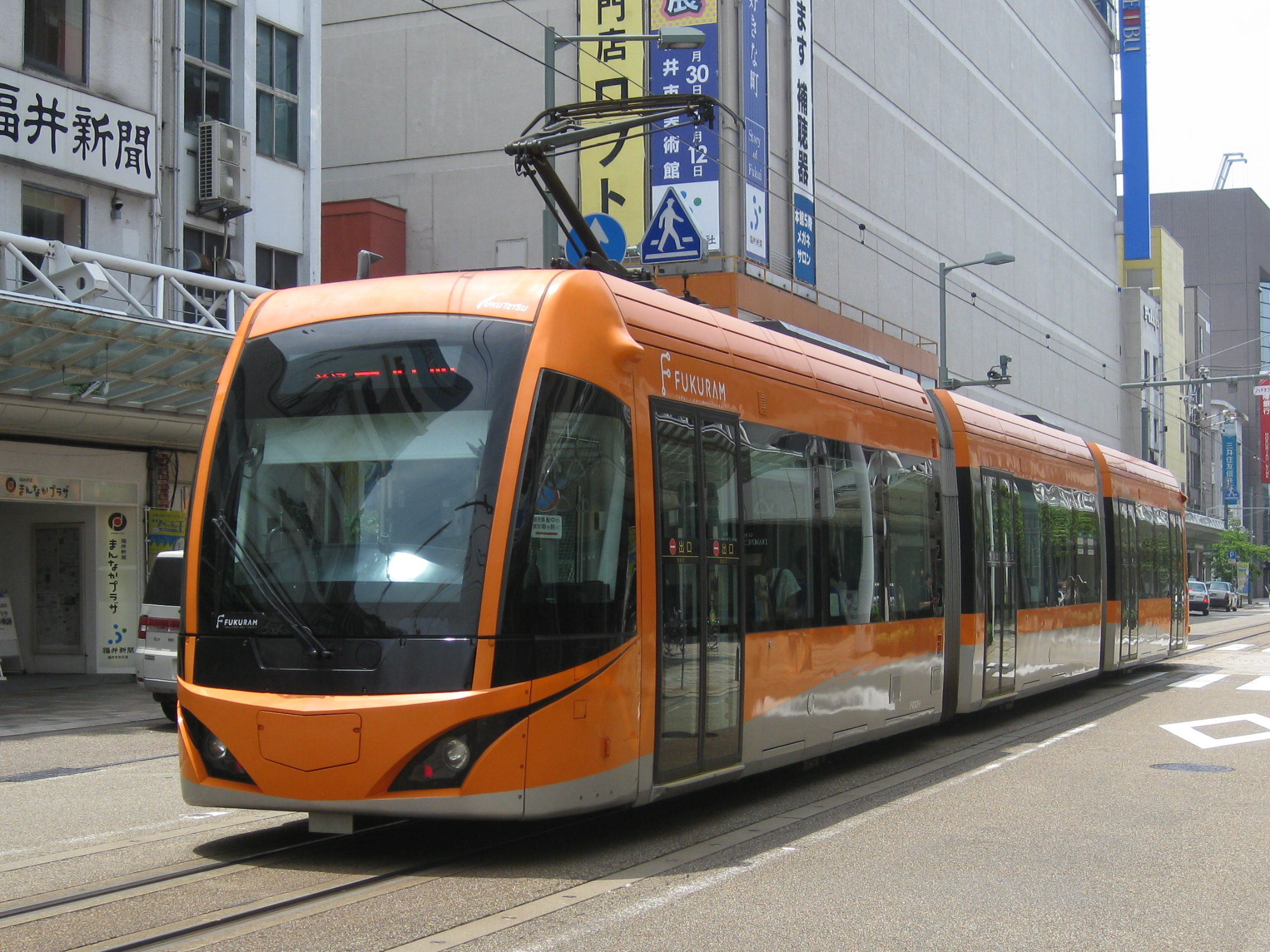
福井鉄道福武線

- 越美北線（九頭竜線）：越前花堂駅 - 六条駅 - 足羽駅 - 越前東郷駅 - 一乗谷駅 - 越前高田駅 - 市波駅 - 小和清水駅 - 美山駅 - 越前薬師駅 - 越前大宮駅 - 計石駅 - （大野市）

ハピラインふくい
- ハピラインふくい線：（鯖江市） - 大土呂駅 - 越前花堂駅 - 福井駅 - 森田駅 - （坂井市）

えちぜん鉄道
- 勝山永平寺線：福井駅 - 新福井駅 - 福井口駅 - 越前開発駅 - 越前新保駅 - 追分口駅 - 東藤島駅 - 越前島橋駅 - （永平寺町）
- 三国芦原線：福井口駅 - まつもと町屋駅 - 西別院駅 - 田原町駅 - 福大前西福井駅 - 日華化学前駅 - 八ツ島駅 - 新田塚駅 - 中角駅 - 鷲塚針原駅 - （坂井市）
- 都道府県庁への連絡
  - 福井駅が福井県庁最寄駅である。

- 広範囲な連絡
  - 福井駅から北陸新幹線により、石川・富山・新潟・長野・群馬・埼玉・東京の1都6県へ直通。
  - また、北陸新幹線・ハピラインふくい線の敦賀駅（敦賀市）にて以下の特急と接続し、これらは岐阜・愛知・滋賀・京都・大阪の2府3県へ直通している。
    - サンダーバード
    - しらさぎ
      - その先、特急「しらさぎ」を利用して米原駅又は名古屋駅で東海道新幹線、特急「サンダーバード」を利用して京都駅で東海道新幹線、又は新大阪駅で山陽新幹線とそれぞれ連絡している。

福井鉄道（福鉄）
- 福武線：（鯖江市） - 三十八社駅 - 泰澄の里駅 - 浅水駅 - ハーモニーホール駅 - 清明駅 - 江端駅 - ベル前駅 - 花堂駅 - 赤十字前駅 - 商工会議所前駅 - 足羽山公園口駅 - 福井城址大名町駅 - 仁愛女子高校駅 - 田原町駅、福井城址大名町駅 - 福井駅駅

### 空港
- 小松空港から、2023年時点で国内線は東京（羽田）、札幌（新千歳）、福岡、沖縄（那覇）へそれぞれ就航している。国際線の発着もある。主な時刻表では「小松空港（金沢・福井）」と表記されている。小松空港へは福井駅東口から小松空港連絡バスによって約1時間程度で結ばれている。
- 福井空港 - 坂井市春江町江留中に所在するが、定期便の発着はない。

### バス

#### 路線バス、コミュニティ交通
市域内発着の一般乗合事業（路線バス・乗合タクシー）を行っている事業者
- 〔京福グループ〕
  - 京福バス - 一部の系統は大野観光自動車に運行委託（京福バス車両使用）。
  - 福井交通（乗合タクシー6路線、予約制フィーダー交通「ほやほや号」、福井市南東地区フルデマンドタクシー）
  - ケイカン交通（乗合タクシー新田塚春江線）
- 福井鉄道（福鉄バス）
- えちぜん鉄道
  - デマンドタクシー「テクノポート号」：運行はケイカン交通に委託
- 福井市
  - 乗合タクシー本郷線、高屋線：運行は光タクシーに委託
  - 美山地域バス：運行は光タクシーに委託（市所有マイクロバスを使用）
  - 海岸地域バス：運行は三国交通に委託（市所有マイクロバスを使用）
  - 清水地域バス「きらら号」：運行は光タクシーに委託
- 池田町（町民協働バス マイバス）
- 鷹巣・棗地域コミュニティバス運行協議会（デマンドタクシー「鷹巣・棗ふくふく号」：運行は福井交通に委託）
- 酒生地域コミュニティバス運行協議会（地域コミュニティバス「酒生いきいきバス」：運行は京福バスに委託）
- 殿下地域コミュニティバス運行協議会（デマンドタクシー「殿下かじかポッポー」：運行は光タクシーに委託）
- 鶉〜宮ノ下〜大安寺地域コミュニティバス運行協議会（デマンドタクシー「鶉山バス」：運行は福井交通に委託）
- 日新コミュニティバス運行協議会（地域コミュニティバス「日新さんさんバス」：運行は京福バスに委託）
- 岡保地域交通検討協議会（地域コミュニティバス「コシヒカリの里号」「岡の泉号」：運行は京福バスに委託）
- 森田地域コミュニティバス運行協議会（地域コミュニティバス「もりたん」：運行は京福バスに委託）
- 東郷地域コミュニティバス運行協議会（地域コミュニティバス「東郷おつくねバス」：運行は福井交通に委託）

#### 定期バス
利用者限定で無料バスを定期運行している路線
- 福井県（「フレンドリーバス」福井駅東口 - 福井県立図書館：運行は京福バス及び福井交通に委託）

#### 高速バス
市内発着のすべての高速バスが福井駅東口に停車する。COVID-19の影響により運休・減便を実施している事業者・路線あり。

### 道路

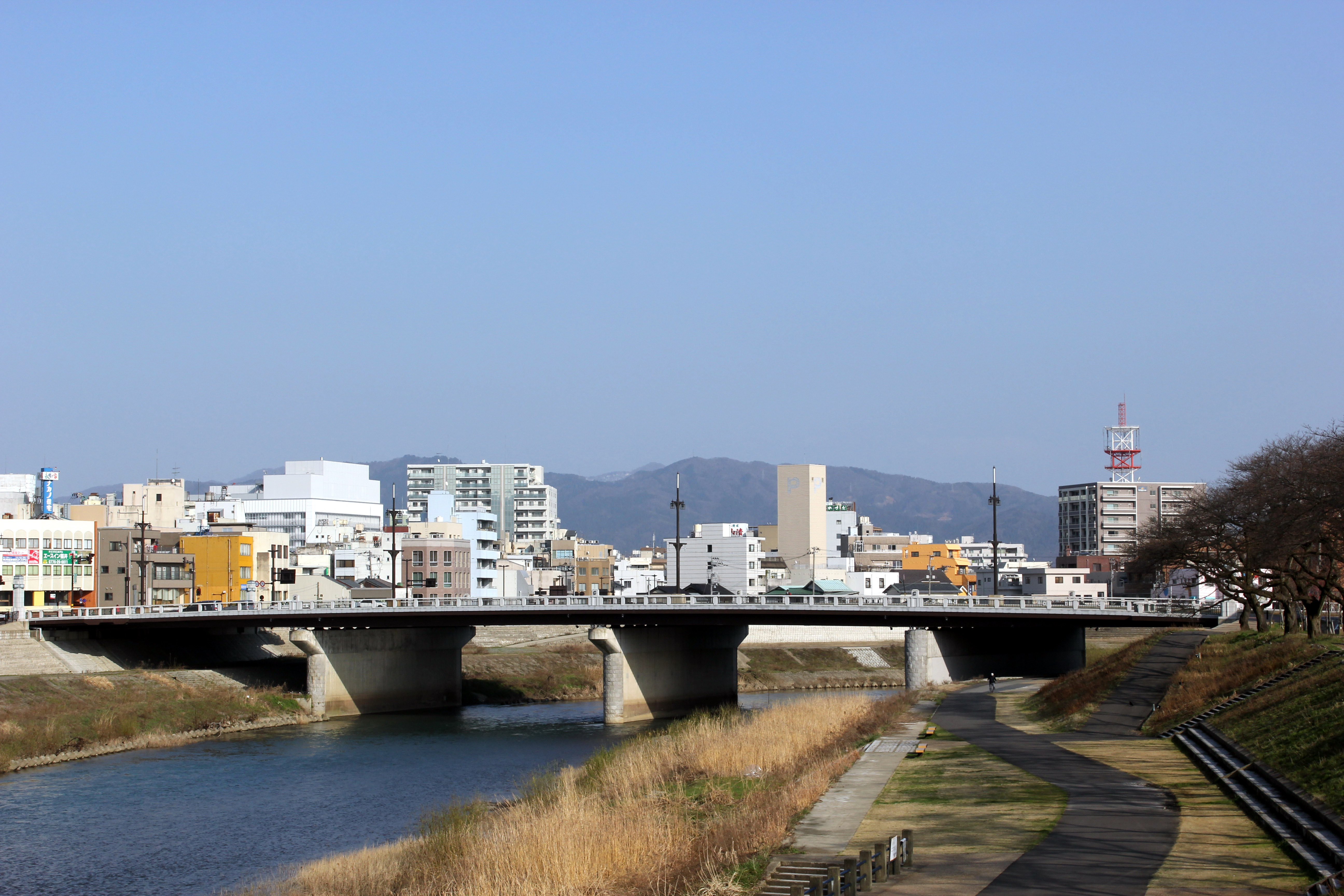
フェニックス通り（幸橋）

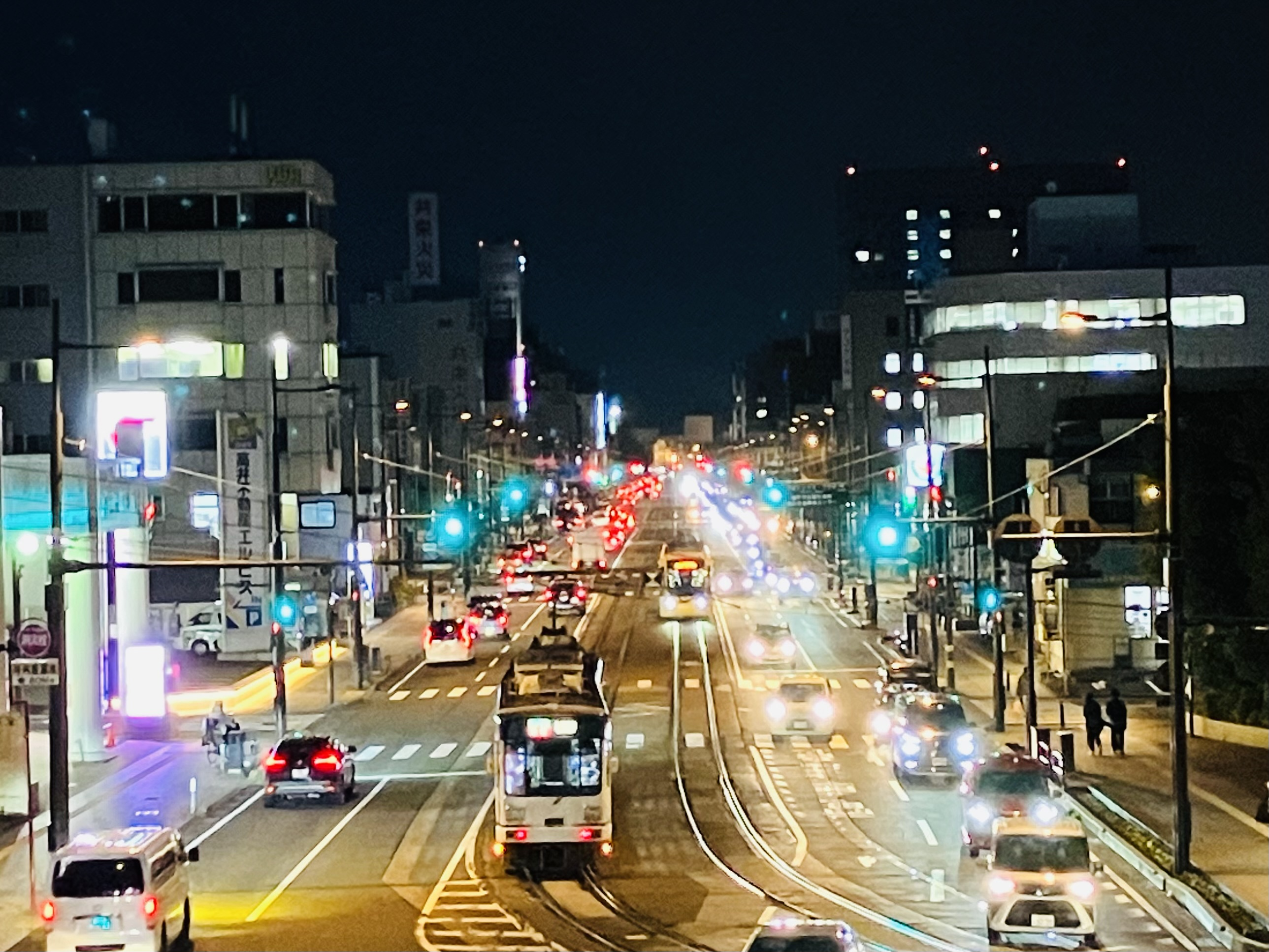

田原町駅側から見たフェニックス通り

#### 高速道路
- E8 北陸自動車道
  - （鯖江市） - (8)福井IC - (9)福井北JCT/IC - （吉田郡永平寺町）

自動車専用道路
- E67 中部縦貫自動車道
  - （吉田郡永平寺町） - (9)福井北JCT/IC

#### 国道
- 国道8号（福井バイパス）
- 国道158号
- 国道305号（市内区間全線で国道365号と重複）
- 国道364号
- 国道416号
- 国道476号

#### 県道
主要地方道
| - 福井県道2号武生美山線 - 福井県道3号福井大森河野線 - 福井県道・石川県道5号福井加賀線 - 福井県道6号福井四ヶ浦線 - 福井県道10号丸岡川西線 - 福井県道11号福井停車場線 - 福井県道18号鯖江美山線 | - 福井県道25号福井今立線 - 福井県道28号福井朝日武生線 - 福井県道29号福井金津線 - 福井県道30号福井丸岡線 - 福井県道31号篠尾勝山線 - 福井県道32号清水美山線 |

一般県道
| - 102号春江川西線 - 103号福井三国線 - 111号舟橋松岡線 - 112号栃神谷鳴鹿森田線 - 113号稲津松岡線 - 114号吉野福井線 - 115号殿下福井線 - 116号徳光福井線 - 125号森田停車場線 - 126号森田停車場中角線 - 128号福井停車場米松線 - 129号福井新停車場線 - 155号八幡横越線 - 156号佐野山岸線 | - 164号大畑松岡線 - 165号京善原目線 - 172号皿谷大野線 - 176号御本丸大手町線 - 177号山奥九十九橋線 - 178号篠尾出作線 - 179号淵上志比口線 - 180号東郷福井線 - 181号東郷麻生津線 - 182号三尾野別所線 - 183号上一光大丹生線 - 184号別所朝日線 - 185号鯖江清水線 - 191号鯖江浅水線 | - 195号大土呂停車場河北線 - 208号徳光鯖江線 - 227号鷹巣港線 - 228号福井停車場勝見線 - 229号福井鯖江線 - 238号一乗谷朝倉氏遺跡東大味線 - 242号勝見稲津線 - 251号本郷福井線 - 252号三尾野鯖江線 - 253号清水麻生津線 - 256号福井港線 - 265号ふくい健康の森線 - 268号福井森田丸岡線 - 801号永平寺福井自転車道線 |

### 道の駅
- 一乗谷あさくら水の駅（安波賀中島町）

### 港湾
- 福井港（地方港湾、特定港）
- 鷹巣港（地方港湾、避難港）

## 名所・旧跡・観光スポット

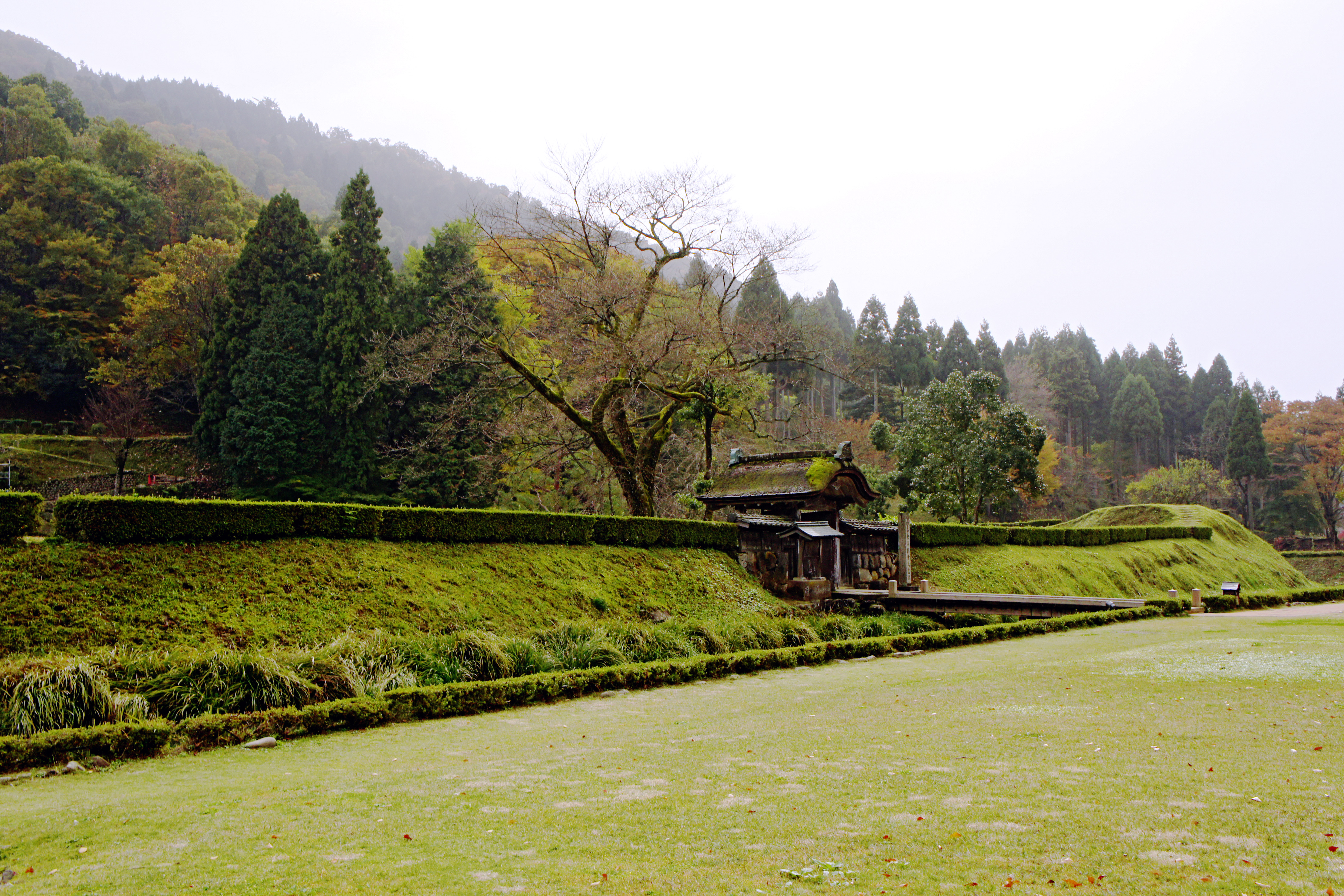
一乗谷朝倉氏遺跡

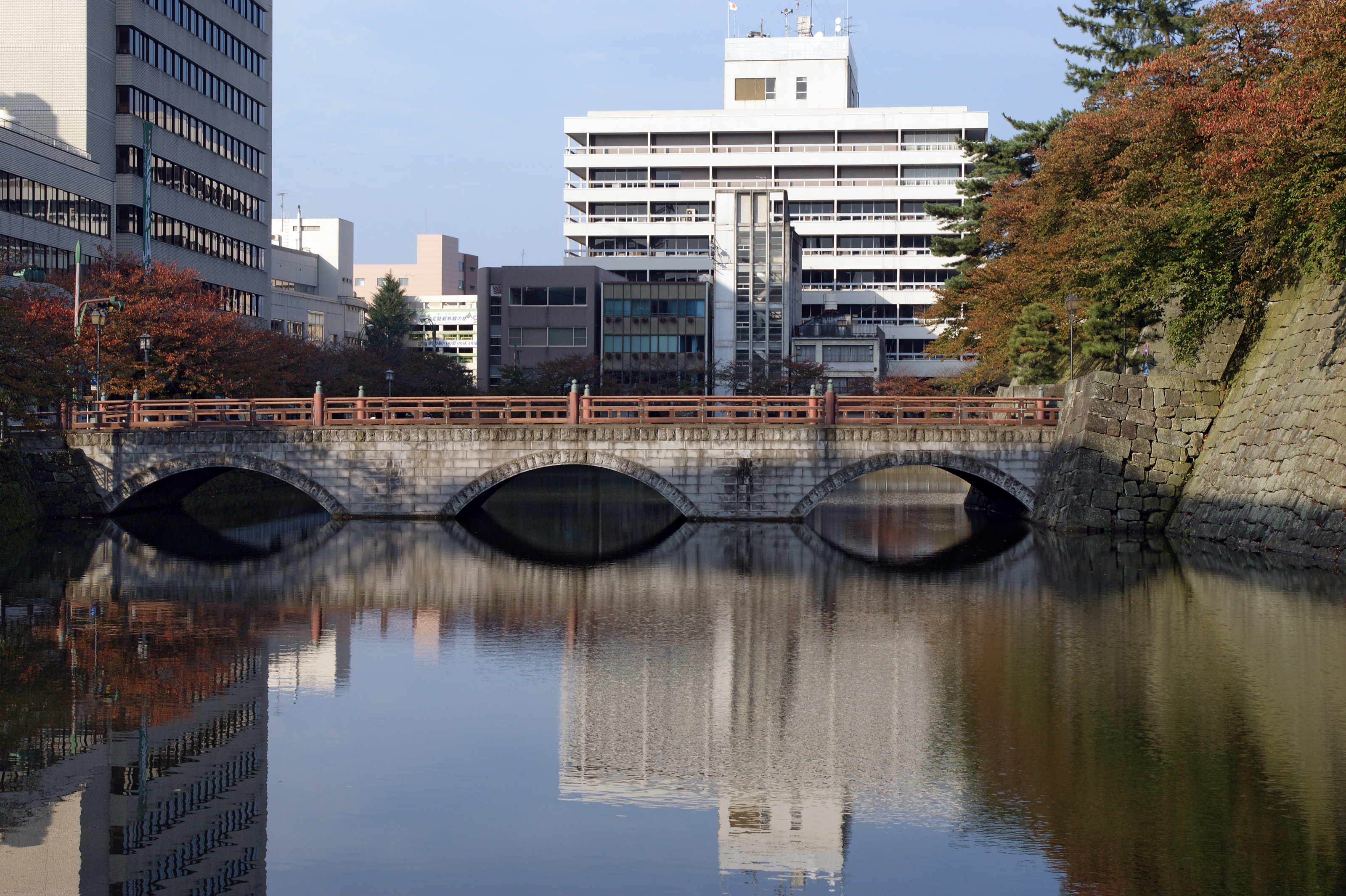
福井城址

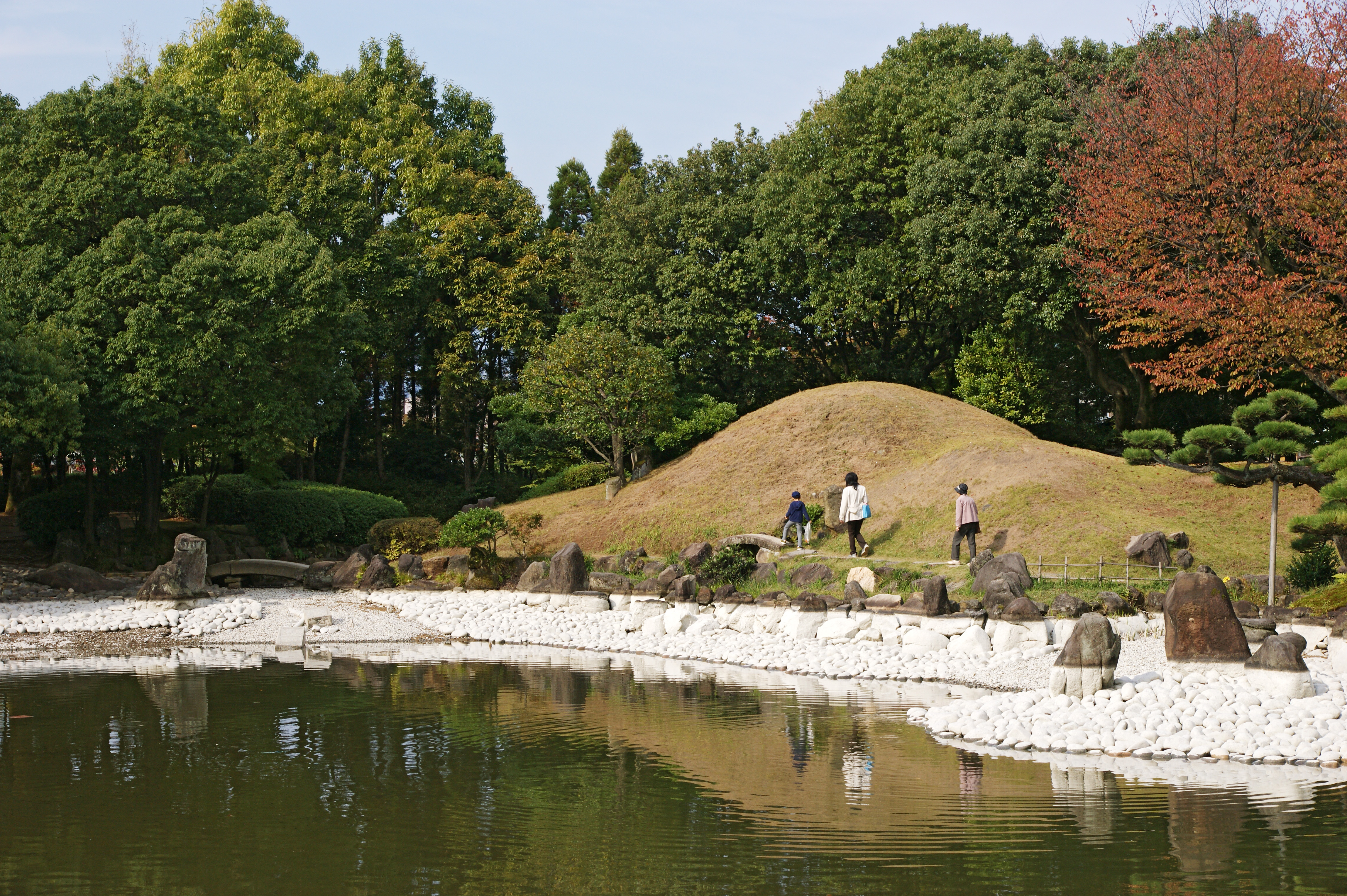
養浩館庭園

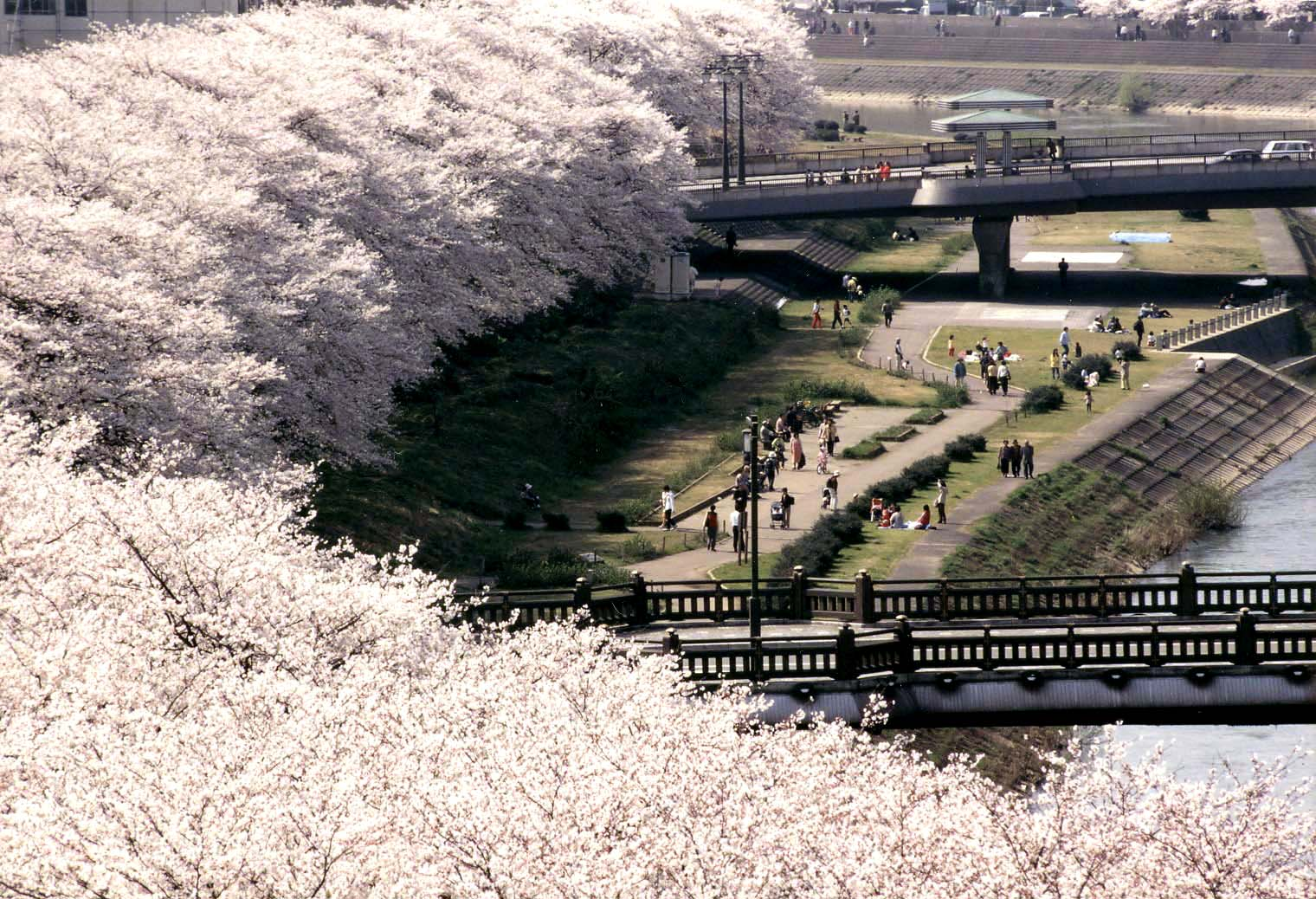
足羽川桜並木

### 名所・旧跡
- 一乗谷朝倉氏遺跡（国の特別名勝及び特別史跡、出土品は重要文化財に指定）
- 糞置遺跡
- 福井城趾
- 北庄城跡
- 福井神社・恒道神社
- 柴田神社
- 佐佳枝廼社
- 神明神社
- 足羽神社
- 藤島神社
- 大安禅寺（本堂、庫裏、開山堂、開基堂、鐘楼の5棟が国の重要文化財）
- 福井宝永教会 - 1890年（明治23年）に伝道を開始したプロテスタント教会。
- 養浩館庭園（お泉水）（国の名勝）
- 道守荘跡地

### 観光スポット

#### 景勝地・自然公園
- 足羽川堤防（日本さくら名所100選）
- 足羽山公園
- 越前加賀海岸国定公園
  - 越前海岸（亀島、鉾島、大崎海岸遊歩道）
- 越前水仙の里公園
- 国見岳森林公園（二枚田幹線林道）

#### 温泉
- 伊自良温泉
- 佐野温泉
- 大安寺温泉
- 鷹巣温泉
- 美山森林温泉

#### 海水浴場
- 鷹巣海水浴場
- 鮎川海水浴場
- 越廼海水浴場

#### 娯楽施設
- スポーツプラザWAVE40（ボウリング場）
- フクイレジャーランドワイプラザ店（ボウリングなど）
- 福井シネマ（2018年閉館）
- メトロ劇場
- テアトルサンク
- 福井コロナシネマワールド

## 文化・名物

### 祭事・催事
- 福井フェニックスまつりイッチョライ（1954年（昭和29年） - 、毎年8月上旬）
- ふくい春祭り・越前時代行列（4月上旬ごろ）
- 福井競輪場
- 睦月神事 - 1978年（昭和53年）5月22日に国の重要無形民俗文化財に指定された。
- 糸崎の仏舞 - 2004年（平成16年）2月6日に国の重要無形民俗文化財指定された。

### 名産・特産
特産品
- 木田チリメンジソ
- 笏谷石

伝統産業
- 銀杏材木工品
- 越前和蝋燭
- 福井仏壇

### スポーツ
- 福井ミリオンドリームズ - 野球クラブ。
- 福井ユナイテッドFC - サッカークラブ。北信越フットボールリーグ。
- 福井ブローウィンズ - プロバスケットボールクラブ。B2リーグ。

## 出身関連著名人
太字は名誉市民（大武元市長を含め7名）、斜字は市民栄誉賞受賞者（4名）。
(※)は出生が福井市で、ほかの出身市町村の比重が大きい人物。
- 朝田のぼる - 歌手
- 阿部真由美 - ラジオパーソナリティ
- 天谷ゆか（由佳） - フリーアナウンサー、元福井放送アナウンサー
- 天谷直弘 - 経済評論家、第4代資源エネルギー庁長官
- 雨田光平 - 彫刻家、ハープ奏者、箏曲京極流宗家
- 石黒正数 - 漫画家
- 幾代通 - 民法学者
- 石田和外 - 裁判官
- 井上寿美枝 - 元福井放送アナウンサー
- 池田光咲 - ファッションモデル、女優
- 伊丹幸雄 - 歌手
- 五木ひろし - 歌手
- 伊藤俊也 - 映画監督
- 稲田朋美 - 政治家、衆議院議員、第15代防衛大臣
- 岩堀路子 - ミュージシャン（ナナ・イロ）
- 植木庚子郎 - 政治家、第15・28代法務大臣、第76代大蔵大臣
- 宇野重吉 - 俳優、演出家
- 梅ノ花市五郎 - 力士
- 大緑仁吉 - 力士
- 小川誠子 - 囲碁棋士
- 岡田啓介 - 第31代内閣総理大臣
- 奥むめお - 政治家、参議院議員
- 大森房吉 - 地震学者
- 小木茂光 - 俳優
- 小野寺昭憲 - 俳優、映画監督
- 筧裕介 - デザイナー、慶応大特任教授、イシュープラスデザイン理事長、日本計画行政学会学会奨励賞、グッドデザイン賞
- 加藤寛治 - 海軍軍人
- 川上テルヒサ - パンク演歌シンガーソングライター
- 川崎和男 - デザインディレクター、医学博士
- 河崎義祐 - 映画監督
- 川端新二 - 鉄道著作家
- 河原雅彦 - 俳優、演出家、脚本家
- 川縁清志【歌う応援隊ヒトミリリィ】 - 歌手、アコースティックギター
- 川本真琴 - ミュージシャン
- 北川和歌子 - 女優、脚本家
- 栗原陵矢 - プロ野球選手（福岡ソフトバンクホークス、2020年東京五輪金メダリスト）
- さかいちよみ。 - フリーアナウンサー
- 榊原仟 - 心臓外科学者
- 白川静 - 漢文学者、古文字学者
- 清水邦広 - バレーボール選手、2008年北京オリンピック代表
- 清水智信 - プロボクサー、世界ボクシング協会世界スーパーフライ級王者
- 白井淳夫 - ジャズ・サクソフォーン奏者
- 須賀原洋行 - 漫画家
- 杉野早季 - ミュージカル俳優
- 瀬戸弘司 - 舞台俳優、YouTuber
- 高田稔浩 - 陸上競技選手、アテネパラリンピック金メダリスト
- 高山正行 - 和太鼓奏者（王将太鼓）
- 竹島宏 - 歌手
- 塚本麿充 - 美術史家
- 辻英之 - 政治家、衆議院議員
- 築田多吉 - 看護師
- 津田寛治 - 俳優
- 土屋公雄 - 彫刻家
- 坪内知佳 - 経営者
- 津村節子 - 作家、小説家
- 道上美璃 - NHKアナウンサー
- 戸田弥生 - ヴァイオリニスト
- 冨田圭潤 - カーチスホールディングス 代表執行役社長
- 豊田三郎 - 洋画家
- 中垣内祐一 - バレーボール指導者、バレーボール日本男子代表監督、バレーボール選手、バルセロナオリンピック代表
- 中島敏 - 海上保安庁長官
- 仲澤忠厚 - プロ野球選手
- 中村優子 - 女優
- 中山卓也 - 俳優
- 中山由佳 - 元福島中央テレビアナウンサー
- 南後杏子 - TBSアナウンサー
- 南部陽一郎 - 物理学者、2008年ノーベル物理学賞受賞
- 長谷川清 - 台湾総督（1940年 - 1944年）、海軍軍人
- 蜂谷あす美 - 旅行作家、エッセイスト
- 馬場啓之助 - 経済学者
- 福井山常志 - 力士
- 藤田良雄 - 天文学者
- 藤田宜永 - 作家、小説家
- 本郷直樹 - 歌手、俳優
- 前波ヨシアキ - ミュージシャン（せきずい）
- 真杉静枝 - 作家、小説家
- 松下圭一 - 政治学者
- 松山足羽 - 俳人
- 美城れん - 宝塚歌劇団専科男役
- 道端ジェシカ - ファッションモデル
- 三村亜生 - 女子ラグビー選手
- 森川陽一郎 - 映像作家、映画監督
- 森隆志 - 国土交通技官[13]
- 山崎昭 - 経済学者
- 山本哲士 - 教育学者、政治学者、教育評論家
- 山本浩司 - 俳優、映画監督
- 吉岡真央 - NHKアナウンサー
- 吉川壽一 - 書家
- 吉田正尚 - プロ野球選手、2020年東京オリンピック金メダリスト
- 吉田喜重 - 映画監督
- 脇本雄太 - 競輪選手
- 渡辺悟仙 - 水墨画家、日本南画院理事長